# Église Saint-Aubin de Limay
Pour les articles homonymes, voir Saint-Aubin.
L'église Saint-Aubin est une église catholique paroissiale située à Limay, dans les Yvelines, en France. Elle remonte, dans ses parties les plus anciennes, aux années 1140. Ce sont la base du clocher et l'ancien chœur de style roman tardif, qui faisaient suite à une nef unique de la même époque démolie vers la fin du XVIIe siècle. Le reste de l'église actuelle fut édifié à partir de 1230 environ au nord de l'église romane, dans le style gothique. Il s'agit d'un chœur-halle carré, au chevet plat, et d'une double nef, le tout voûté d'ogives et à un seul niveau d'élévation. Les deux premières travées de la double nef furent reconstruites après la guerre de Cent Ans, y compris le portail, dans le style flamboyant. La flèche en pierre du clocher datait de la même époque que le chœur gothique, mais a été entièrement rebâtie au début du XXe siècle. Remarquable pour son plan à double vaisseau, ses deux voûtes d'ogives antérieures au milieu du XIIe siècle et son clocher, et abritant un mobilier intéressant, l'église Saint-Aubin a été classée au titre des monuments historiques par arrêté du 26 mai 1944, et est aujourd'hui au centre d'une grande paroisse au titre de « Limay-Vexin », qui regroupe seize communes et dix-huit lieux de culte. Des messes dominicales sont célébrées en l'église Saint-Aubin chaque dimanche à 11 h, et elle accueille également des messes en semaine le vendredi et samedi matin.

## Localisation
L'église Saint-Aubin se situe en France, en région Île-de-France et dans le département des Yvelines, dans le Vexin français, sur la rive droite de la Seine, face à la ville de Mantes-la-Jolie, dans la commune de Limay, rue de l'Église. La façade occidentale donne sur la rue. La ruelle de l'Église passe derrière l'élévation septentrionale. L'élévation méridionale et le chevet donnent sur la place de la République, qui est de modestes dimensions, et accueille également le marché couvert, à quelques mètres de l'église, au nord-est. La maison paroissiale se trouve au nord de l'église, de l'autre côté de la ruelle, rue de l'Église.

## Historique
La paroisse de Limay est d'origine très ancienne. Selon l'abbé Jean Vital Gautier, elle est mentionnée dès 768. Son église est placée sous le vocable de saint Aubin d'Angers (vers 468-550). Sous l'Ancien Régime, Limay relève de l'archidiocèse de Rouen, de l'archidiaconé du Vexin français avec siège à Pontoise, et du doyenné de Magny-en-Vexin. Le patronage de la cure appartient successivement à l'abbaye Saint-Père-en-Vallée de Chartres ; à l'archevêque de Rouen ; puis l'abbaye Saint-Magloire de Paris. La Révolution française bouleverse les hiérarchies ecclésiastiques, et Limay est rattaché au nouveau diocèse de Versailles avec l'ensemble des paroisses du département de Seine-et-Oise. Aujourd'hui, la paroisse de Limay-Vexin au sein du doyenné de Mantes regroupe seize communes, dont deux comptent deux lieux de culte. L'église Saint-Aubin accueille des messes dominicales chaque dimanche à 11 h, et des messes y sont également célébrées en semaine, le vendredi et le samedi matin.

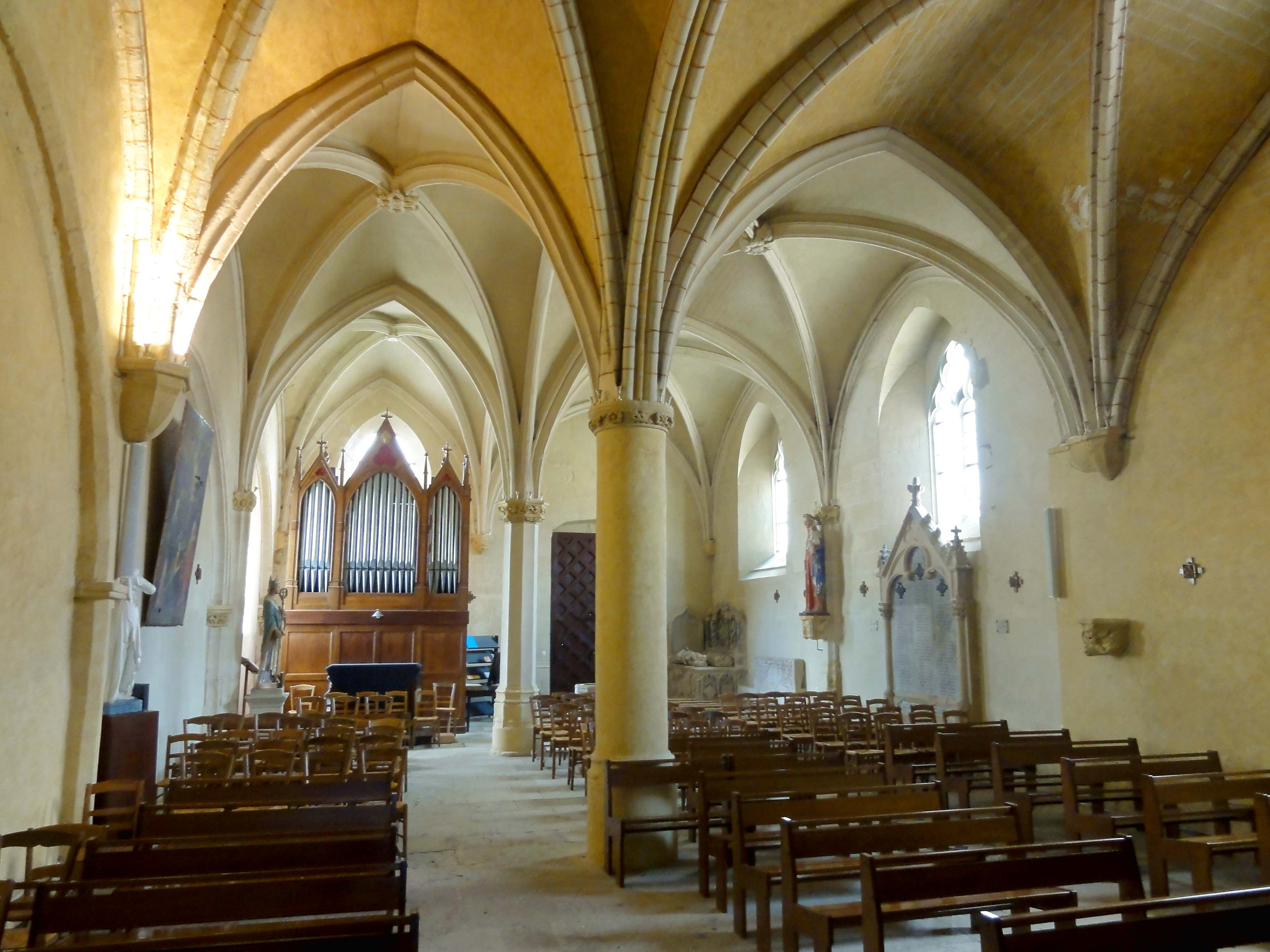
Double nef, vue vers l'ouest.

Les différentes étapes de la construction de l'église ne sont pas attestées par des sources d'archives, mais peuvent en grande partie être déduites de l'analyse stylistique du monument, bien que certains caractéristiques atypiques sèment le doute. L'église Saint-Aubin mériterait d'être étudiée en détail, ce qu'aucun auteur n'a encore entrepris. Louis Régnier n'a laissé qu'une brève notice inaboutie qui fut publiée à titre posthume, et est loin d'atteindre le niveau d'exigence habituel de cet auteur. Ses dates et conclusions sont donc sujets à précaution. Vers 1140 en tout cas, l'église se compose d'une nef unique non voûtée, et d'un chœur de deux travées au chevet plat, dont la première travée sert de base au clocher. Sa flèche n'est pas encore construite dans un premier temps. Vers le début du règne de saint Louis (en 1226), selon Louis Régnier, une chapelle carrée de deux fois deux travées est édifiée au nord du chœur roman. C'est cette chapelle gothique qui devient par la suite le chœur ou sanctuaire proprement dit. Vers la même époque, l'on coiffe enfin le clocher d'une élégante flèche de pierre gothique. L'agrandissement se poursuit vers la fin du XIIIe siècle, toujours selon Louis Régnier, par l'adjonction d'une autre chapelle de deux fois deux travées dans l'angle de l'ancienne nef et de la chapelle bâtie précédemment.
L'auteur développe ici un raisonnement saugrenu, car c'est bien la double nef actuelle qui est construite dans sa totalité, jusqu'à la façade, comme l'indiquent les colonnettes à chapiteaux de style gothique rayonnant tardif qui cantonnent les piédroits du portail. L'on obtient une église à trois vaisseaux, qui s'inscrivent dans un rectangle. La région connaît d'autres exemples d'églises partiellement romanes, où l'actuel vaisseau central a été bâti à côté de l'ancien, qui a été maintenu : Allonne, Bailleval, Cauvigny, Courcelles-sur-Viosne, Fontenay-en-Parisis, Monchy-Saint-Éloi, Villers-Saint-Frambourg, etc. Cependant, à Limay, la nef romane est entièrement démolie, vers le début du règne de Louis XIV selon la tradition locale. N'en restent que les grandes arcades bouchées. Pour revenir vers les étapes de construction de l'église, les deux premières travées de la double nef ne sont pas construites, mais reconstruites, à la fin du premier quart du XVIe siècle. En 1906, la flèche en pierre du clocher est entièrement reconstruite selon le modèle de l'ancien. L'édifice est classé au titre des monuments historiques par arrêté du 26 mai 1944, et a bénéficié d'une restauration intégrale depuis.

## Description

### Aperçu général

Plan de l'église.

Orientée un peu irrégulièrement, avec une nette déviation de l'axe vers le sud-est du côté du chevet qui s'explique par la construction perpendiculairement à la rue, l'église répond à un plan irrégulier. Elle se compose d'une double nef de deux fois quatre travées, dont les deux vaisseaux sont voûtés à la même hauteur, mais dont celui du sud est un peu moins large que l'autre ; d'un chœur-halle carré de deux fois deux travées ; et des deux travées de l'ancien chœur roman au sud de celui-ci, dont la première est en même temps la base du clocher. Sa seconde travée se termine également par un chevet plat. Une cage d'escalier rustique est accolée à ce chevet, sans en obturer la fenêtre. La nef romane se situait au sud de la double nef actuelle. Son emplacement est en partie occupée par la sacristie. L'ensemble des quatorze travées de l'église est voûté d'ogives, et présente un unique niveau d'élévation. L'on accède à l'église par le portail occidental de la nef, qui se situe dans l'axe du vaisseau nord. La double nef et le chœur-halle sont recouverts d'une toiture unique à deux rampants, avec un pignon en façade et un pignon au chevet. La sacristie est dotée d'un toit en bâtière perpendiculaire à l'église, et la seconde travée de l'ancien chœur possède également un toit en bâtière, cette fois-ci parallèle à l'axe de l'édifice. Le clocher est coiffé d'une flèche de pierre octogonale, qui est cantonnée de quatre lanternons.

### Intérieur

#### Double nef

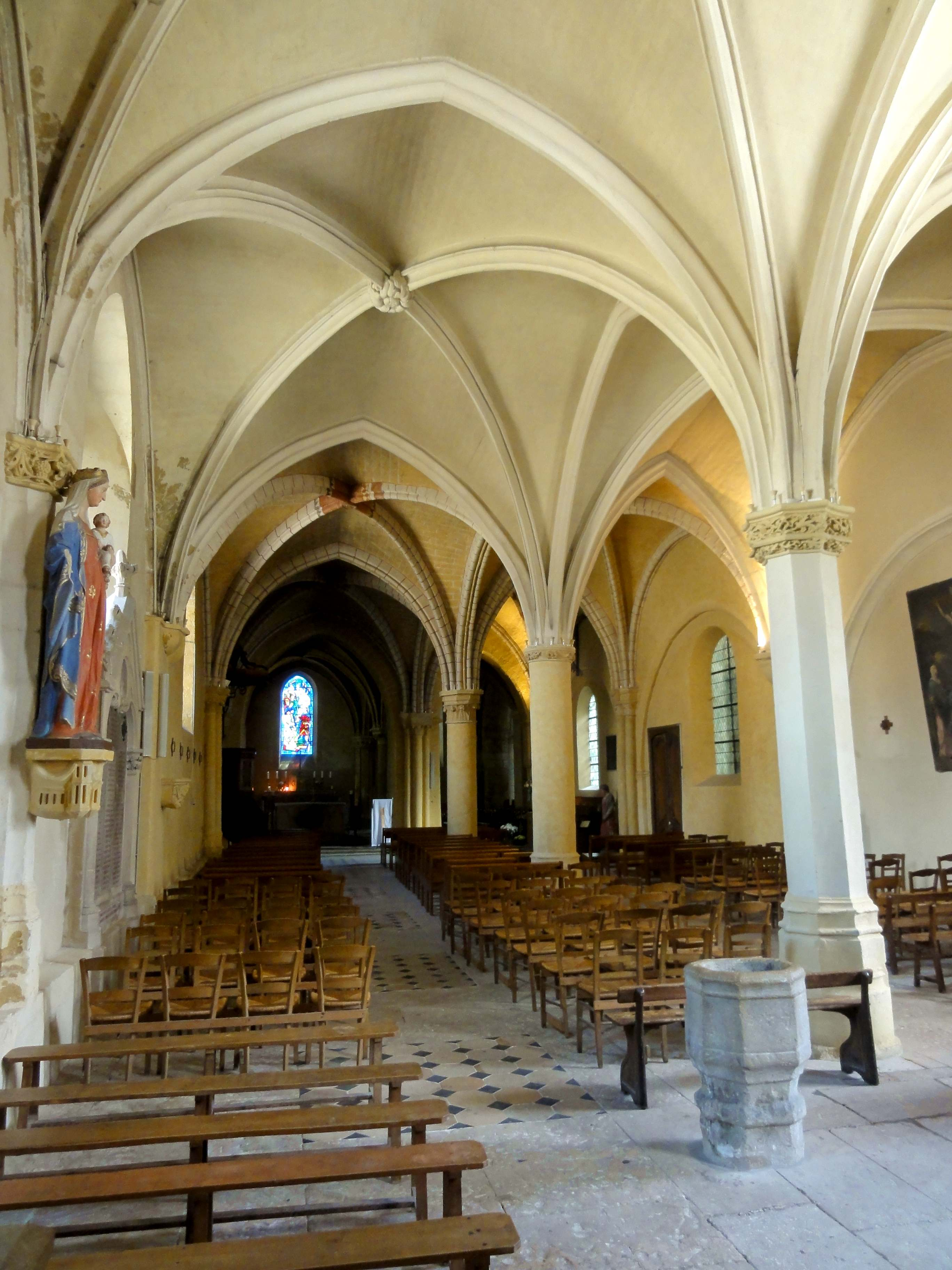
Nef nord, 1re travée, vue vers l'est.

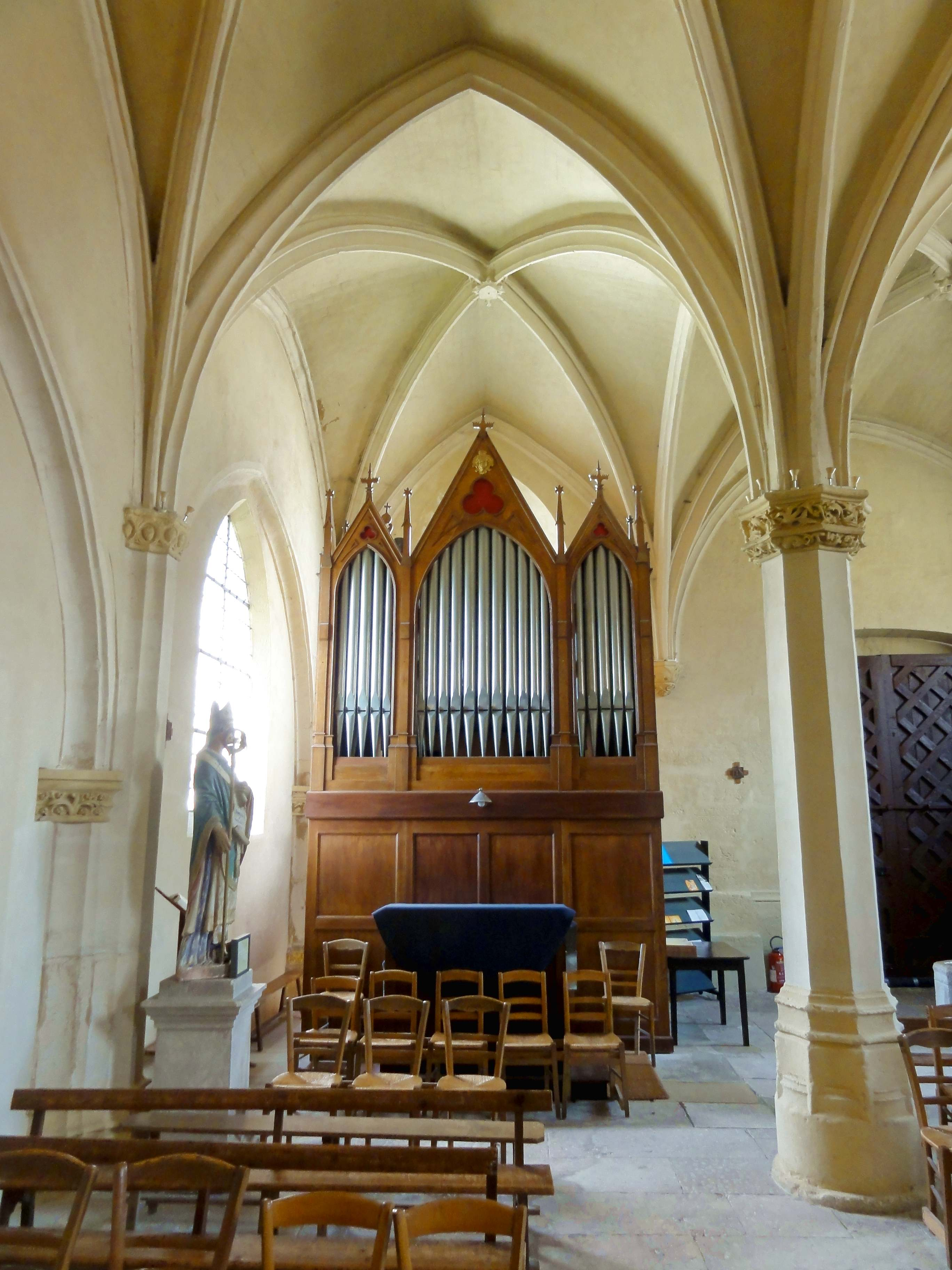
Nef sud, 2e travée, vue vers l'ouest.

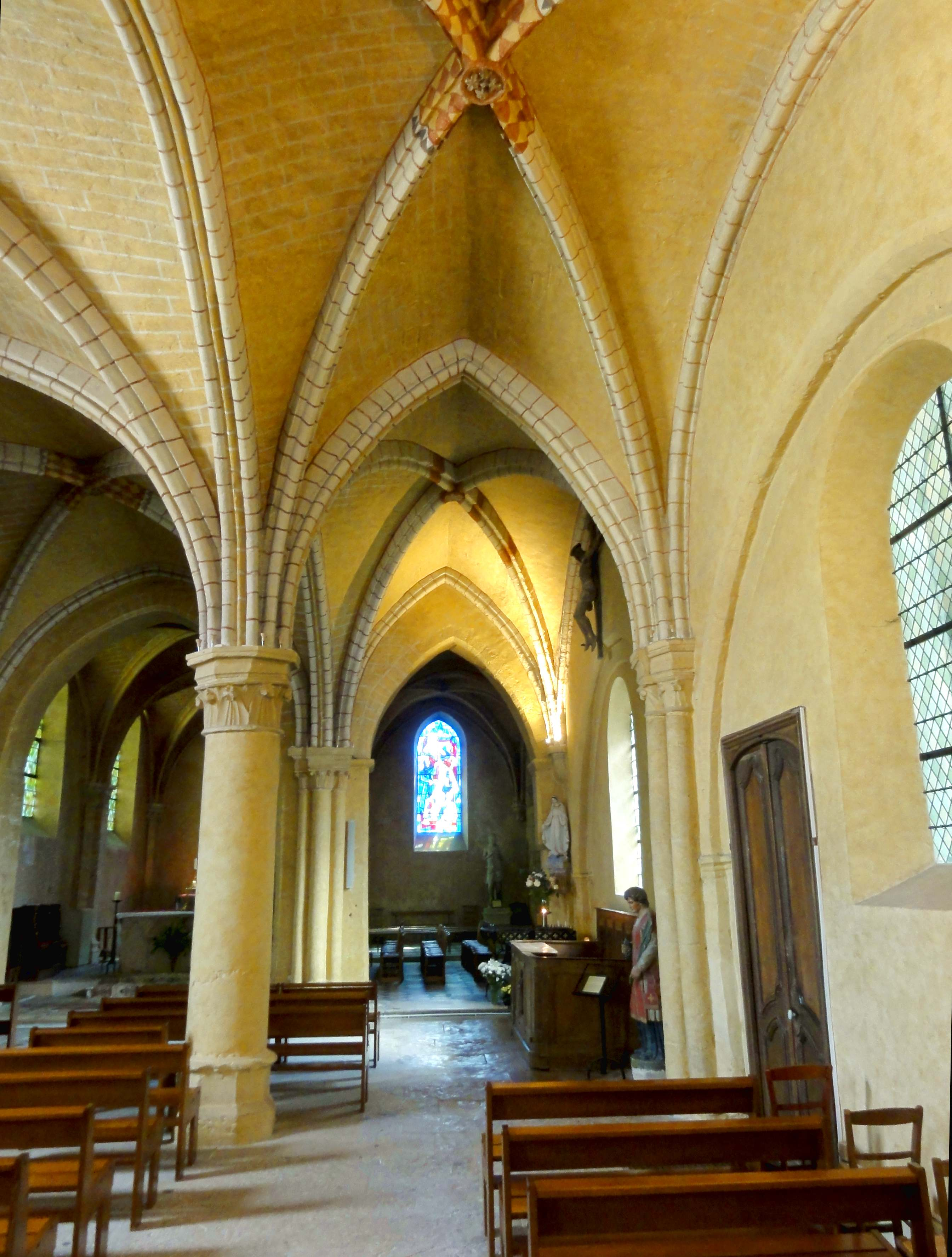
Nef sud, 3e travée, vue vers l'est.

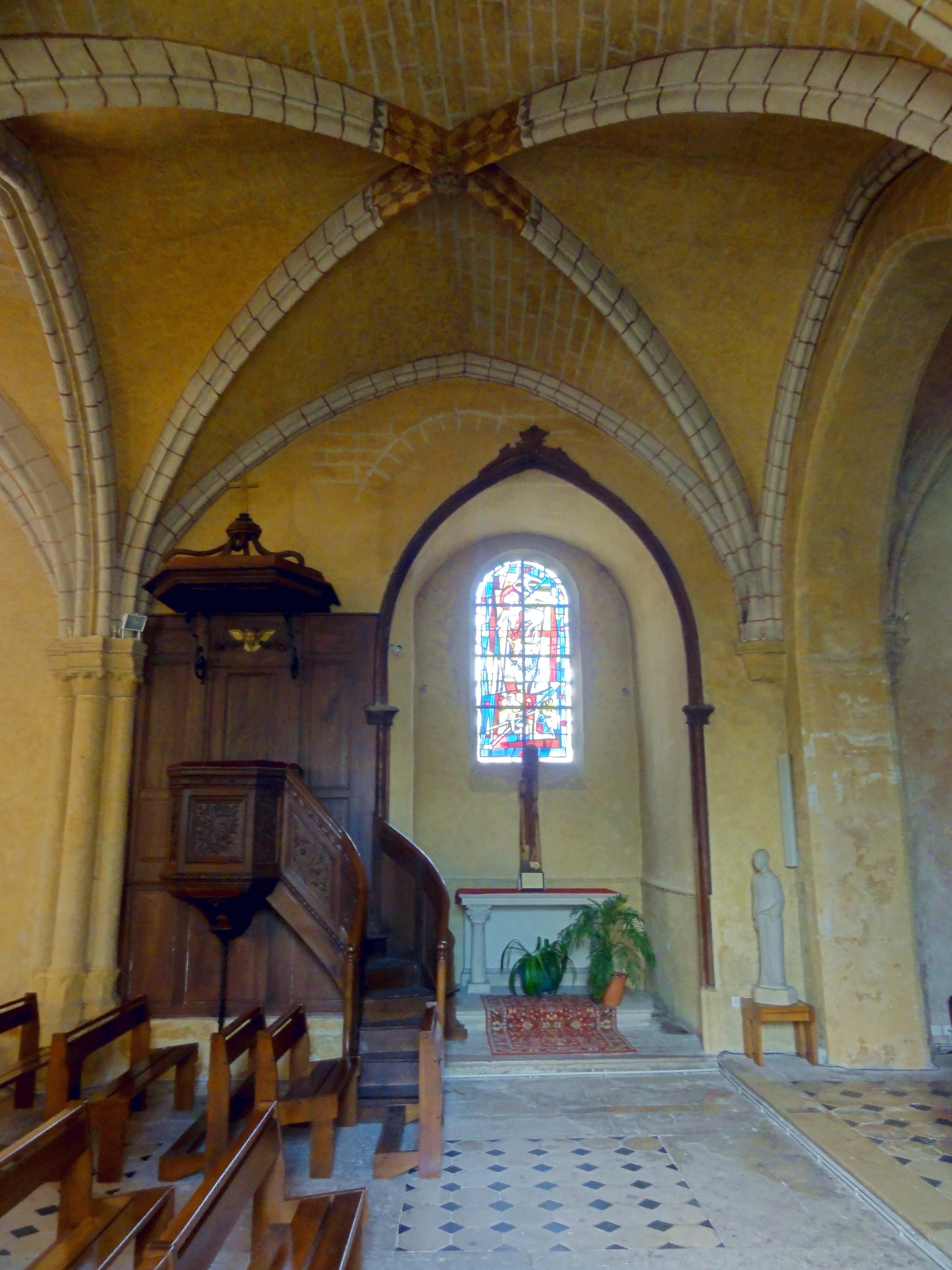
4e travée, vue vers le nord.

La double nef, prolongée par un chœur carré aux mêmes proportions, permet de qualifier l'église Saint-Aubin d'église-halle, si l'on veut faire abstraction du fait qu'il existait, jusqu'au XVIIe siècle au moins, un troisième vaisseau au sud du complexe actuel, qui était d'une facture tout à fait différente, et non voûté. C'est la présence ancienne de cette nef romane qui explique que le vaisseau sud de la nef actuelle soit plus étroit que son homologue du nord. Au sud, ce vaisseau était donc délimité par de grandes arcades percées après coup dans le mur nord de la nef romane, et au nord, par une série d'arc-doubleaux longitudinaux alignés sur les deux doubleaux longitudinaux du chœur carré. C'est donc ce chœur, plus ancien que la nef, qui imposait l'autre contrainte. Abstraction faite de cette différence de largeur, les deux vaisseaux sont stylistiquement homogènes au niveau d'une même travée ou d'un même doubleau transversal. Ils ne sont pas homogènes sur toute leur longueur, ce qui est mis en évidence par la nature différente des trois colonnes isolées qui reçoivent les nervures des voûtes, et séparent les deux vaisseaux. Mais ceci n'empêche pas que l'on puisse parler d'une double nef. Elle n'a que très peu d'équivalents en Île-de-France. L'on peut notamment citer Genainville, également dans l'ancien doyenné de Magny-en-Vexin, et Fleurines, dans l'ancien diocèse de Senlis. Le premier exemple date du XIIIe siècle également, et le deuxième, de la période flamboyante. L'on peut citer dans le même contexte un certain nombre de nefs flamboyantes du Vexin dont au moins un collatéral est voûté à la même hauteur ou presque. Ce sont Boury-en-Vexin, Fontenay-Saint-Père, Jambville, Montjavoult, Oinville-sur-Montcient, Parnes (du côté sud), et Villers-en-Arthies. Les autres nefs doubles sont généralement issues de la construction d'un collatéral généreusement dimensionné à côté de la nef primitive. Enfin, l'église de Vaux-sur-Seine possédait une triple nef voûté à la même hauteur, qui a été réduit à une double nef par démolition du bas-côté sud.
La double nef de Limay est un édifice sans grandes ambitions, comme le soulignent ses élévations à un seul niveau et sa faible hauteur sous le sommet des voûtes, mais construit avec soin. La mutilation de certains piliers engagés et l'obturation des grandes arcades du sud peuvent le faire oublier, mais l'intérêt de l'église Saint-Aubin est donc loin de se limiter à sa particularité de plan. Les supports appartenant à différents types, il convient de regarder tout d'abord les voûtes, qui sont homogènes dans les deux premières travées des deux vaisseaux, puis dans les deux dernières travées. Dans les deux premières travées du nord et du sud, les ogives présente frontalement un filet entre deux fines moulures concaves, et latéralement, une gorge délimitée du voûtain par un filet saillant. Les profils de cette famille détiennent le monopole sur les voûtes flamboyantes du Vexin français, ce qui n'est pas le cas dans les autres contrées de la région. Comme à l'accoutumée, les arcs formerets correspondent à la moitié des ogives. Contrairement à la règle à l'époque, quand les doubleaux sont de même envergure que les ogives, il n'adoptent ici pas le même profil, mais un profil plus simple, à savoir un filet entre deux gorges et deux cavets, dégagés des voûtains par un boudin. Tels sont aussi les doubleaux à l'intersection entre les deux campagnes de construction. Les clés de voûte de la première travée du nord et de la deuxième travée du sud sont garnies de découpages flamboyants sous la forme d'étoiles à six branches assemblées de six soufflets (comme sur les réseaux des fenêtres flamboyantes) aux flancs extérieurs festonnés et aux extrémités fleuronnées, disposées autour d'une petite rosace centrale. Dans la première travée du sud, un écusson se superpose à une étoile semblable à quatre branches. Dans la seconde travée du nord, l'on voit une rosace de feuillages.
Assez différentes sont les clés des quatre travées orientales. Ce sont de petits disques sculptés de feuilles de vigne disposées aléatoirement, dans la troisième travée du nord et du sud, et d'autres feuilles disposées concentriquement, dans la quatrième travée du nord et du sud. La modénature des nervures des voûtes est torique. Les ogives accusent un mince tore entre deux gorges et deux listels devant un bandeau en arrière-plan, non visible de face, et les doubleaux affichent une fine arête entre deux tores. Le premier profil est atypique, mais se rattache clairement au style gothique rayonnant, tandis que le second profil appartient en principe à la première période gothique, et est fortement répandu. Il est surtout employé pour les ogives. Les formerets sont monotoriques. Il convient d'évoquer les grandes arcades dans le même contexte. Celles de la période flamboyante, aujourd'hui bouchées, montrent une fine moulure concave et une large gorge, ce qui est le profil habituel du pourtour des fenêtres. Celles de la période gothique, y compris celles vers le chœur-halle, ne sont pas issues d'une reprise en sous-œuvre, ce qui explique qu'elles ne sont pas moulurées, et ont seulement les angles chanfreinés, comme dans les édifices plus rustiques de la première période gothique.
Les maîtres d'œuvre de la fin du XIIIe et du premier quart du XVIe siècle ont tous les deux opté pour des minces piliers isolés entre les deux vaisseaux. Le premier était sans doute séduit de l'architecture du chœur et souhaita compléter l'édifice selon un ordonnancement analogue, et le deuxième ne voulut pas rompre l'unité de l'ensemble, mais il est vrai aussi que les piliers fasciculés (composés) n'ont de toute façon plus la côte pendant la première moitié du XVIe siècle. Pour des raisons que l'on ignore, l'architecte flamboyant fit retomber les voûtes sur des culs-de-lampe au revers de la façade, y compris dans les angles, mais sur des piliers engagés dans les murs gouttereaux à l'intersection des deux travées. Le maître-maçon qui lui précéda choisit des piliers fasciculés à la retombée des doubleaux, au nord, à l'est et au sud. Les culs-de-lampe frustes dans les angles nord-est et sud-est de la nef pourraient se substituer à des colonnettes à chapiteaux uniques. Les culots également frustes engagés dans les murs latéraux à la limite des deux campagnes de construction pourraient résulter d'un compromis lors de la suppression du mur occidental de la fin du XIIIe siècle et du raccordement avec les travées flamboyantes, mais l'on ne peut exclure qu'ils étaient primitivement sculptés. D'autre part, un cul-de-lampe flamboyant sans fonction est engagé dans un mur. Les supports méritent d'être regardés de près. Le premier pilier isolé est de plan octogonal, comme dans la chapelle nord de Triel-sur-Seine, mais ses faces sont concaves, selon le goût de l'époque. Ce pilier est toutefois unique dans le Vexin, et on peut le rapprocher des piliers hexagonaux de Fontenay-Saint-Père. Nulle part dans l'église, le maître d'œuvre flamboyant adopta le principe des nervures pénétrantes. Le pilier porte donc un chapiteau du même plan le pilier, qui est sculpté de feuilles de chou frisées, et assez curieusement subdivisé en deux niveaux par une moulure. Le deuxième pilier isolé est de plan rond, et tel est aussi sa frise de feuillages tenant lieu de chapiteaux. La différence de plan avec le pilier précédent s'explique plus facilement si l'on admet l'hypothèse que la nef fut construite en totalité à la fin du XIIIe siècle, jusqu'au portail. Le troisième pilier porte un chapiteau de crochets, qui se distingue par son très haut tailloir octogonal, qui ne correspond pas du tout avec la période de construction proposée par les auteurs. En effet, les tailloirs sont assez plats à la période rayonnante tardive.
Quant aux supports engagés flamboyants, les culs-de-lampe dans les angles sont sculptés d'anges aux ailes déployées, et celui au milieu du mur occidental, d'un rang de feuillages et d'un rang de fleurs, avec la même scansion horizontale que sur le chapiteau. Elle n'a pas été retenu pour les frises des piliers engagés au nord et au sud, dont l'une arbore des pampres, et l'autre des oves, motif de la Renaissance qui soulève des doutes sur la période de construction réelle. Le plan des piliers associés est dérivé du pilier libre octogonal. Dans la partie gothique de la nef, les chapiteaux de crochets assez stéréotypés n'appellent guère de remarques, mais l'on relève encore les très hauts tailloirs carrés, ainsi que des fûts aussi épais qu'à la première période gothique, qui sont au nombre de trois seulement par pilier. L'architecture rayonnante privilégie des tailloirs polygonaux ou ronds, et apporte en règle générale un affinement des supports, qui va de pair avec la multiplication des fûts. Par ailleurs, les tailloirs partagés par les ogives et formerets sont placés orthogonalement au nord et à l'est, mais obliquement au sud, ce qui est courant à la première période gothique. Normalement ces deux dispositions ne cohabitent pas au sein d'une même campagne de construction d'une église.
La double nef de Limay est assez sombre pour une nef dépourvue de bas-côtés. Il y a plusieurs raisons à cela : à l'est, le chœur est encore moins généreusement éclairé que la nef, et n'apporte aucun éclairage indirect, et à l'ouest, le portail n'a pas de tympan ajouré et n'est pas surmonté d'une fenêtre, et l'orgue est placée devant la fenêtre occidentale du vaisseau du sud. Au sud, des fenêtres sont ménagées dans la première, la troisième et la quatrième arcade bouchée, mais les deux dernières fenêtres ne donnent pas sur l'extérieur, mais seulement sur la sacristie. Au nord, la dernière travée est dépourvue de fenêtre. Cependant, une petite chapelle de très faible profondeur, évoquant un enfeu, s'ouvre dans ce mur, et cette chapelle possède une fenêtre en plein cintre. Nettement désaxée vers la droite, l'arcade ouvrant dans cette chapelle est entourée d'une archivolte torique retombant sur deux fines colonnettes à chapiteaux, le tout en bois et néo-gothique. La troisième travée du nord prend le jour par une lancette simple du XIIIe siècle, et les deux premières travées, par des fenêtres au remplage flamboyant de deux lancettes à têtes trilobées surmontées d'un soufflet.

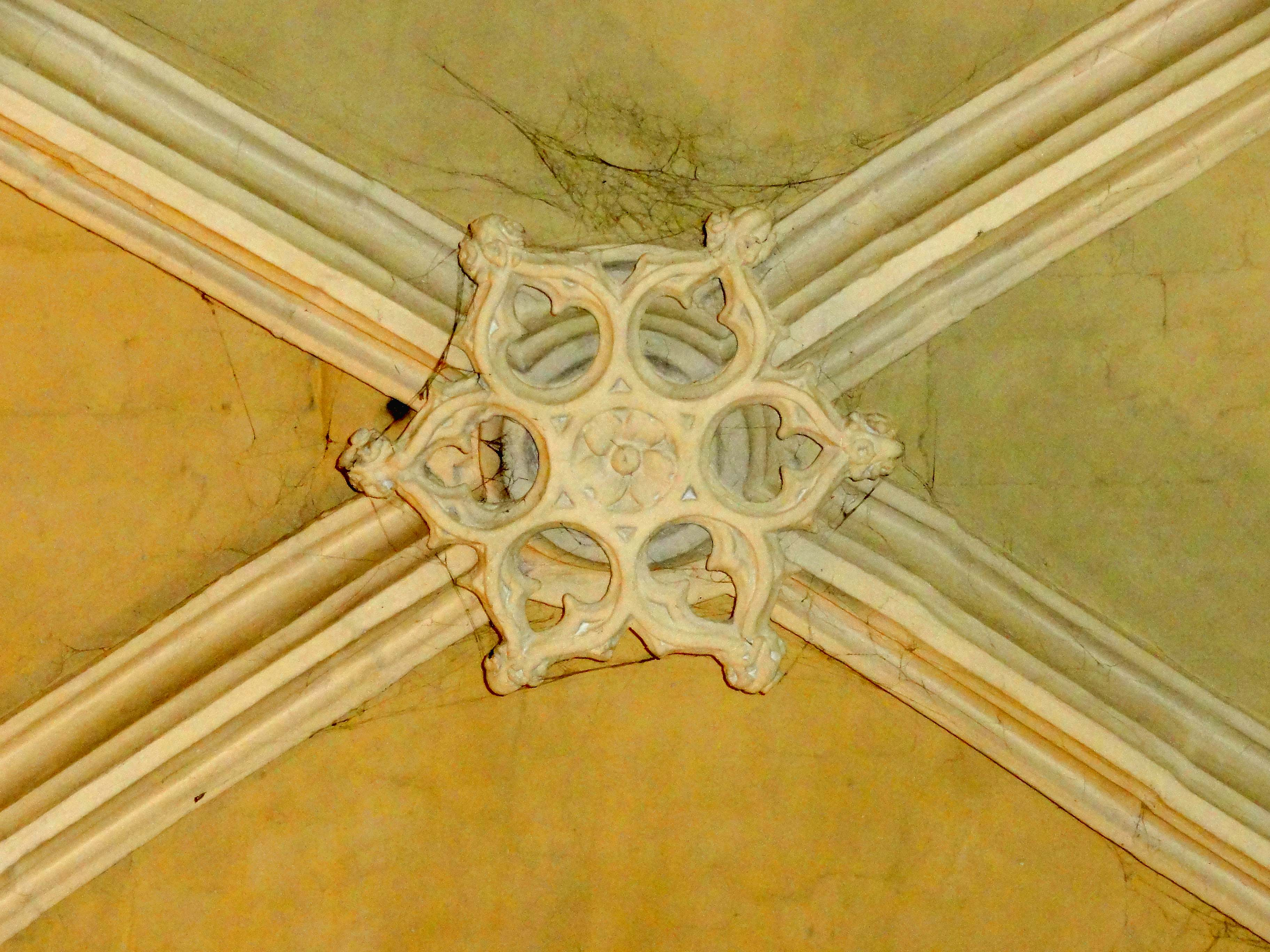
Clé de voûte flamboyante de la 2e travée du sud.
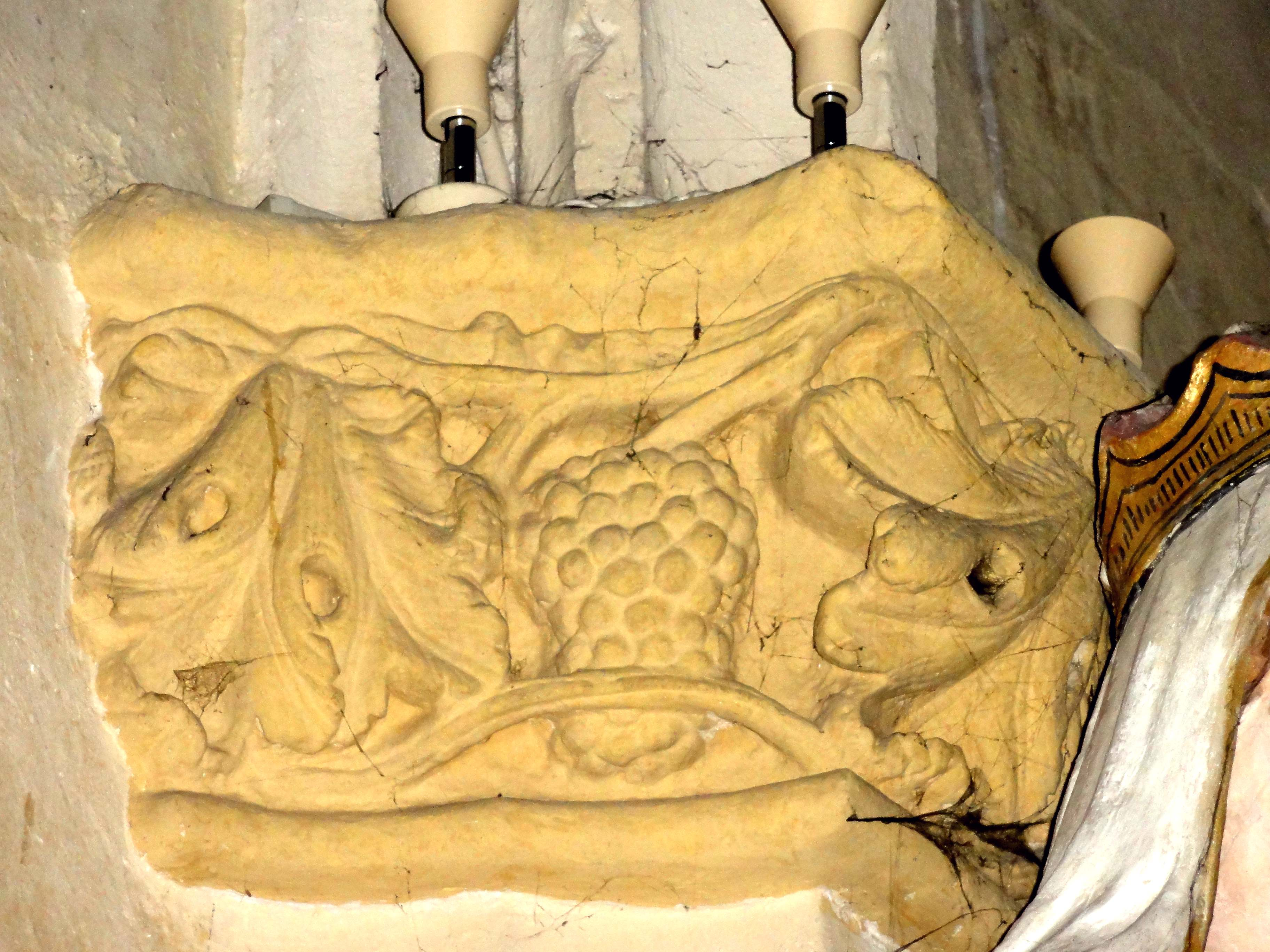
Chapiteau flamboyant côté nord.
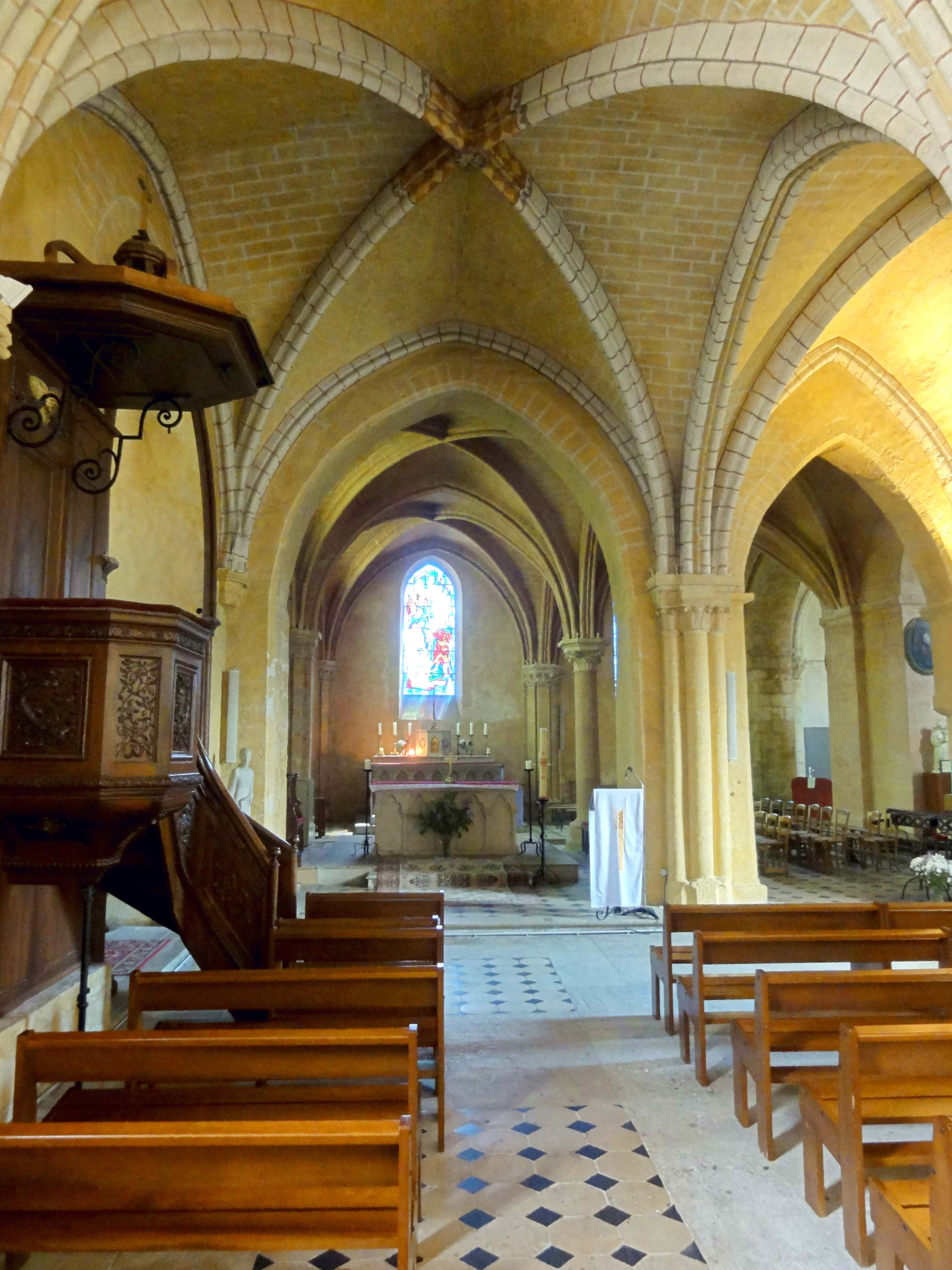
Nef nord, 4e travée, vue vers l'est.
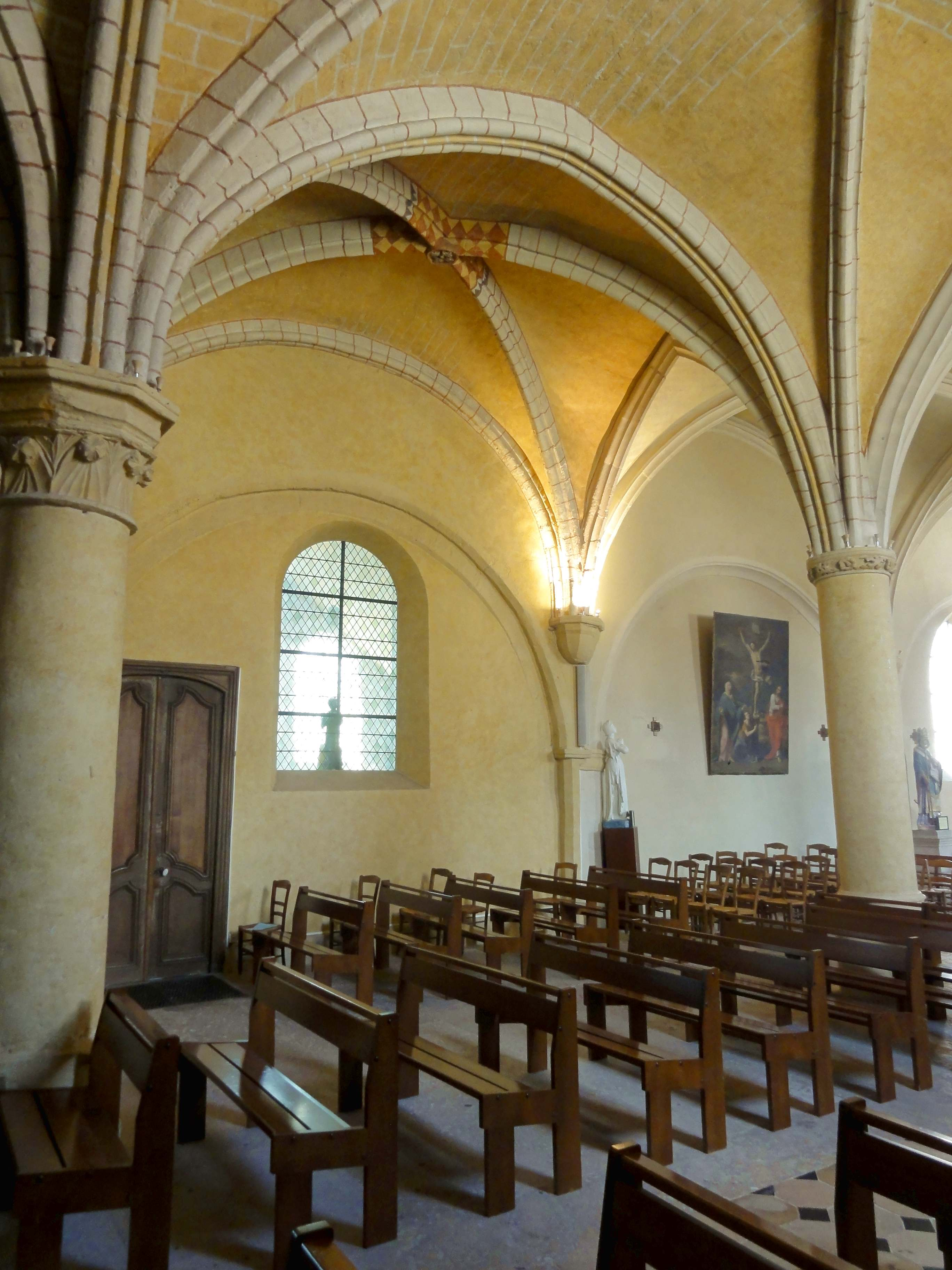
Nef nord, 3e travée, vue vers le sud.
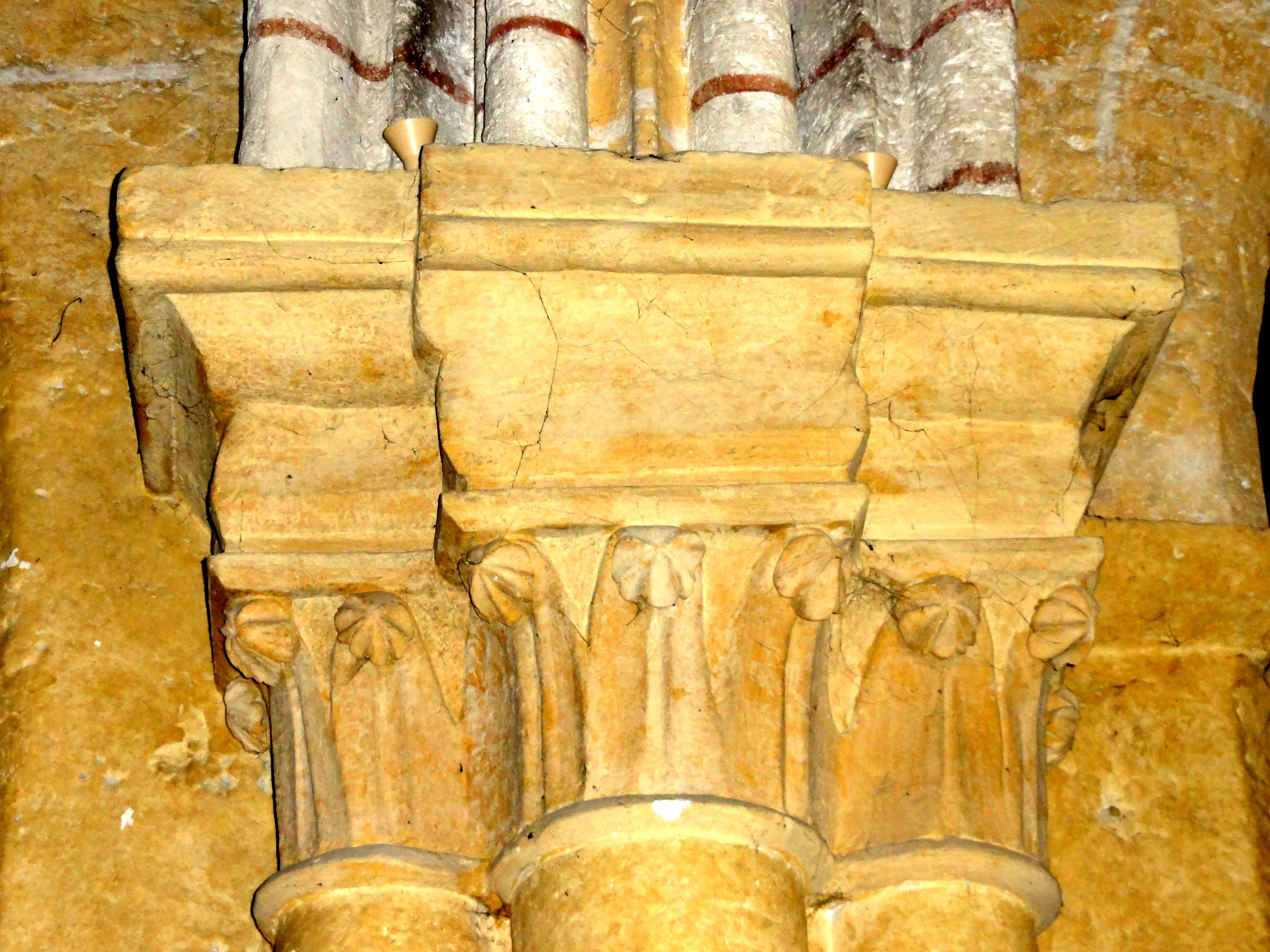
Chapiteaux gothiques côté est.
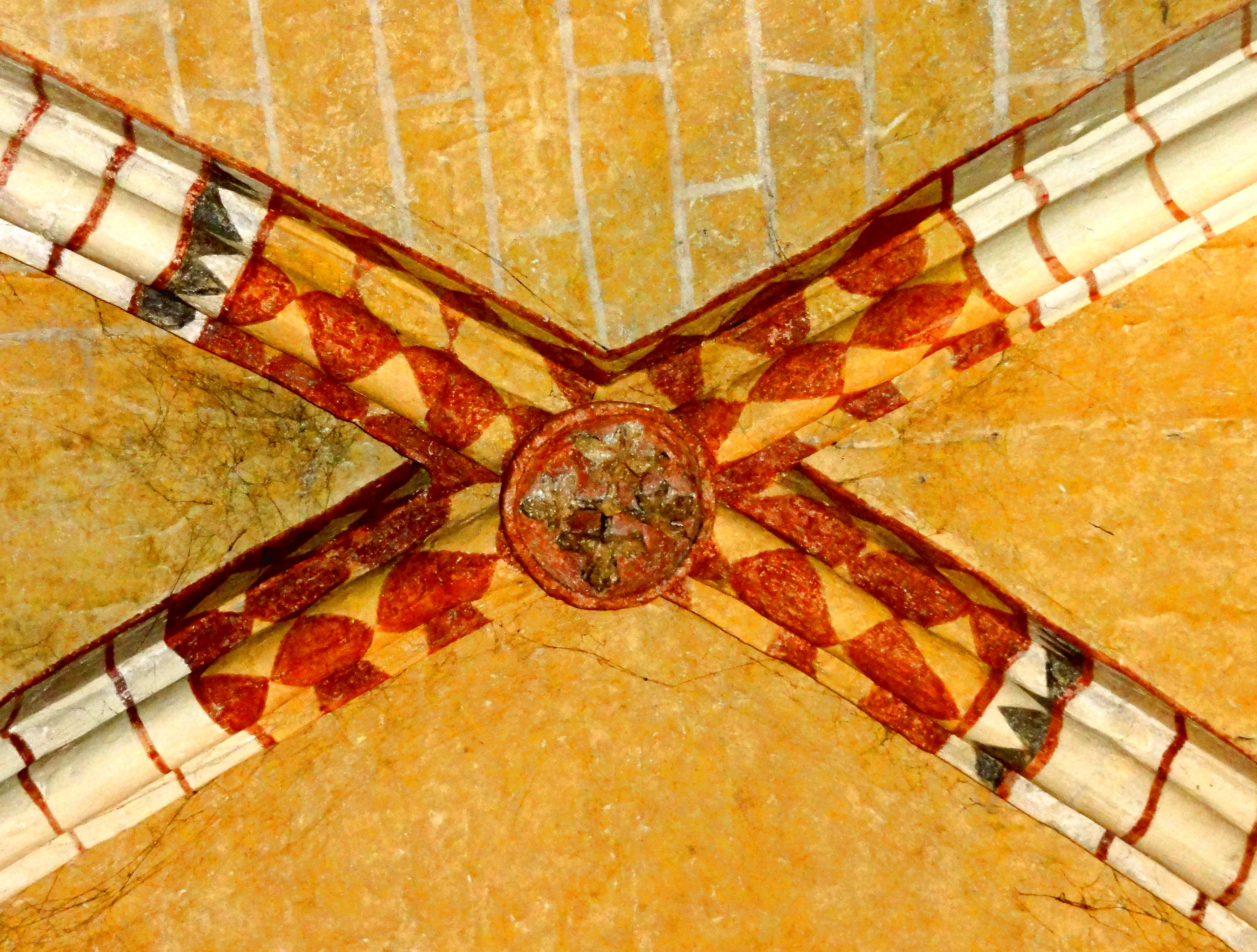
Clé de voûte gothique de la 3e travée du sud.

#### Chœur-halle gothique

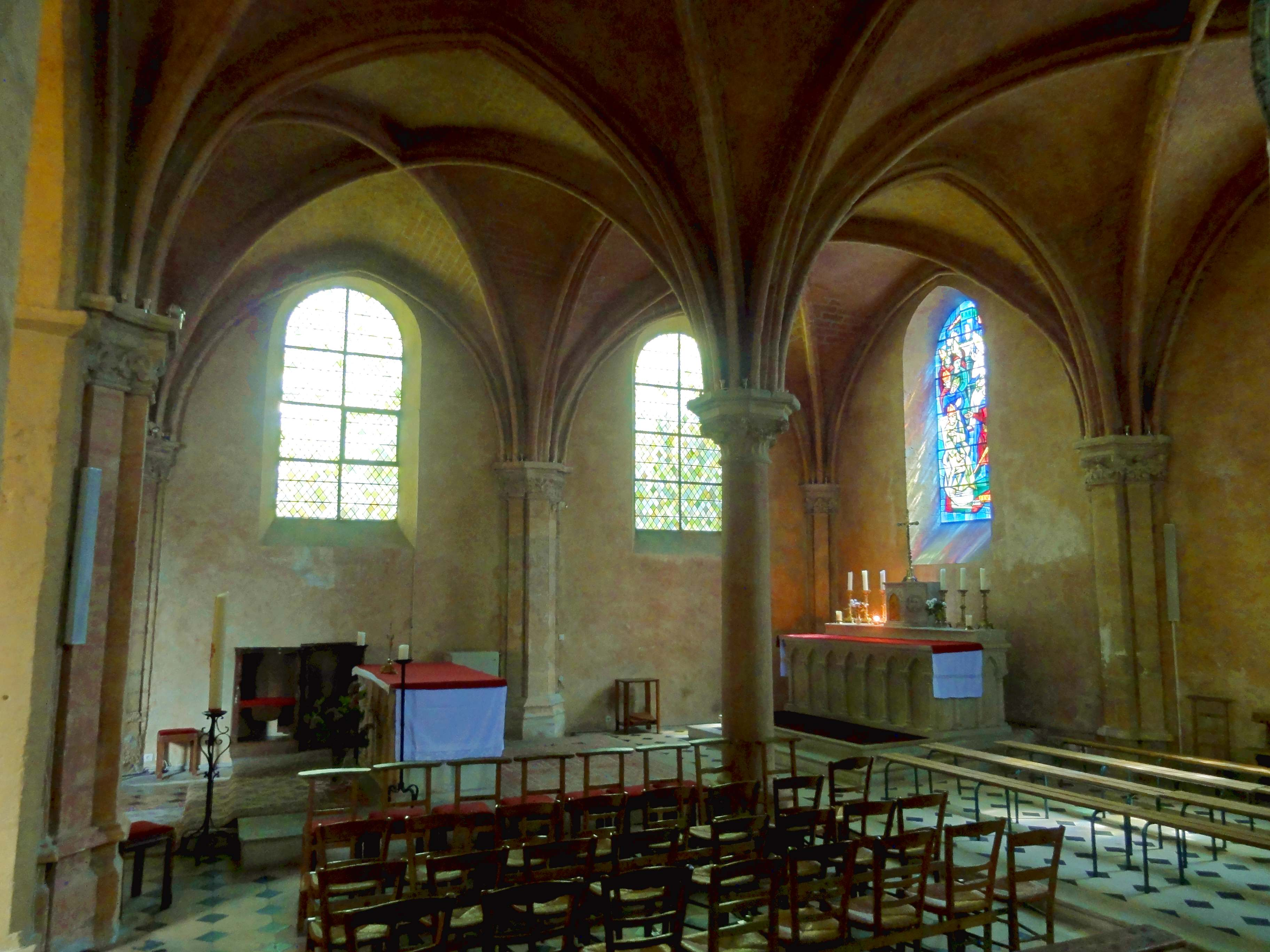
Vue vers le nord-est.

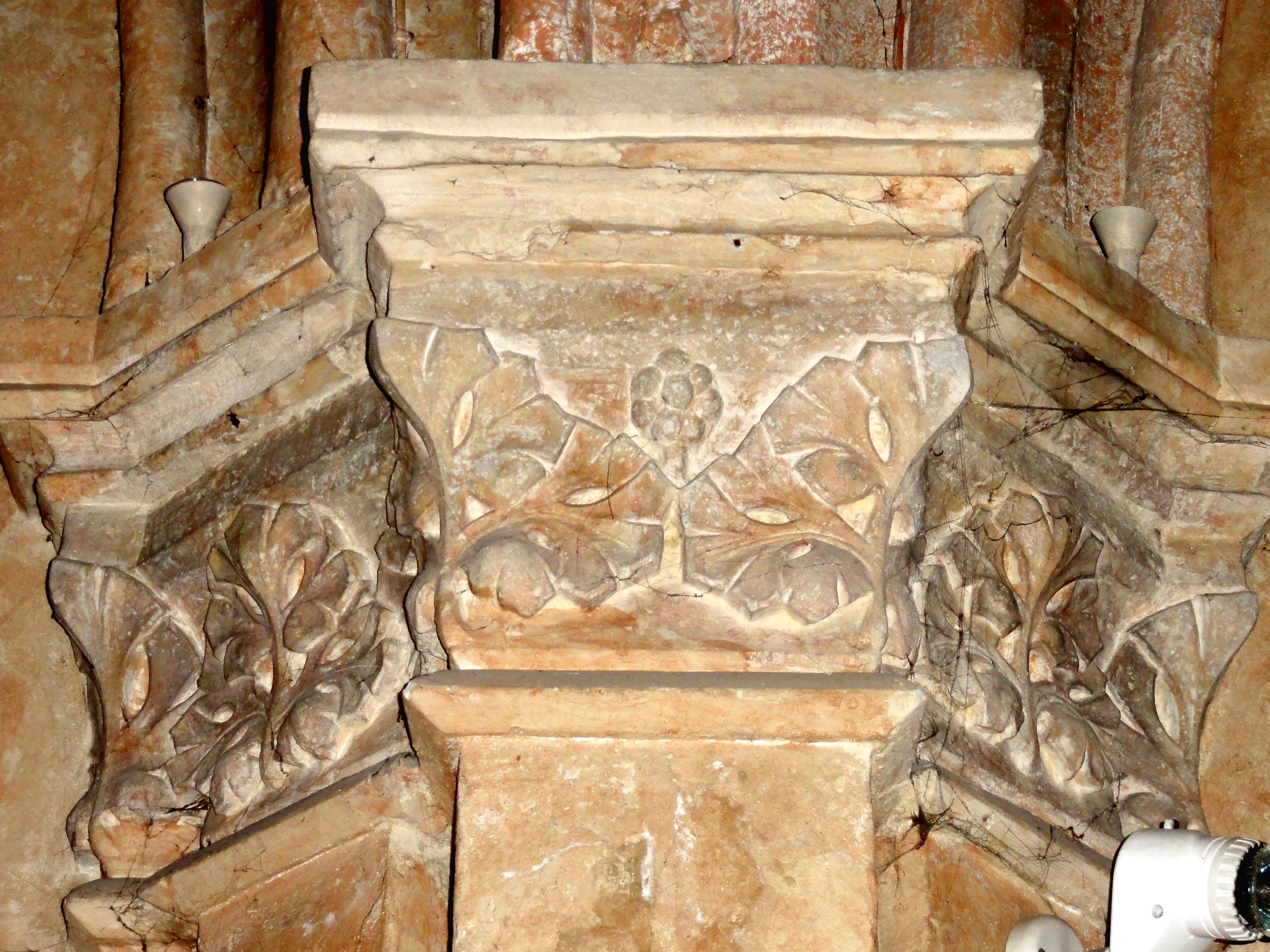
Chapiteaux du pilier engagé nord.

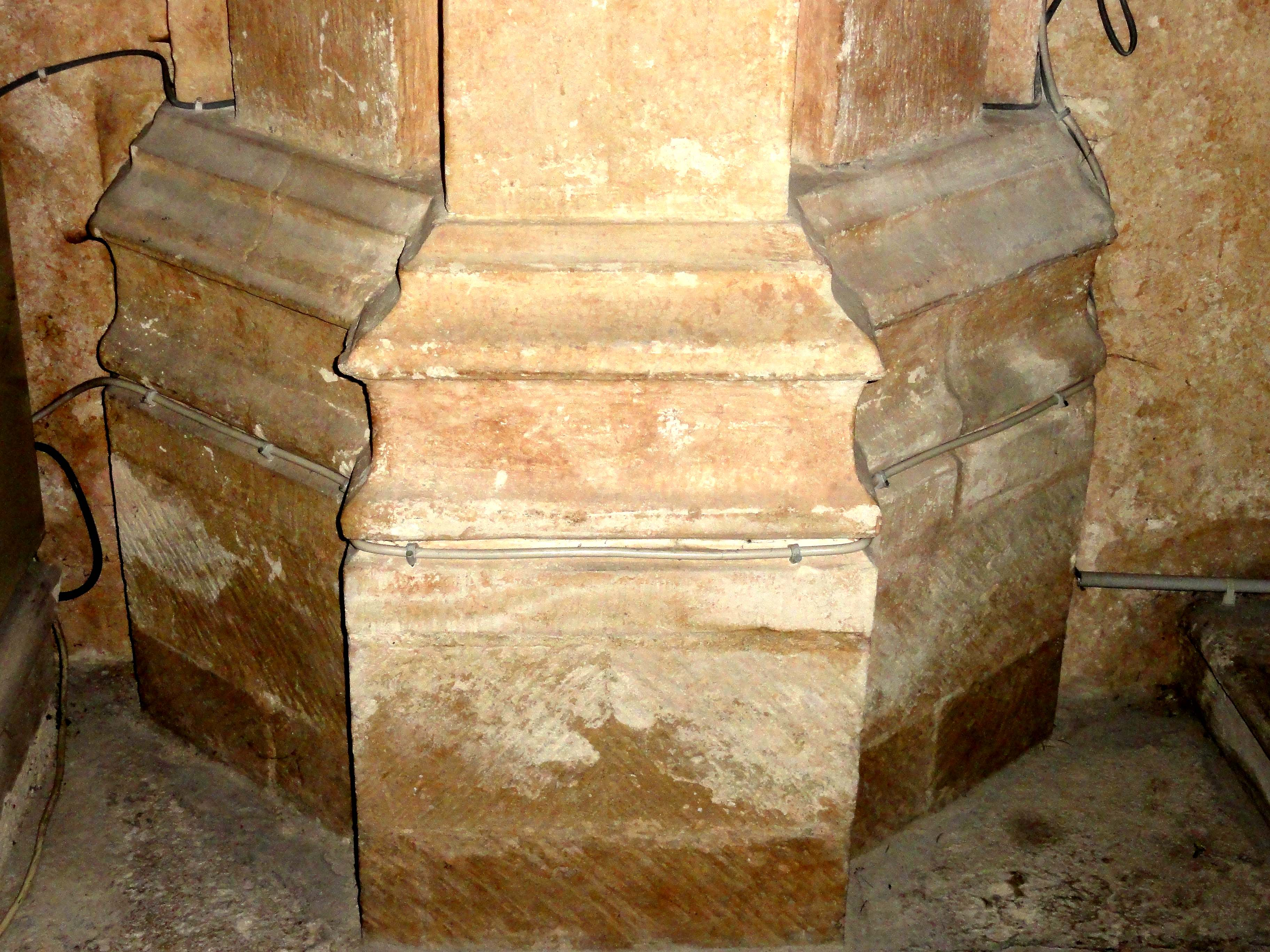
Base des piliers engagés.

Les chœurs-halles sont rares dans le Vexin, où l'on ne peut guère citer qu'Ableiges, Chérence et Genainville, mais ils sont environ deux douzaines dans la moyenne vallée de l'Oise et ses environs. On peut ainsi faire le rapprochement avec les chœurs-halles carrés de Brenouille, Breuil-le-Vert, Genainville Laigneville et Rousseloy. Sauf Rousseloy, ils entrent dans la composition de parties orientales plus vastes, comme à Limay. Seul Breuil-le-Vert date globalement de la même époque que Limay ; les autres sont postérieurs, et de style rayonnant. Breuil-le-Vert est cependant un édifice beaucoup plus élancé. Nonobstant, Breuil-le-Vert, Genainville et Limay se caractérisent par un pilier monocylindrique appareillé en tambour au milieu, qui porte un chapiteau de crochets au tailloir octogonal. Avec un pilier et deux travées supplémentaires, le chœur-halle rayonnant de Nogent-sur-Oise se rattache au même groupe. Les chœurs-halles plus anciens ont des supports fasciculés. On pourrait donc qualifier Saint-Aubin d'édifice précurseur, si seulement il avait connu une descendance, ce qui ne semble pas être le cas. Louis Régnier salue la sculpture de bon goût et bien caractérisée des chapiteaux. Il souligne également le type très particulier des piliers engagés, qui ne sont pas composés de colonnes et colonnettes, mais de pilastres, dont ceux réservés aux ogives sont disposés obliquement. Ce parti est probablement inspiré de Notre-Dame de Paris, où il fut adopté pour les tribunes orientales et divers endroits en dehors du vaisseau central, dont les arcades latérales des croisillons du transept et les chapelles latérales. À Mareuil-sur-Ourcq (quatrième travée), Nanteuil-le-Haudouin, Saint-Martin d'Étampes (bas-côtés), de Saint-Clair-sur-Epte (croisée du transept), des pilastres se substituent également aux colonnettes des ogives et formerets, voire des doubleaux, mais en ce qui concerne Nanteuil, il se pourrait que les supports aient été retaillés. Il est à noter que seul le chapiteau reste en place dans l'angle sud-est, alors que le pilastre a été supprimé, et il n'y a pas du tout de supports au milieu de l'élévation méridionale et dans l'angle sud-ouest, ce qui pourrait résulter de la reprise en sous-œuvres des deux piles nord du clocher.
La forme des tailloirs, des corbeilles des chapiteaux et des bases est calquée sur celle des pilastres, ce qui n'a pas de répercussion directe sur les profils. Mais les profils habituellement utilisés pour les bases gothiques circulaires n'étant pas facilement transposables sur des cubes, notamment en raison de l'effet des scoties, l'architecte a mis au point des bases d'un nouveau type, qui se rapprochent singulièrement des bases flamboyantes. Elles prennent la forme de plinthes, et accusent, du haut vers le bas, un glacis concave entre deux fines moulures concaves, un large cavet amorti par une baguette, un chanfrein et une plate-bande. Plus conventionnels, les tailloirs affichent une tablette, une baguette dégagée, un cavet, un mince tore en forme d'amande, et une plate-bande. La tablette des chapiteaux débordent par rapport à la corbeille des chapiteaux, et la partie supérieure déborde par rapport à l'astragale, qui est également un mince tore en forme d'amande. Cette acuité de la modénature est atypique pour l'architecture gothique avant le milieu du XIIIe siècle, et tout aussi étranges pour l'époque de construction suggérée paraissent les feuilles polylobées très angulaires qui habillent les corbeilles des chapiteaux au milieu de l'élévation septentrionale. À l'ouest et surtout au nord, les formes sont plus arrondies. Au nord et à l'est, des fruits d'arum viennent compléter la flore, mais les crochets, pourtant bien présents sur le chapiteau du pilier central, sont absents sur tous les piliers engagés. Rien ne se serait opposé à appliquer les mêmes profils sur la colonne centrale, mais sur son tailloirs, les deux tores manquent, et la base est même radicalement différente, et tout à fait conventionnelle, avec un petit tore et un gros tore aplatis, séparés par une scotie accueillant un rang de billettes. Cette base, qui n'est pas flanquée de griffes, repose sur un socle octogonal. Moins de surprises que les supports réservent les nervures des voûtes. Les ogives et les formerets sont monotoriques, et les doubleaux se composent d'une fine arête entre deux tores, comme dans la nef. Aucune des clés de voûte n'est décorée : les ogives s'y croisent simplement. Les élévations n'ont rien d'autre à offrir que les piliers déjà décrits, des arcades sommaires vers la nef et l'ancien chœur roman, et des fenêtres sans remplage ni mouluration au nord et à l'est. Elles sont en plein cintre au nord, et en arc brisé à l'est.

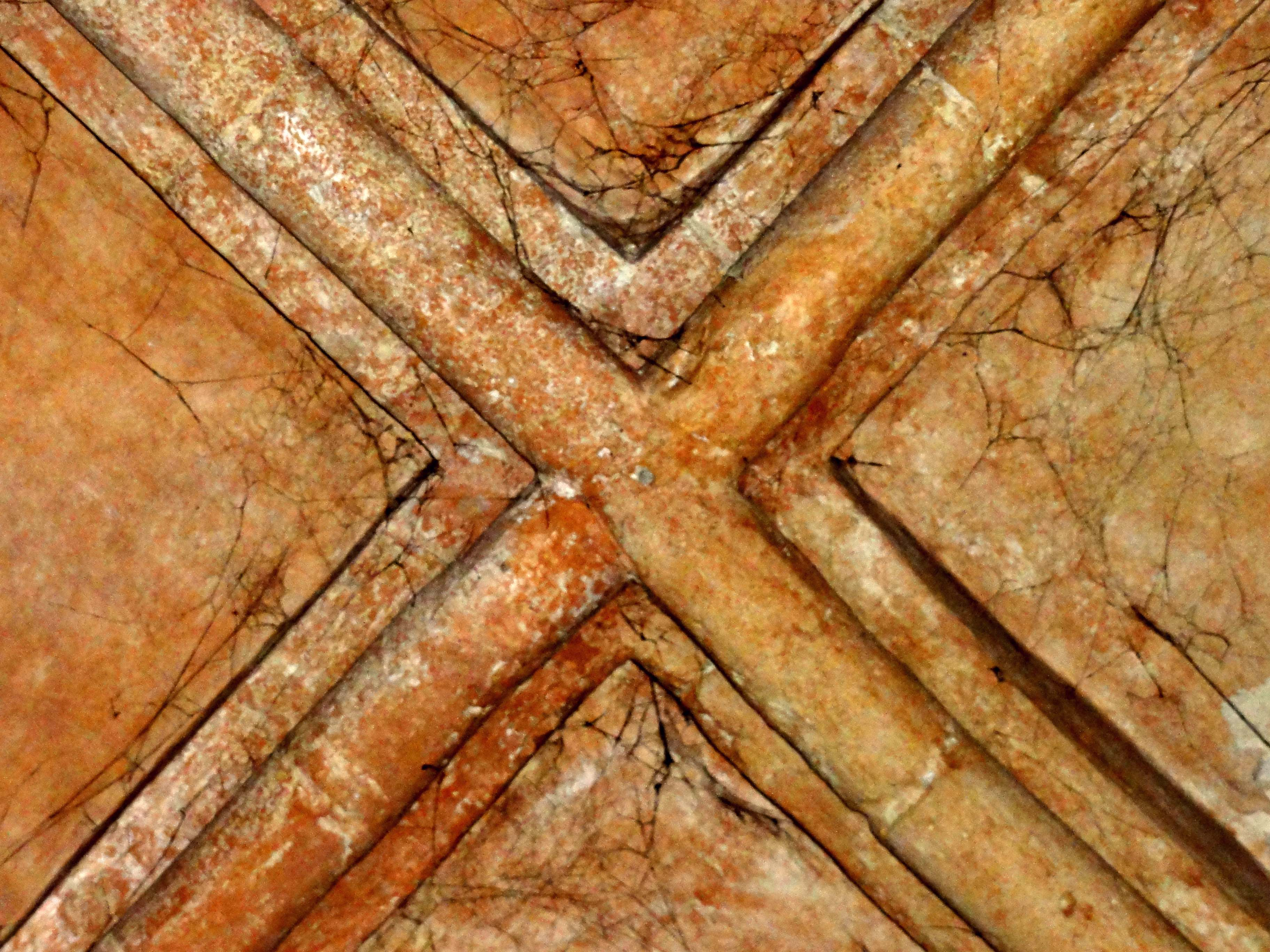
Clé de voûte.
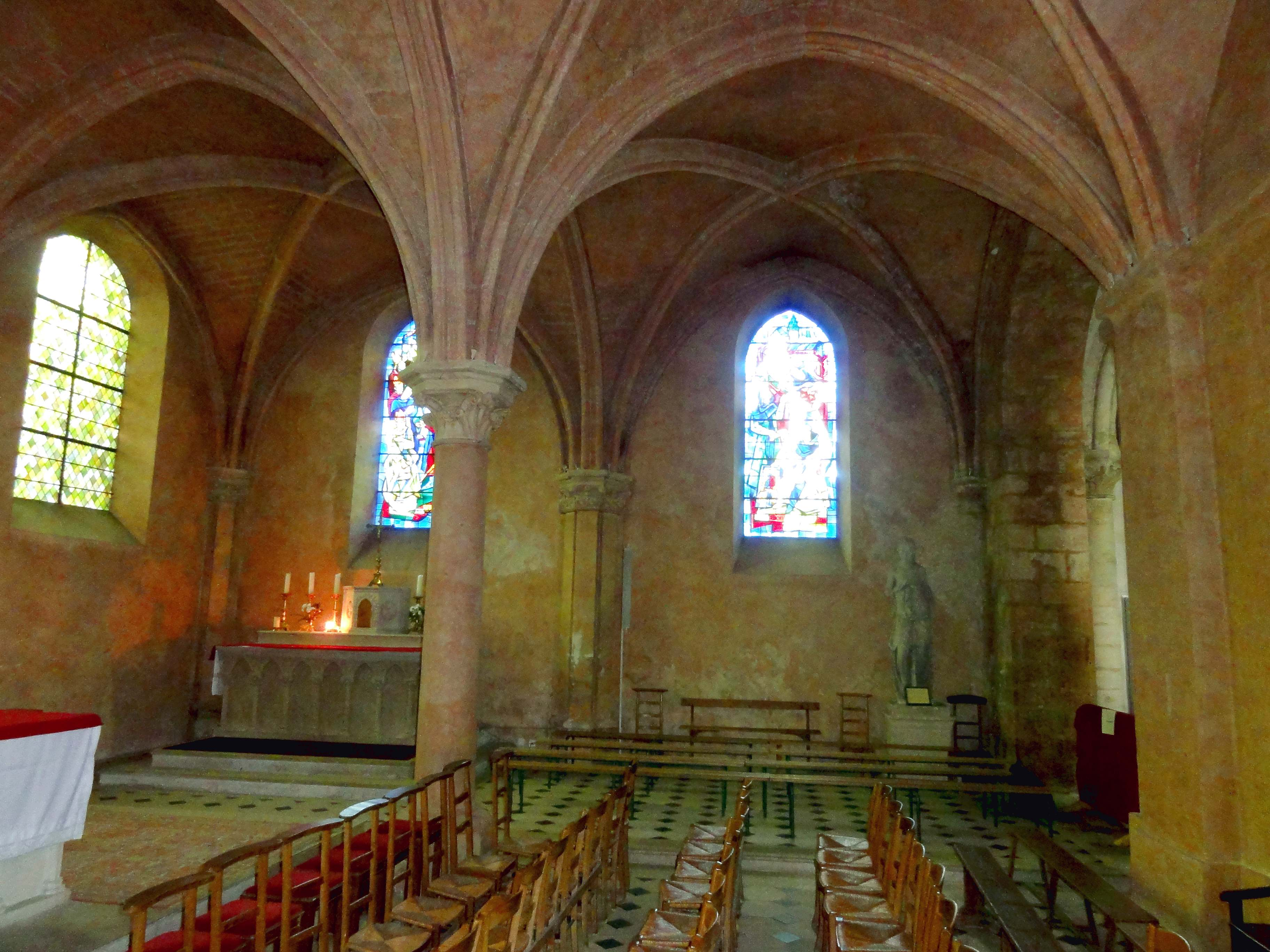
Vue vers l'est.
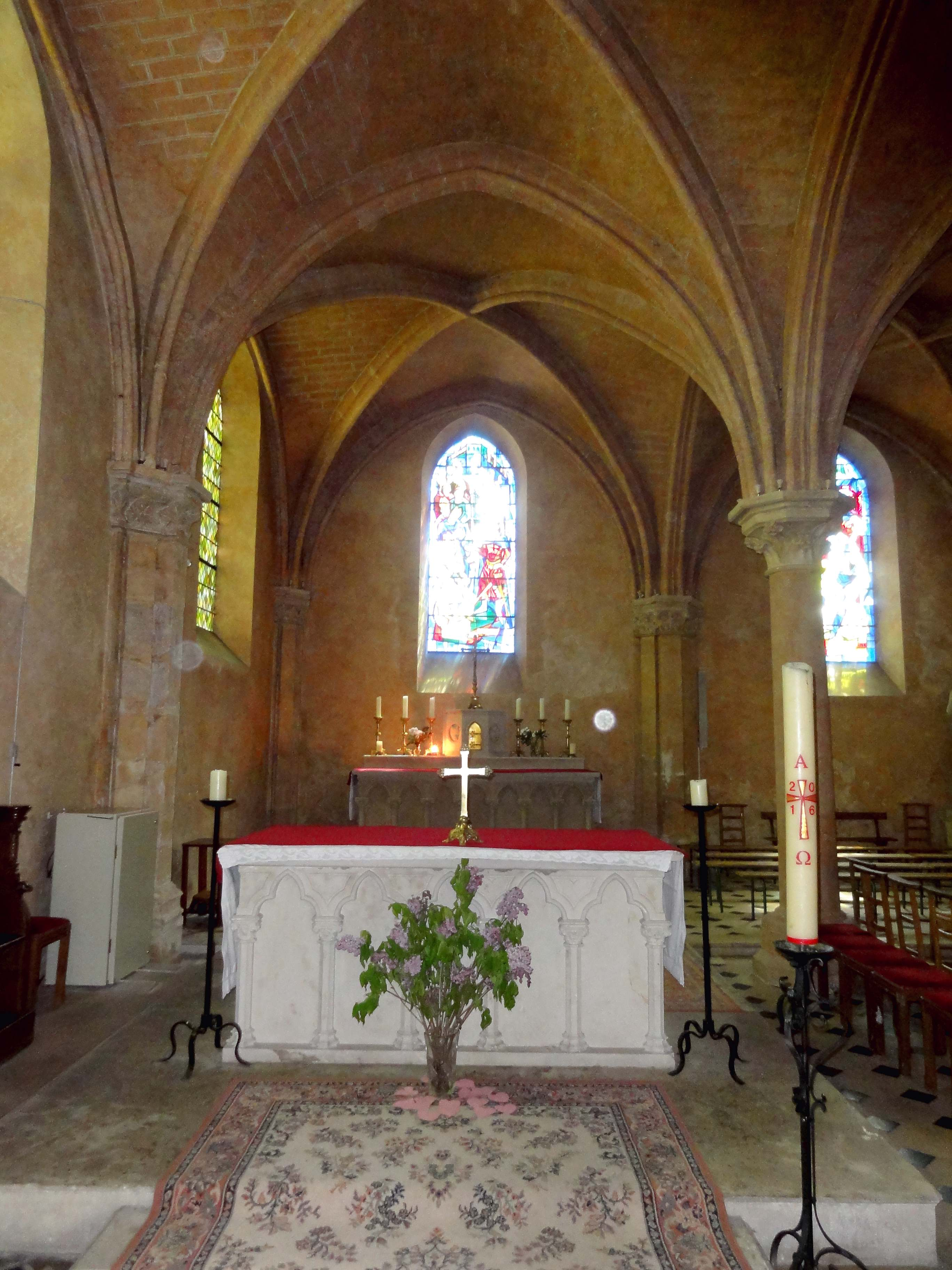
Vaisseau nord.
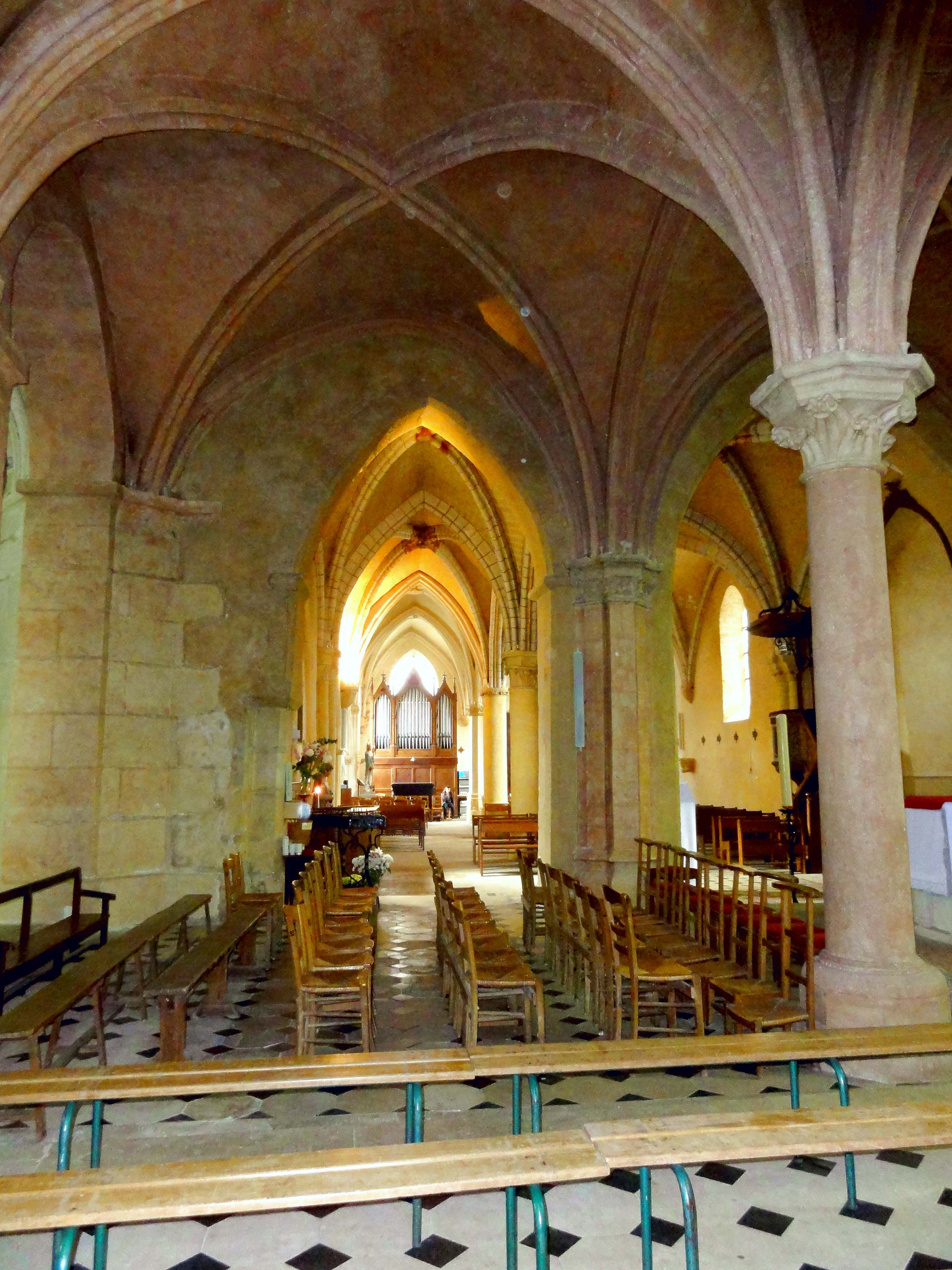
Vaisseau sud.
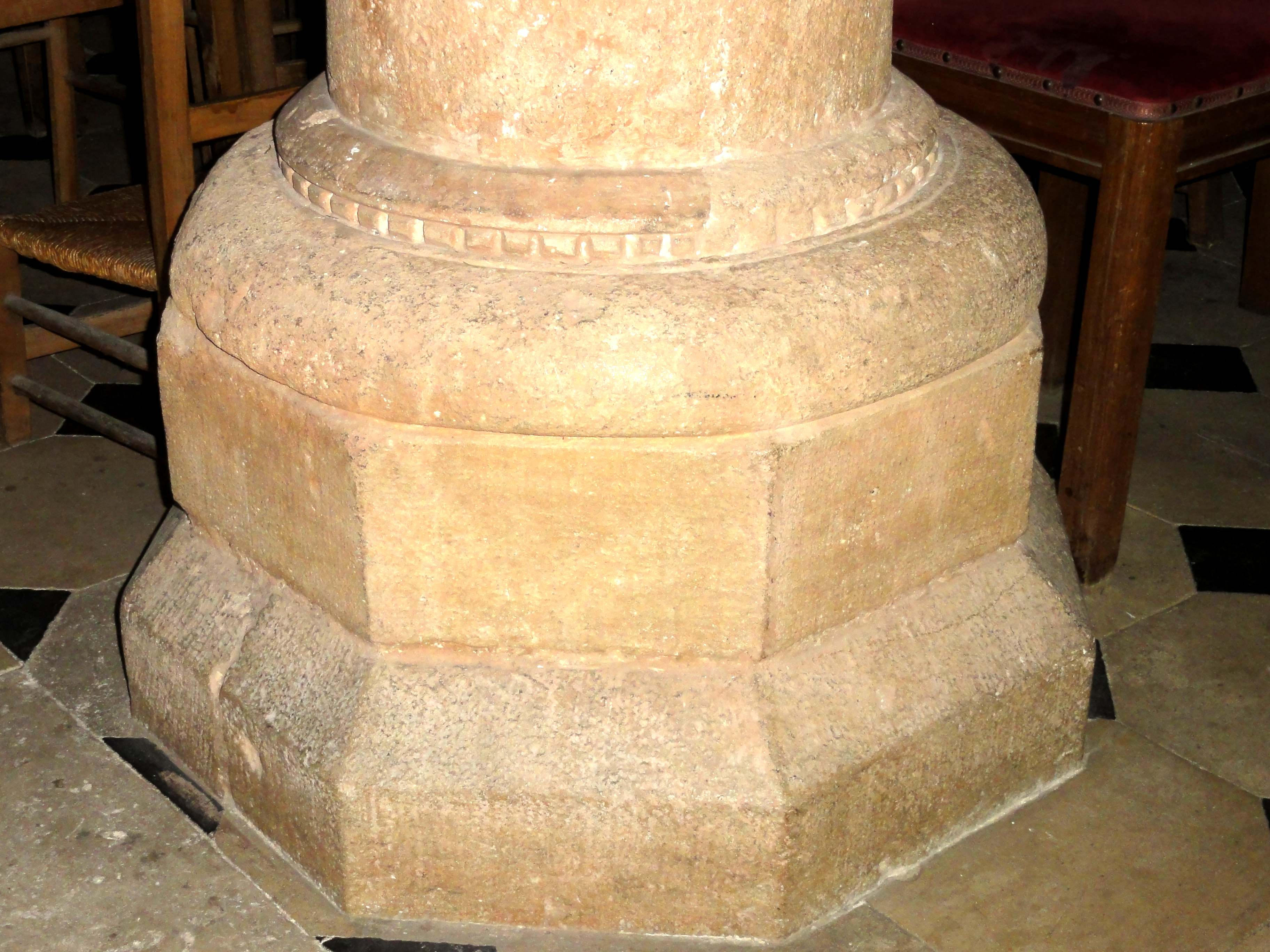
Base du pilier central.
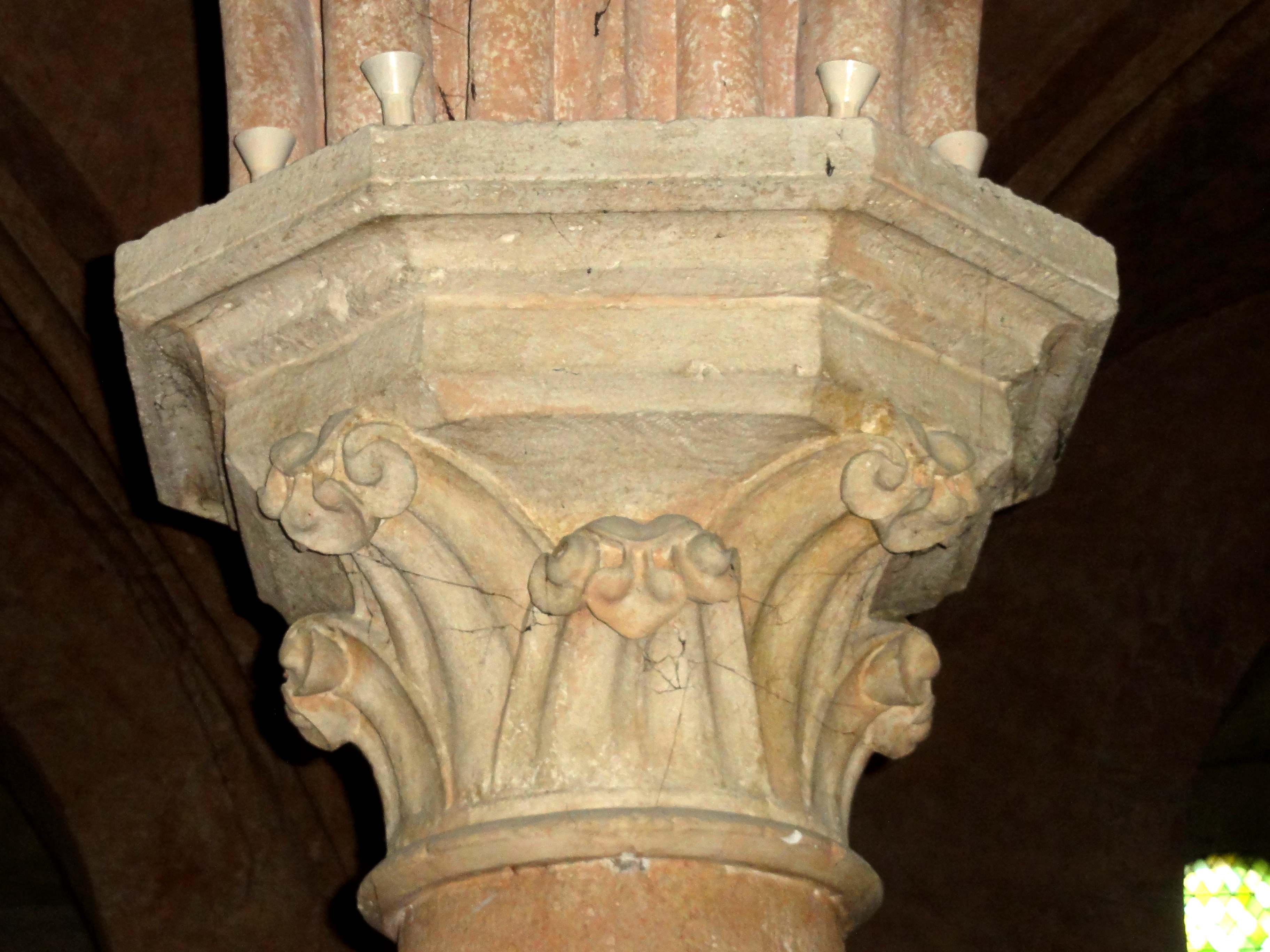
Chapiteau du pilier central.

#### Ancien chœur roman

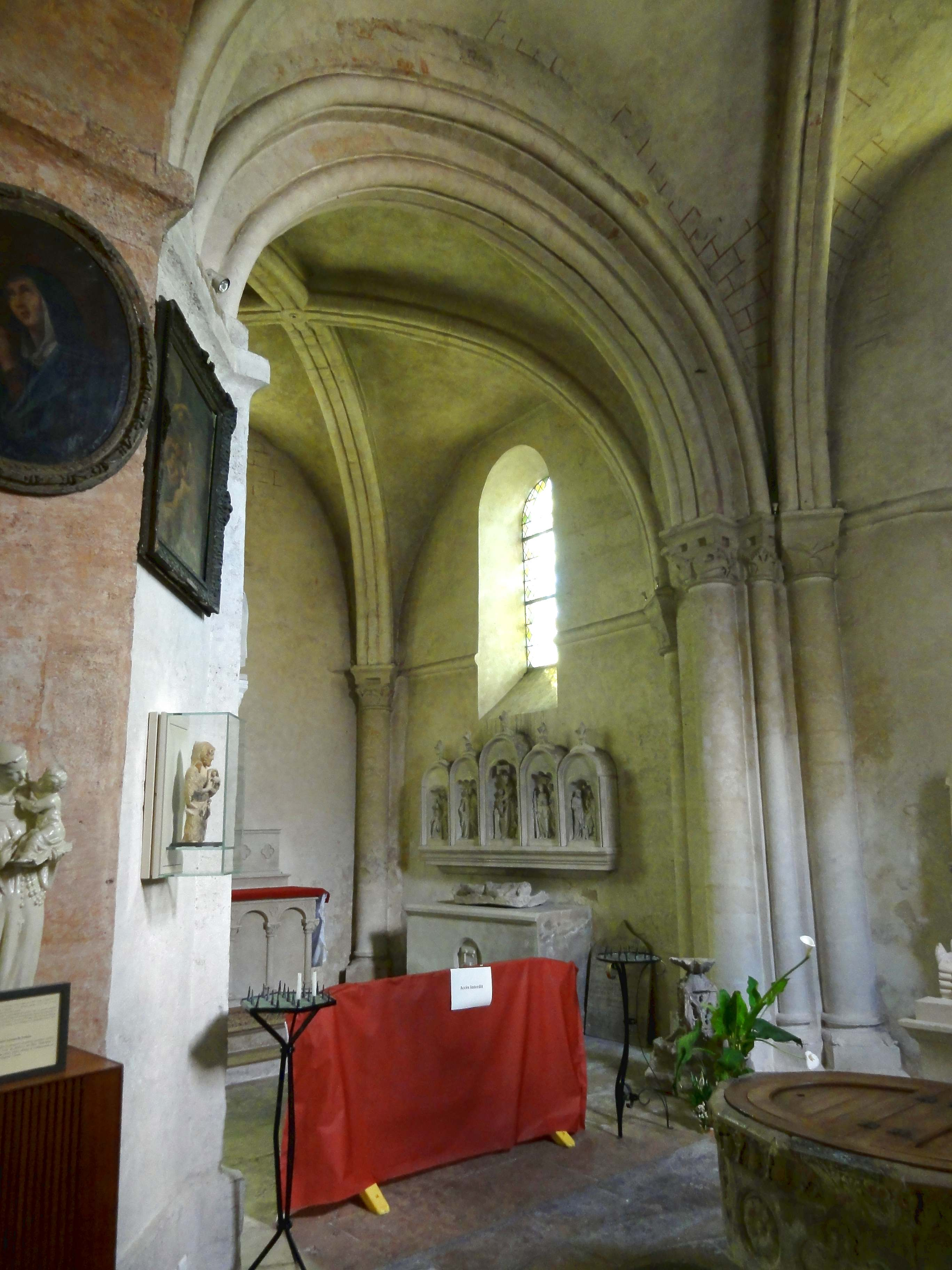
Base du clocher, vue vers le sud-est dans l'ancien chœur.

Les deux voûtes en plein cintre de l'ancien chœur roman appartiennent à la petite série des voûtes d'ogives romanes, antérieures au milieu du XIIe siècle, du Vexin français, au même titre que ses homologues de la nef et des bas-côtés de Lavilletertre ; de la nef et de la base du clocher de Gaillon-sur-Montcient, du bas-côté nord de Saint-Clair-sur-Epte ; des bases des clochers Cergy, Courcelles-sur-Viosne, Frouville, Hardricourt, Nesles-la-Vallée ; et du chœur d'Hardricourt. Ces voûtes font le seul intérêt des deux travées, dont les élévations ont été fortement restaurées, tant à l'intérieur qu'à l'extérieur. La reprise en sous-œuvre des deux piles nord du clocher, sans aucune considération pour les colonnettes à chapiteaux romans, est responsable de la perte des supports dans les angles nord-ouest et nord-est de la base du clocher, et dans l'angle nord-ouest de la seconde travée du chœur roman. Malheureusement, tout l'intérieur est badigeonné, ce qui empêche de voir comment les voûtains sont appareillés, et s'ils ont, le cas échéant, été refaits. En tout cas, l'on ne constate pas le bombement si fréquent sur les premières voûtes d'ogives. Les bases sont mutilées ; elles étaient flanquées de griffes.
Les deux travées diffèrent par la hauteur des voûtes, qui est légèrement supérieure dans la base du clocher, ce qui se reflète dans la position des chapiteaux des ogives. Ceux-ci sont implantés obliquement pour faire face aux ogives, et sont portés par des colonnettes d'un assez fort diamètre. Au sud de la première travée et dans l'angle sud-ouest de la deuxième travée, ils sont sculptés d'un rang de feuilles d'eau très simples. Sur l'un des chapiteaux, ces feuilles se superposent à un premier rang de feuilles semblables montrant de petites volutes d'angle. Les hauts tailloirs carrés sont profilés d'une tablette et d'un haut cavet, et l'astragale est bien marqué. L'intervalle entre le tailloir et la corbeille est excavé par intermittence afin de suggérer que le tailloir repose sur deux ou trois billettes, ce qui est assez fréquent. Tels sont aussi les tailloirs des autres chapiteaux. Dans les angles du chevet, les corbeilles sont sculptés de feuilles d'acanthe. Dans l'angle nord-est, les palmettes de feuille d'acanthe sont de faible relief, et se superposent à des feuilles d'eau à volutes d'angle comme observées précédemment. Ce chapiteau rappelle Lavilletertre, où l'on en trouve un grand nombre. Il en existe aussi à Hardricourt, Juziers, Le Bellay-en-Vexin, etc. Les ogives accusent un filet entre deux gros tores. Les clés de voûte arborent de petits disques non sculptés, qui prennent sans doute la place de petites rosaces qui s'y trouvaient à l'origine. Aucune des deux voûtes n'est munie de formerets. Le doubleau qui sépare les deux travées est à double rouleau vers la base du clocher, mais à simple rouleau côté est. Le rouleau supérieur est au même profil que les ogives, et le rouleau inférieur est mouluré d'un gros tore. Du côté sud, les deux rangs de claveaux retombent sur les tailloirs d'un grand et d'un petit chapiteau, qui sont portés par une colonne engagée dans un dosseret et une colonnette logée dans un angle rentrant. Le gros chapiteau est le seul dans l'église à afficher un motif non végétal. Ce sont deux basilics affrontés, qui ramènent leur tête vers l'arrière, et plantent leur bec dans leur dos. Le petit chapiteau est sculpté de feuilles d'acanthe. Le doubleau bouché vers l'ancienne nef romane subsiste encore en partie. Il est mouluré, et retombe encore sur une colonnette à chapiteau au sud. Le mur qui bouche l'arcade est percé d'une fenêtre. Concernant l'élévation sud, l'on peut signaler un bandeau mouluré qui court au niveau des tailloirs. Il sert d'appui à la fenêtre fortement ébrasée de la base du clocher, mais est intercepté par l'ébrasement de la fenêtre de la deuxième travée, qui a peut-être été repercée à l'instar de la baie du chevet.

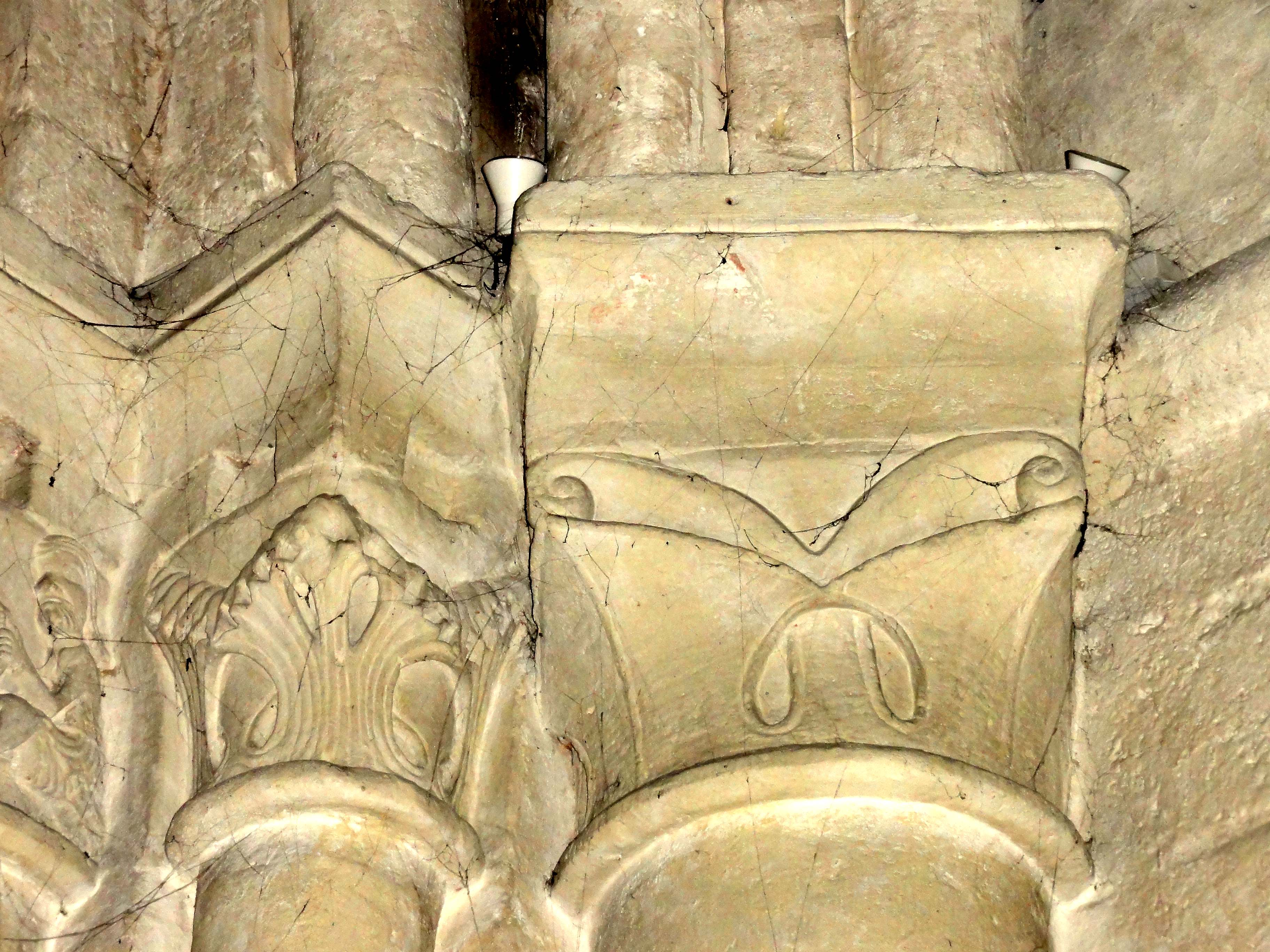
Base du clocher, chapiteaux dans l'angle sud-est.
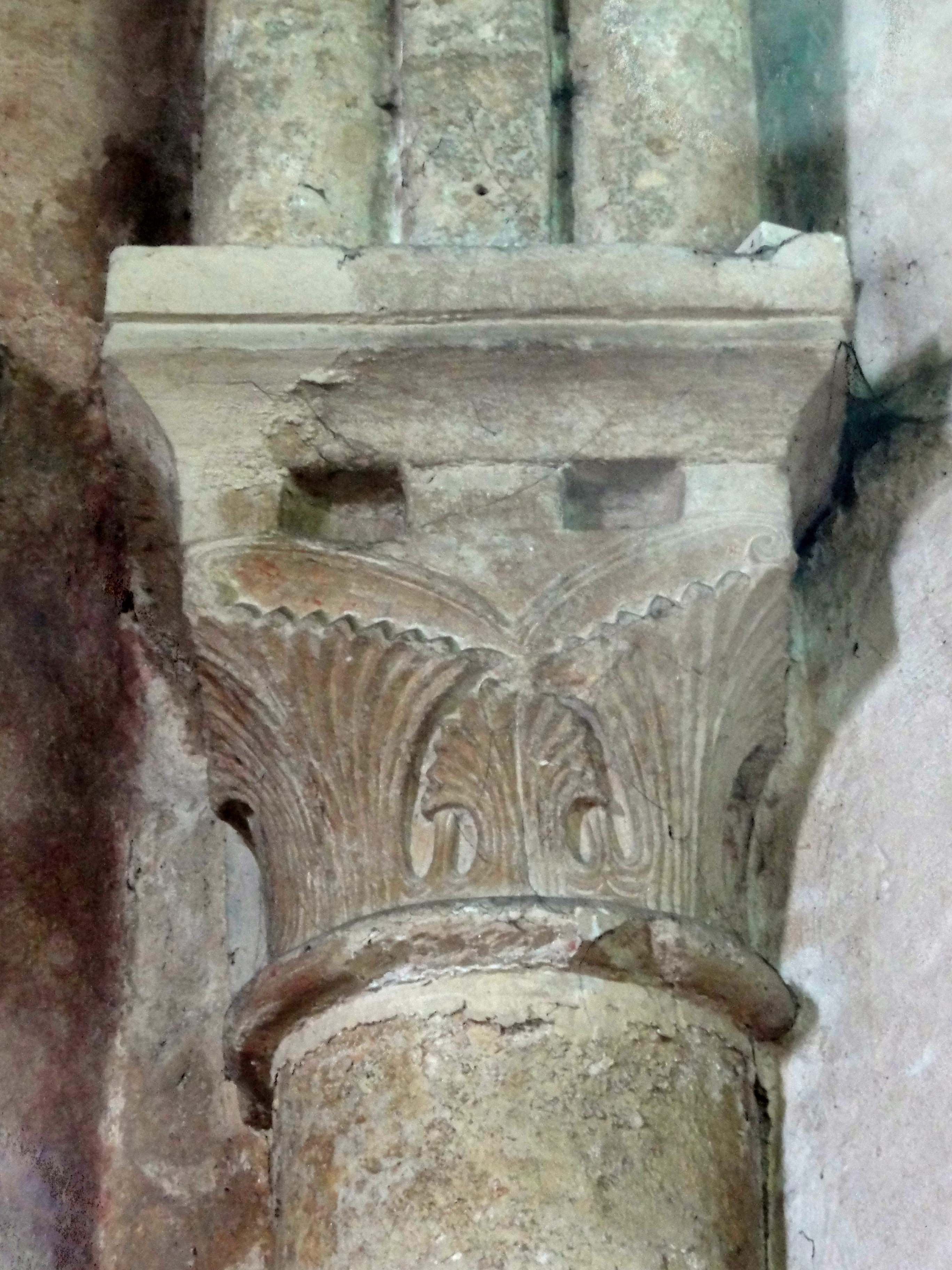
2e travée, chapiteau dans l'angle nord-est.
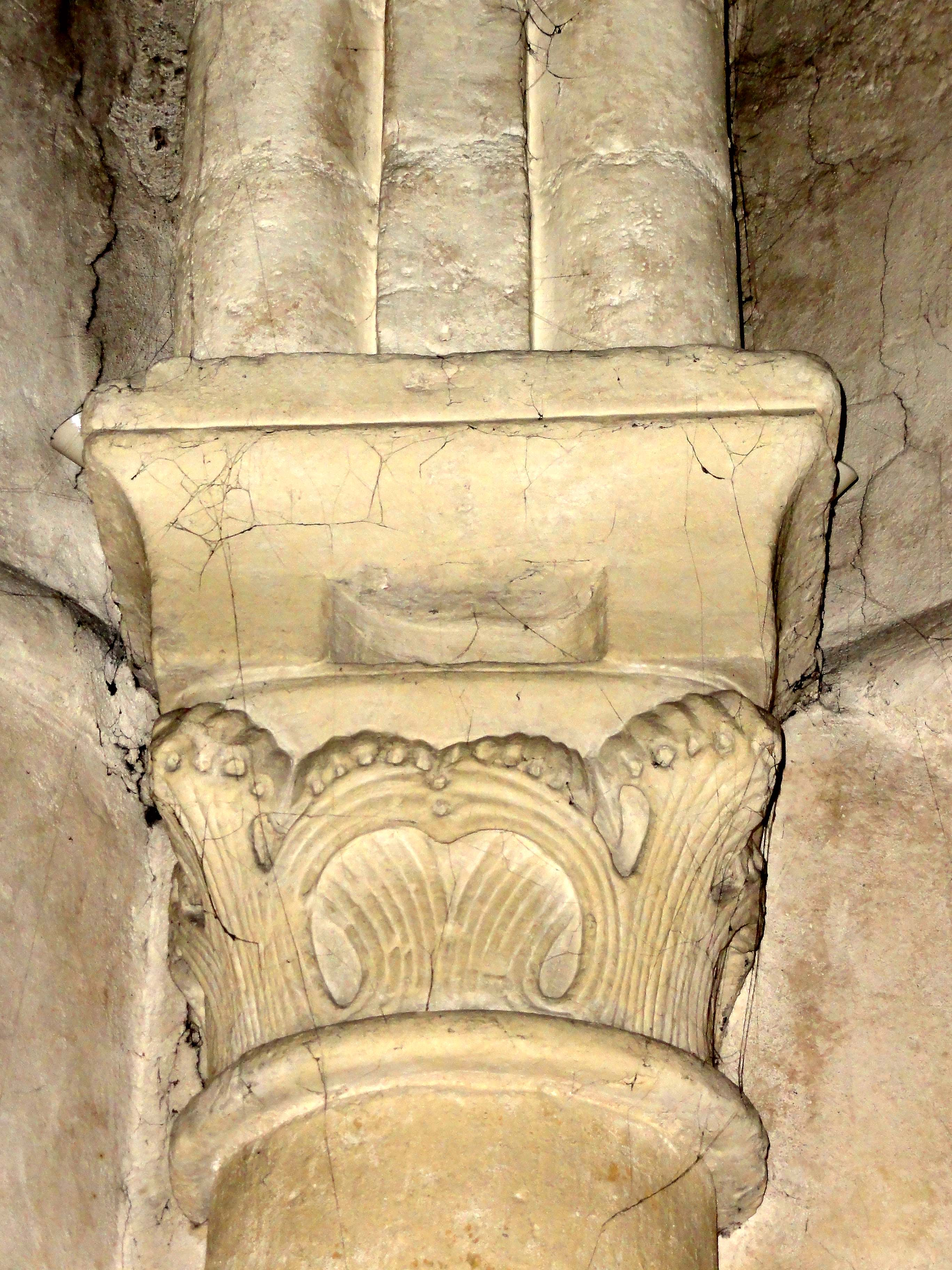
Chapiteau du doubleau intermédiaire, côté sud.
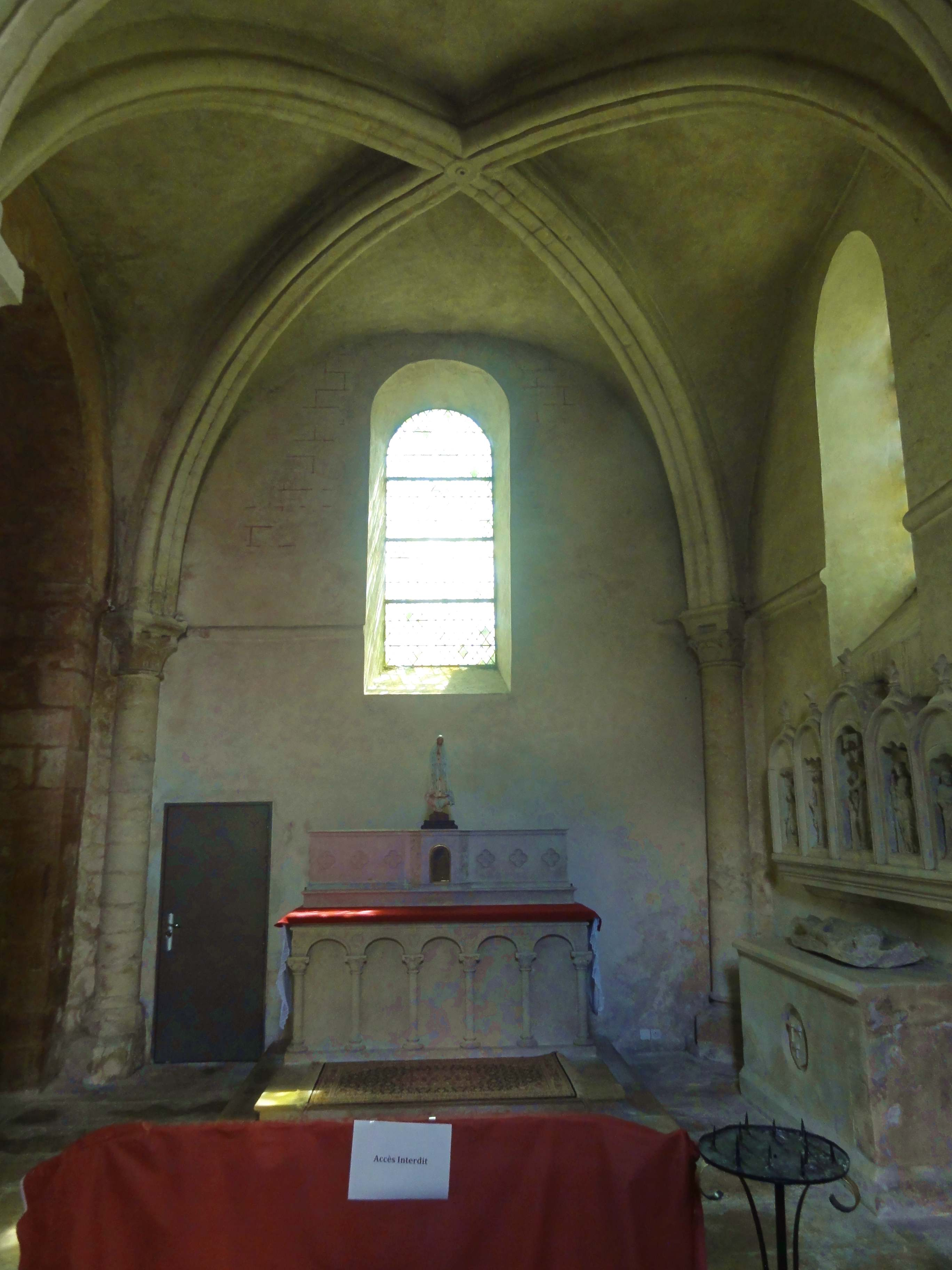
2e travée, vue vers l'est.
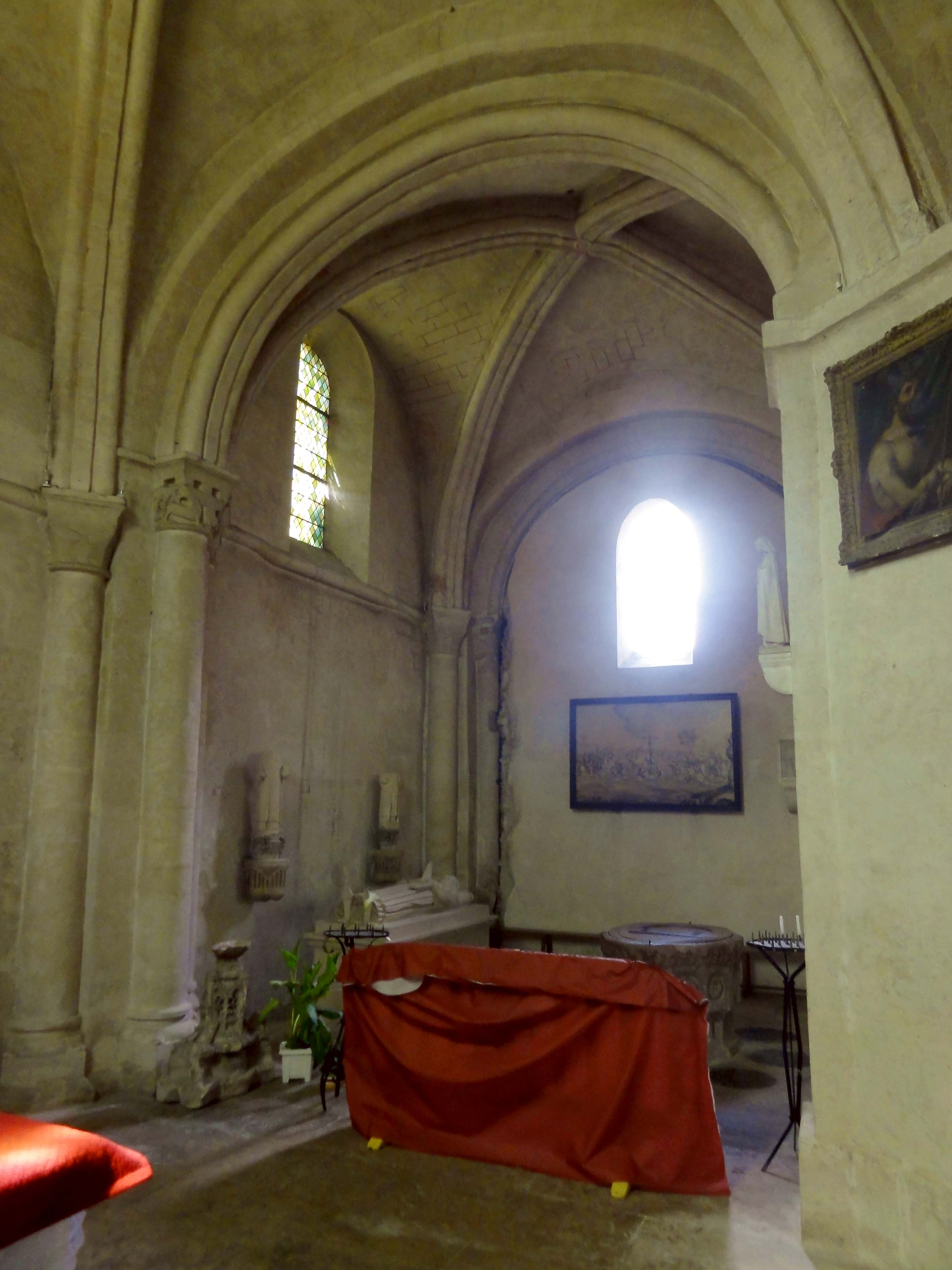
2e travée, vue vers le sud-ouest.
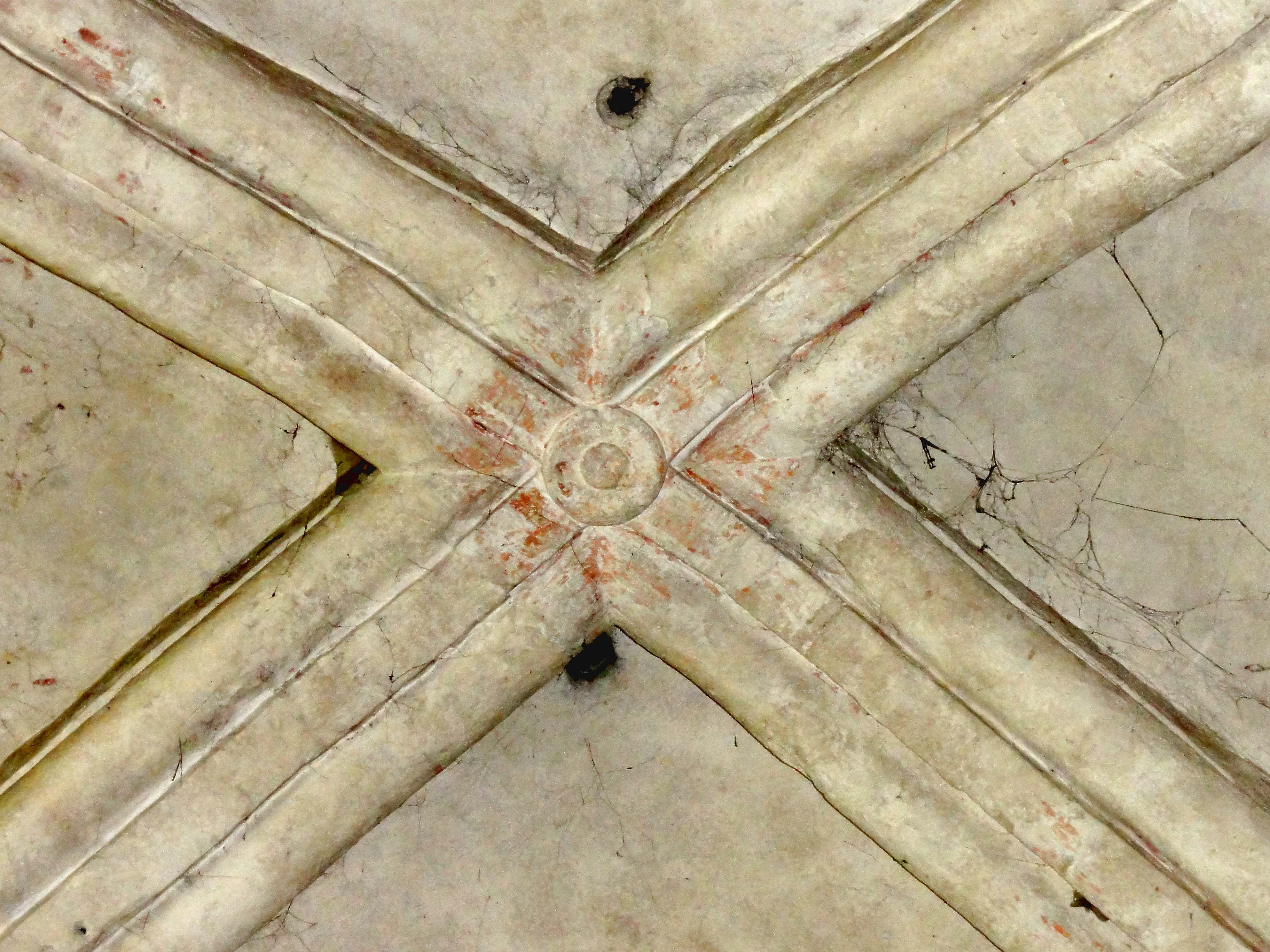
Base du clocher, clé de voûte.

### Extérieur

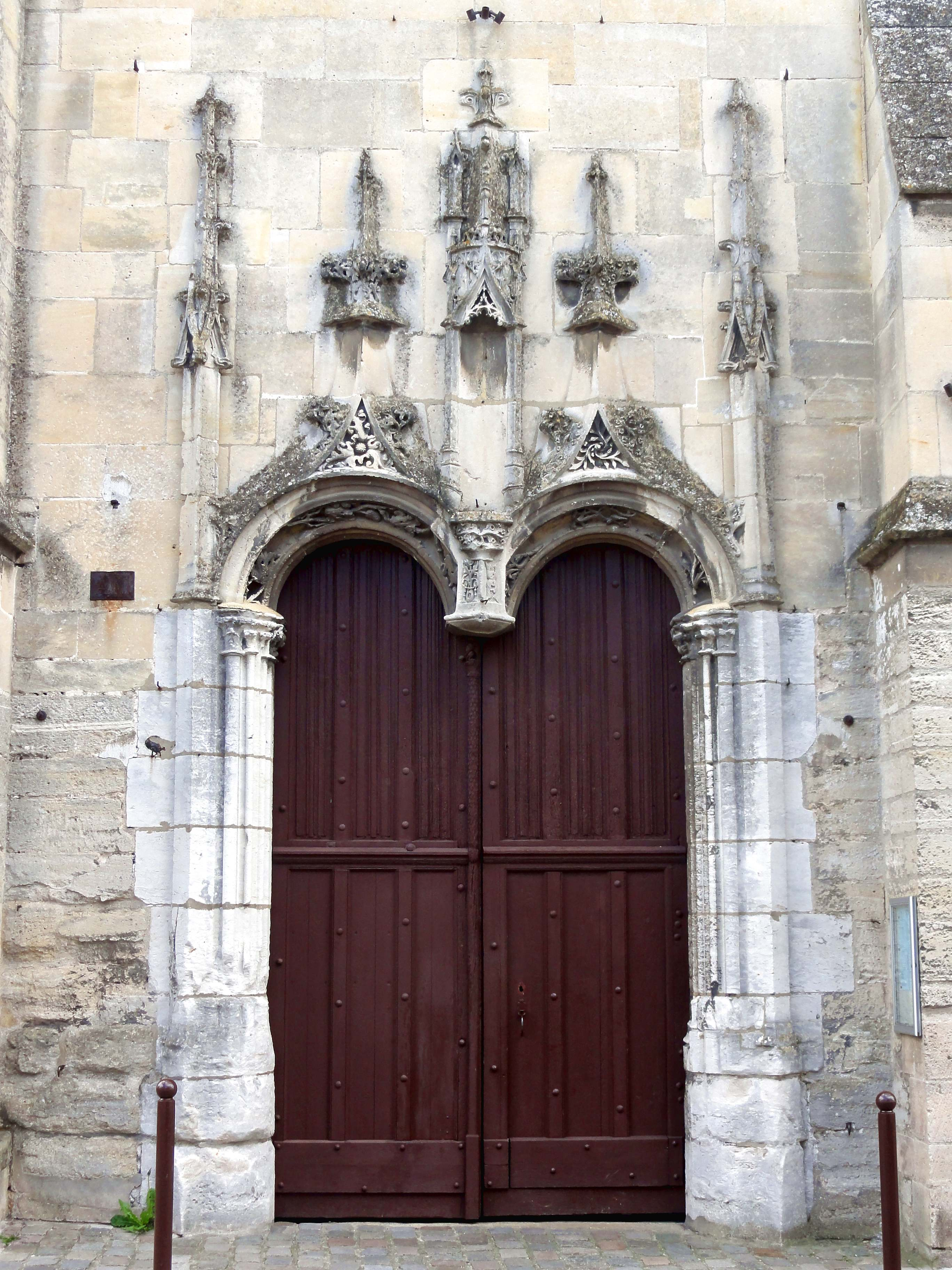
Portail occidental.

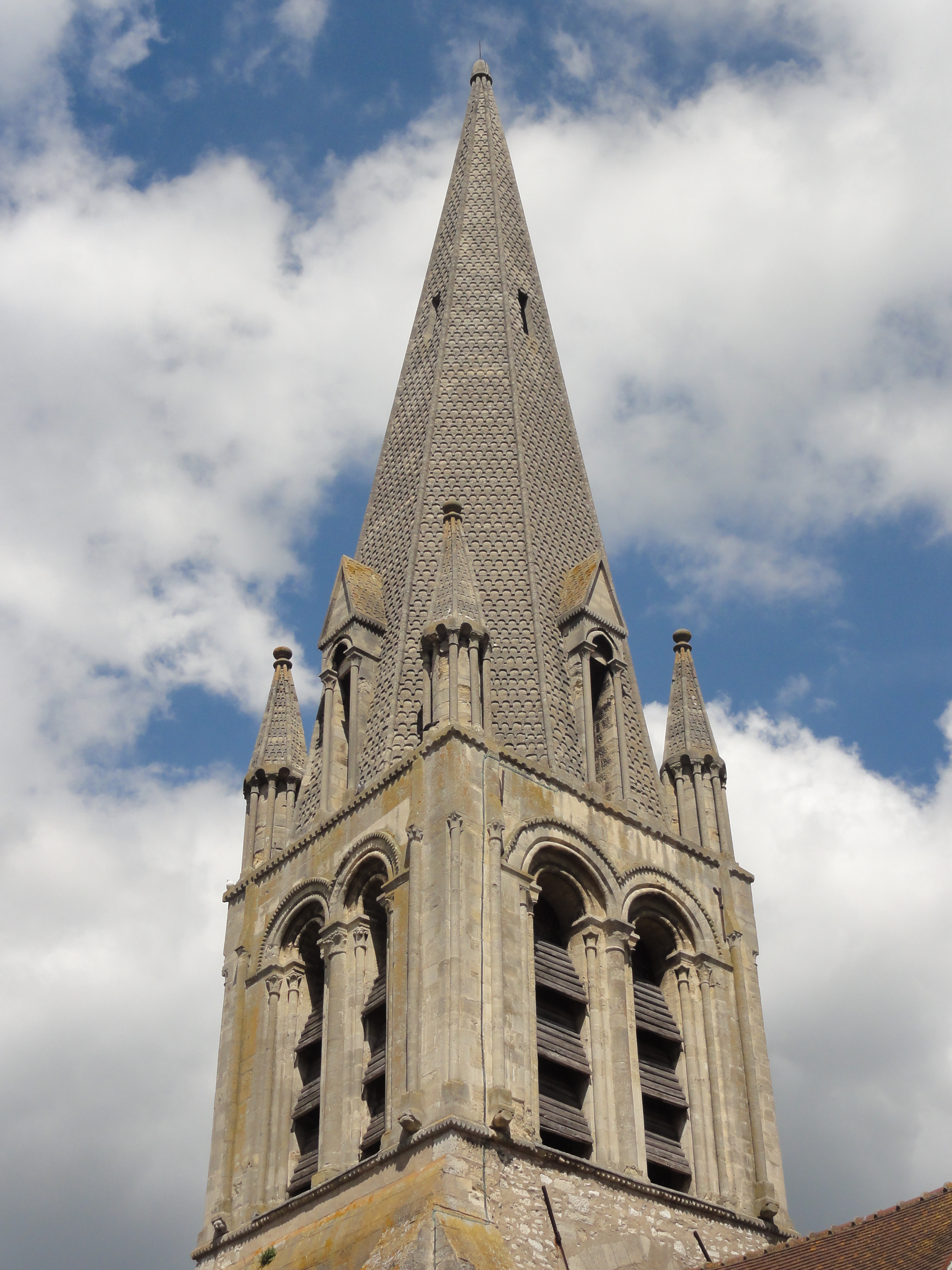
Clocher, côté sud-est.

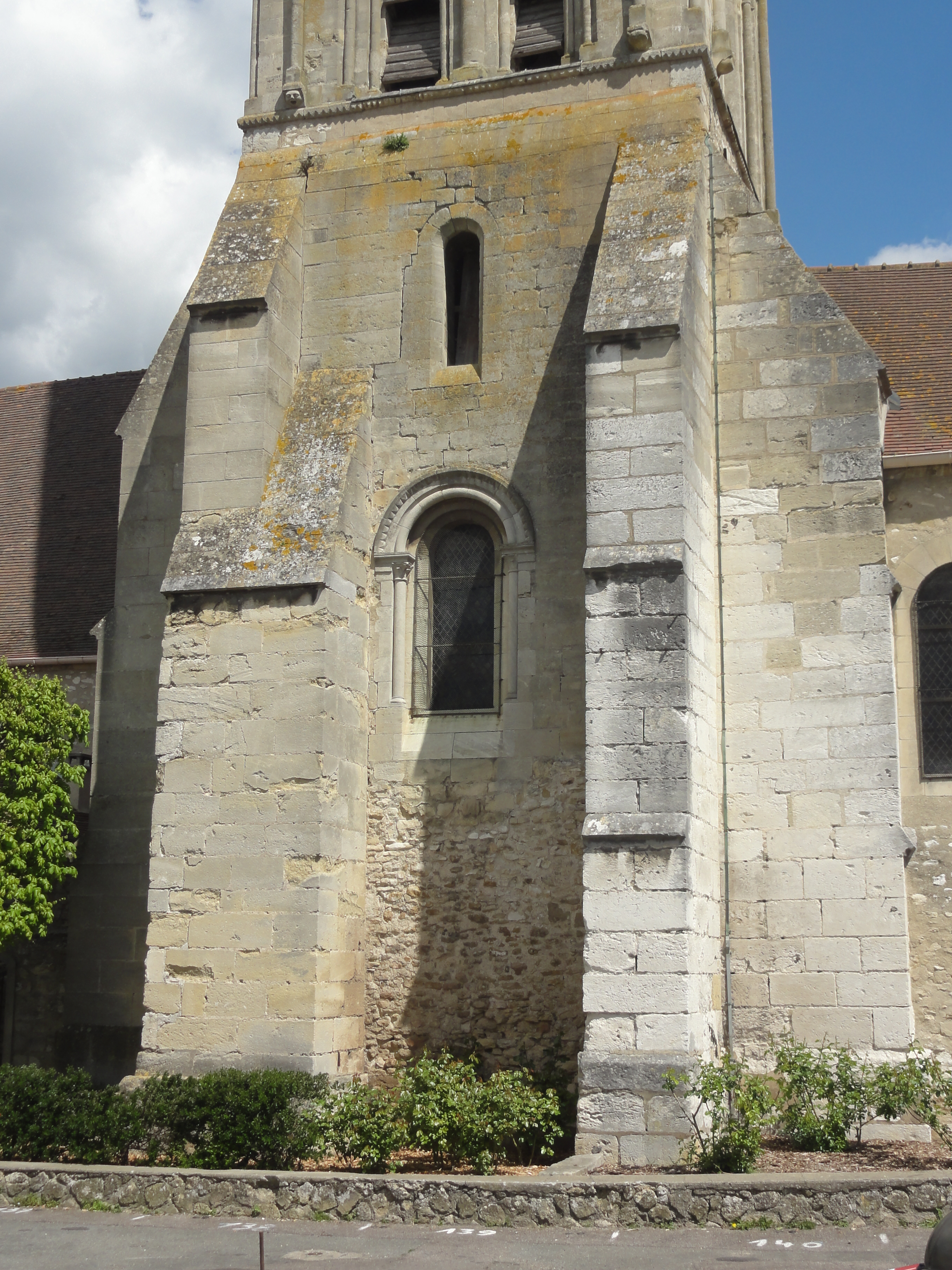
Clocher, parties basses côté sud.

L'extérieur de l'église est loin d'offrir le même intérêt que l'intérieur, ce qui est en grande partie imputable à des restaurations très radicales, qui s'apparentent, sur les parties orientales, à une reconstruction totale, de sorte que plus aucun élément ne paraît authentique. C'est peut-être ce constat qui motive la parole mal réfléchie de Bernard Duhamel, qu'« il est peut-être plus intéressant d'étudier l'archéologie de l'église Saint-Aubin de Limay que de la visiter ». Le portail occidental de la nef et le clocher méritent toujours d'être regardés de près. On voit aussi les deux premières grandes arcades bouchées au sud de la nef, qui sont moulurées de la même manière qu'à l'intérieur, et conservent leurs chapiteaux et bases flamboyants. Le contrefort à droite de la façade fut couronné d'un pinacle garni de crochets à la période flamboyante. Pour venir à la description du portail, il se compose, comme l'a déjà remarqué Louis Régnier, de deux parties bien distinctes, à savoir les piédroits de style rayonnant tardif, et les deux archivoltes surmontées d'un décor sculpté flamboyant.
Chacun des piédroits est flanqué, de l'intérieur vers l'extérieur, d'un pilastre, de deux grêles colonnettes du même diamètre que sur les réseaux des fenêtres, de deux fines colonnettes, et d'un mince contrefort se présentant par un angle saillant. Ces contreforts sont flamboyants, et fournissent le prétexte aux clochetons plaqués très effilés qui entrent dans la composition du décor des parties hautes du portail. Les pilastres et colonnettes portent des chapiteaux-tuyaux sculptés de crochets maigres mais bien fouillés, et munis de tailloirs octogonaux profilés d'un tore et d'un cavet. Au lieu d'admettre que le portail fut réalisé après l'achèvement de la nef, dont Régnier date les deux dernières travées de la fin du XIIIe siècle malgré leur caractère nettement moins avancé, et de supposer que les deux premières travées furent rebâties après les dommages subis sous la guerre de Cent Ans, l'auteur avance l'hypothèse que les colonnettes auraient été rapportées. Elles proviendraient de l'église du couvent des Célestins de Limay ou de l'église Saint-Maclou de Mantes. Du coup, Régnier date les colonnettes de la fin du XIVe siècle, époque qui n'a pratiquement laissé aucune trace dans l'architecture religieuse de la région, mais qui voit en principe la transition du style rayonnant vers le style flamboyant, ce qui ne se reflète pas dans la facture des colonnettes. S'il y a question de deux archivoltes, c'est que les deux portes en anse de panier sont surmontées chacune de sa propre archivolte, comme sur le portail latéral sud de Triel-sur-Seine. Elles retombent au milieu sur un cul-de-lampe sous la forme d'un court fût polygonal, dont les faces sont séparées par des arêtes, et sculptées de motifs végétaux, et qui est surmontée d'une console pareillement sculptée. Cette console fait partie de la niche à statue aujourd'hui vide qui est creusée dans le mur, et qui est surtout remarquable pour son dais architecturé finement ciselé encore purement flamboyant. Des oves sont bien présentes sur un chapiteau à l'intérieur, mais la Renaissance ne se manifeste par aucun détail sur le portail. Les archivoltes se composent de deux profondes voussures, qui sont délimitées par des arêtes saillantes. La voussure supérieure accueille une frise de pampres qui n'est aujourd'hui plus complète. Chaque archivolte est surmontée d'une accolade, dont le centre est sculpté de l'habituelle rosace de trois feuilles de chou frisées, dont les flancs sont garnis de crochets, et dont le couronnement est formé par un clocheton plaqué également accompagné de feuilles frisées. L'on a donc, en haut du portail, la juxtaposition de cinq formes élancées, soit les clochetons plaqués des contreforts, les clochetons encore plus fins des accolades, et la niche à statue avec son dais.
L'église de Limay possède l'un de ces clochers romans du nord d'Île-de-France qui restent libre de toute construction annexe d'un côté, en l'occurrence, au sud. D'autres exemples sont Chamant, Courcelles-sur-Viosne, Gadancourt, Saint-Rieul de Louvres, Nesles-la-Vallée, Omerville, Saint-Vaast-de-Longmont, etc. L'on peut ainsi facilement voir qu'il se compose de trois étages, soit le rez-de-chaussée, en même temps première travée du chœur ; d'un court étage intermédiaire ; et de l'étage de beffroi. Les deux premiers niveaux ne se distinguent que par l'appareil des murs, qui est en moellons en bas, et en pierre de taille sur tout le reste du clocher. La fenêtre du rez-de-chaussée est cantonnée de deux colonnettes en délit, qui portent des chapiteaux de crochets, sur les tailloirs desquels retombent une archivolte torique surmontée d'un rang de têtes de clous. Tout ce décor a été entièrement refait lors d'une restauration, et si l'on peut admettre qu'il s'inspire globalement de la disposition authentique, les chapiteaux constituent un anachronisme. Les fenêtres du premier étage sont assez étroites, et non décorées. Elles sont pourvues d'un double ébrasement, et vraisemblablement authentiques. Un rang de têtes de clous marque le début de l'étage de beffroi. C'est en dessous de ce cordon s'arrêtent les deux contreforts orthogonaux, assez saillants, qui épaulent chacun des angles. Chacun est scandé par deux larmiers, et s'amortit par un glacis formant larmier. Les larmiers paraissent trop nettement accusés pour être authentiques, et évoquent plutôt le XIIIe siècle, alors que l'intérieur ne devrait pas être postérieur au milieu du XIIe siècle. À l'est, les murs gouttereaux de la seconde travée du chœur s'insèrent entre les contreforts, ce qui donne à penser que cette travée fut exécutée quelques années après le clocher.
Il est usuel à la période romane que les contreforts laissent libres l'étage de beffroi, et des colonnettes d'angle prennent souvent leur place. En l'occurrence, c'est également le cas, et des colonnettes supplémentaires sont plaquées devant les murs à équidistance entre les angles et les piédroits des fenêtres. Leurs chapiteaux de feuilles plates se situent plusieurs assises en dessous de la corniche, mais au-dessus des chapiteaux des fenêtres. Ceux-ci sont au nombre de sept par face du clocher, et également sculptés de feuilles plates. Chacune des deux fenêtres en plein cintre par face est surmontée d'une double archivolte torique surmontée d'un cordon de têtes de clous, qui retombent sur deux paires de colonnettes. Devant le trumeau, les archivoltes supérieures se partagent toutefois une grosse colonnette unique, ce qui explique le nombre de sept colonnettes et chapiteaux. Globalement, l'on note des similitudes avec les autres clochers romans tardifs du Vexin, dont notamment Jouy-le-Moutier, Lavilletertre, Nesles-la-Vallée, Santeuil. Limay est le seul où les têtes de clous sont le motif de toutes les corniches. D'un style radicalement différent est la flèche, dont les quatre faces principales sont agrémentées par des lucarnes allongées, qui sont cantonnées de deux colonnettes à chapiteaux supportant une archivolte torique, et d'un gâble à la base duquel court un rang de têtes de clous. Les angles devant les faces non munies de lucarnes sont cantonnés de lanternons, qui se composent d'une colonne centrale entourée de nombreuses colonnettes à chapiteaux, et sont coiffés de petites flèches qui constituent des versions à échelle réduite de la grande flèche principale. Elle cumule à une hauteur de 41 m. Ses faces sont délimitées par des tores, et entièrement recouvertes d'écailles. La disposition actuelle est sans doute inspirée du modèle du XIIIe siècle, mais l'on ne dispose d'aucune garantie que les détails ont été fidèlement reproduits. Le croquis de Pierre Coquelle ne montre pas les gâbles des lucarnes. L'auteur fournit par ailleurs le renseignement que la flèche néo-gothique de Vernouillet soit probablement inspirée de Limay.

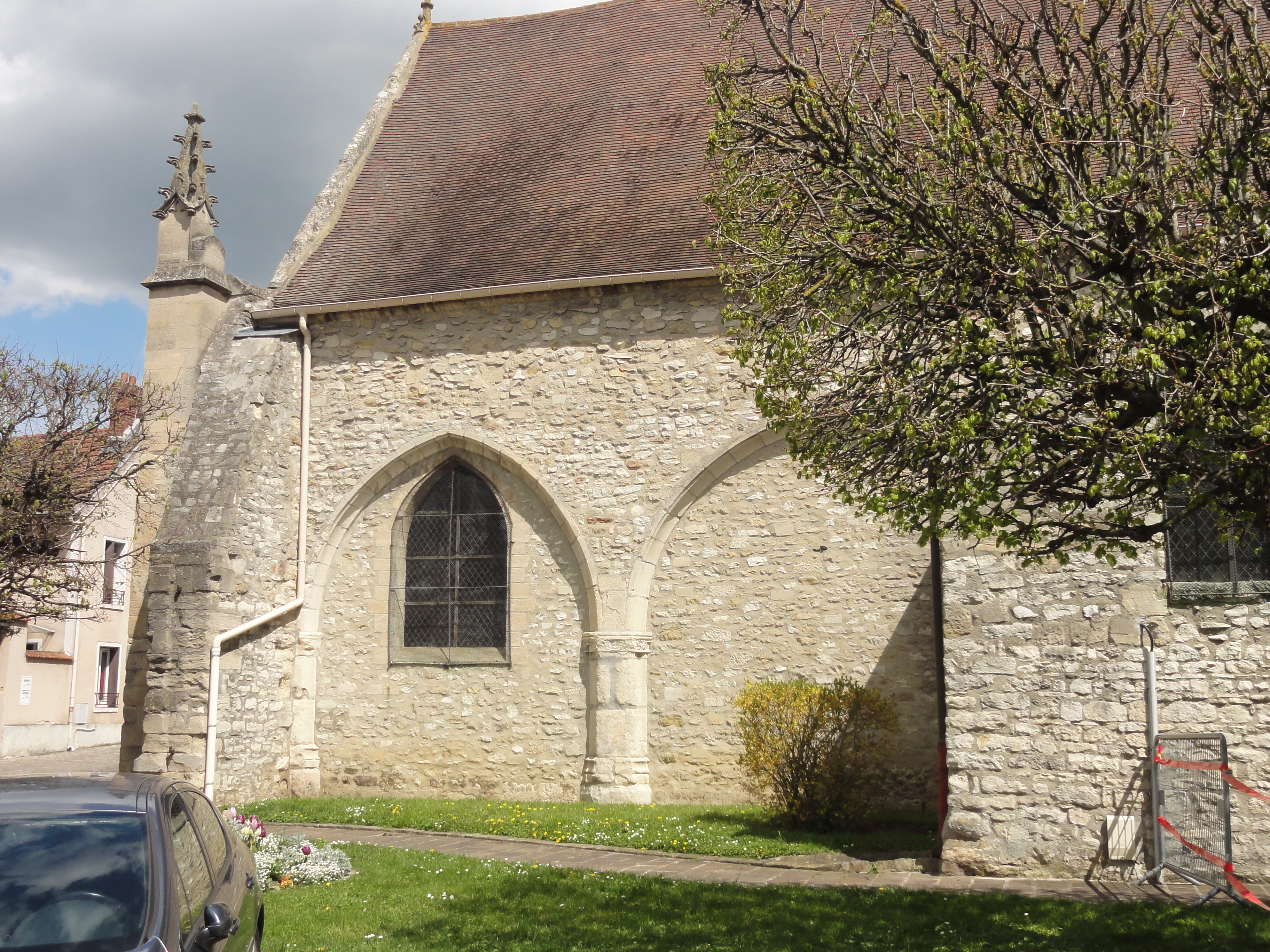
Grandes arcades bouchées au sud.
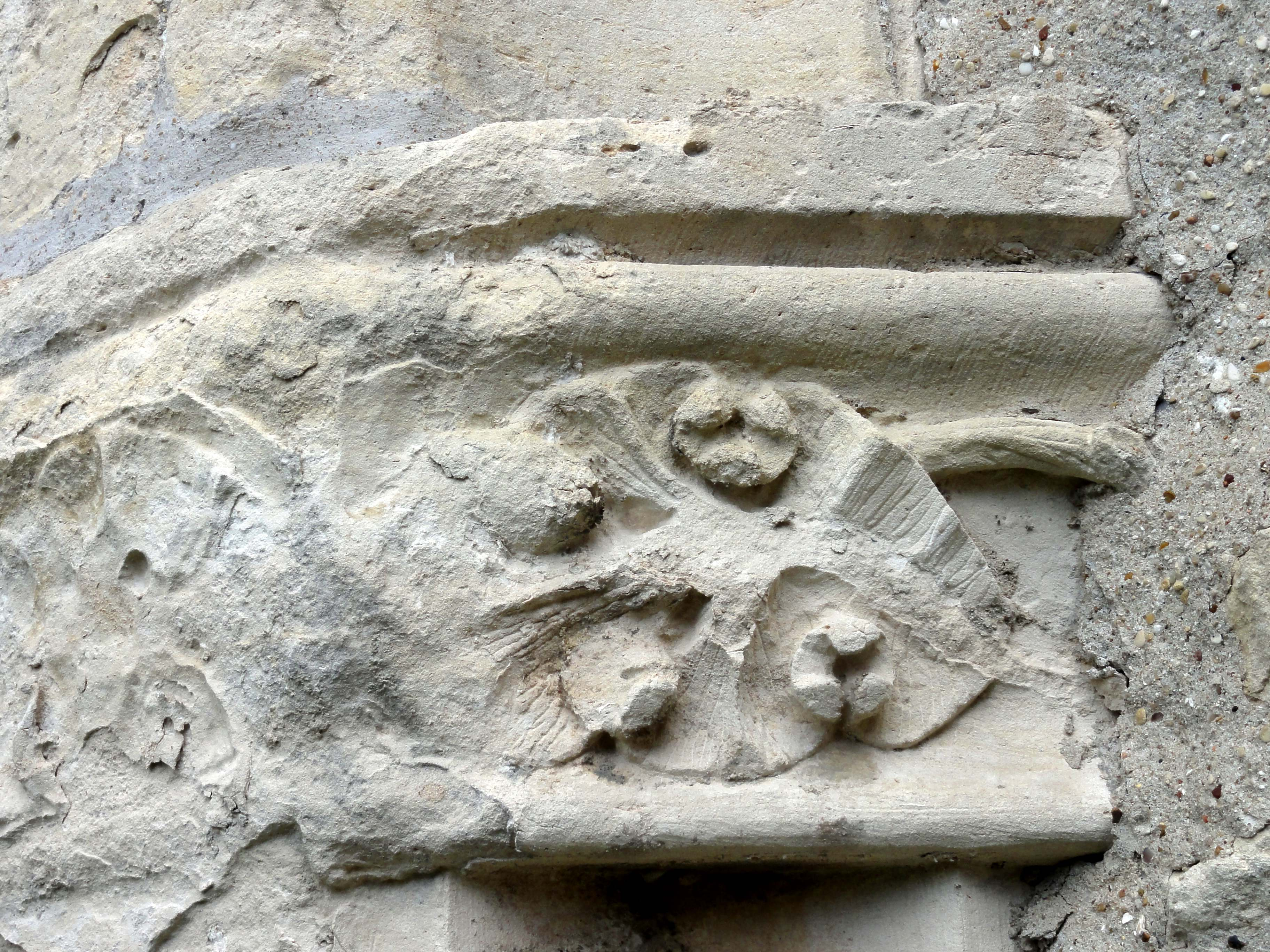
Chapiteau flamboyant des grandes arcades.
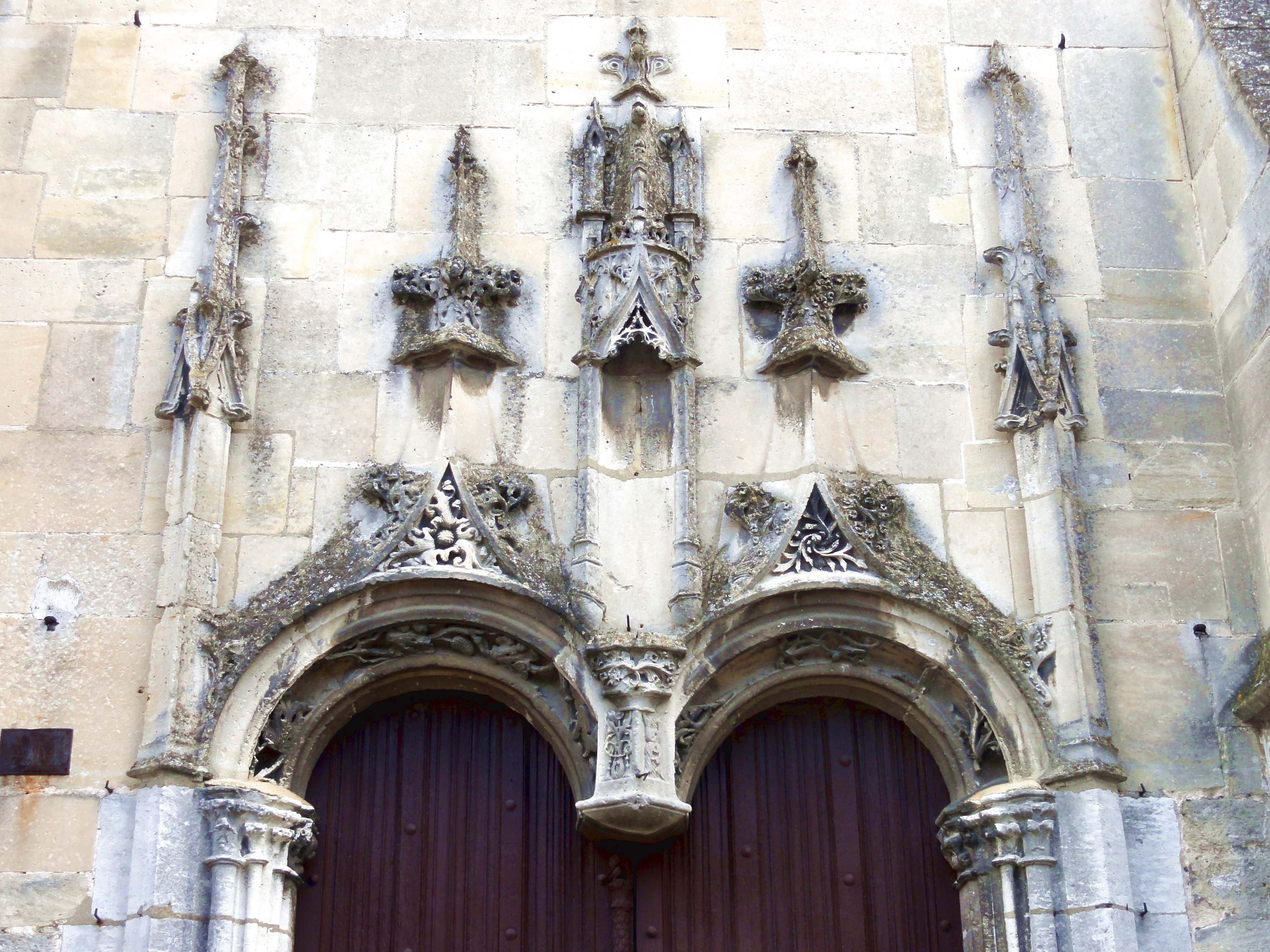
Portail, parties hautes.
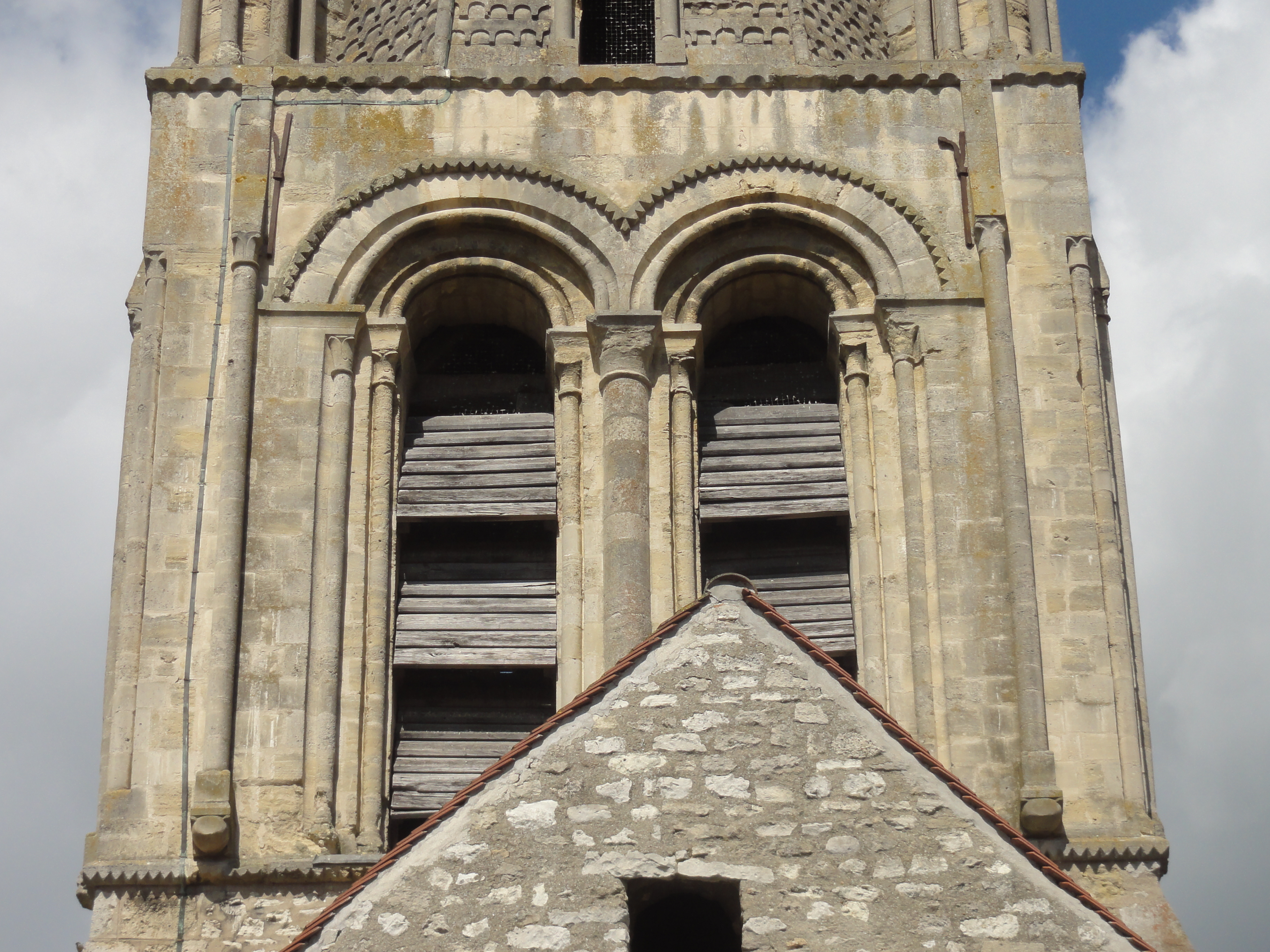
Étage de beffroi du clocher, côté est.
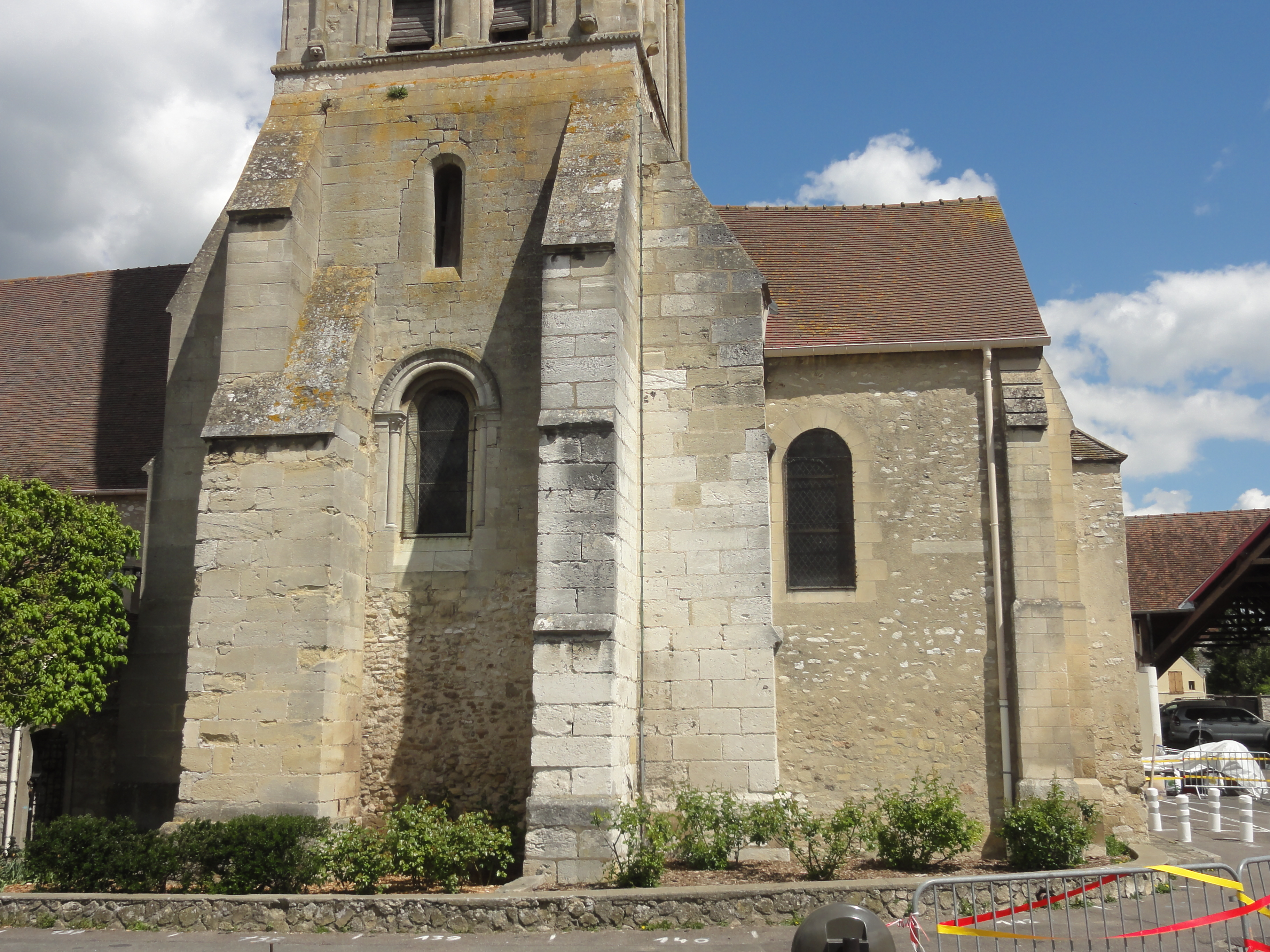
Chœur roman, côté sud.
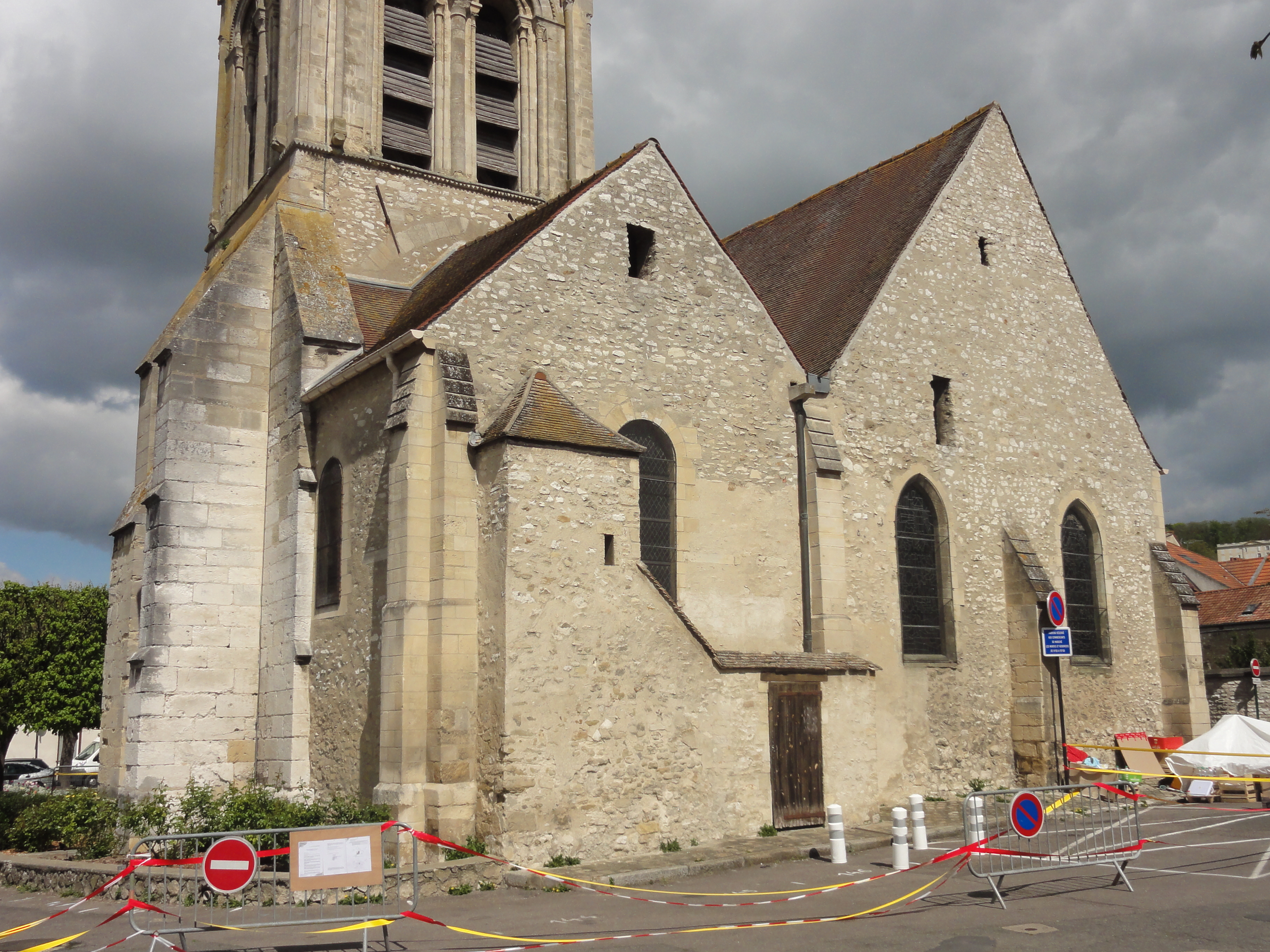
Chevet.

## Mobilier

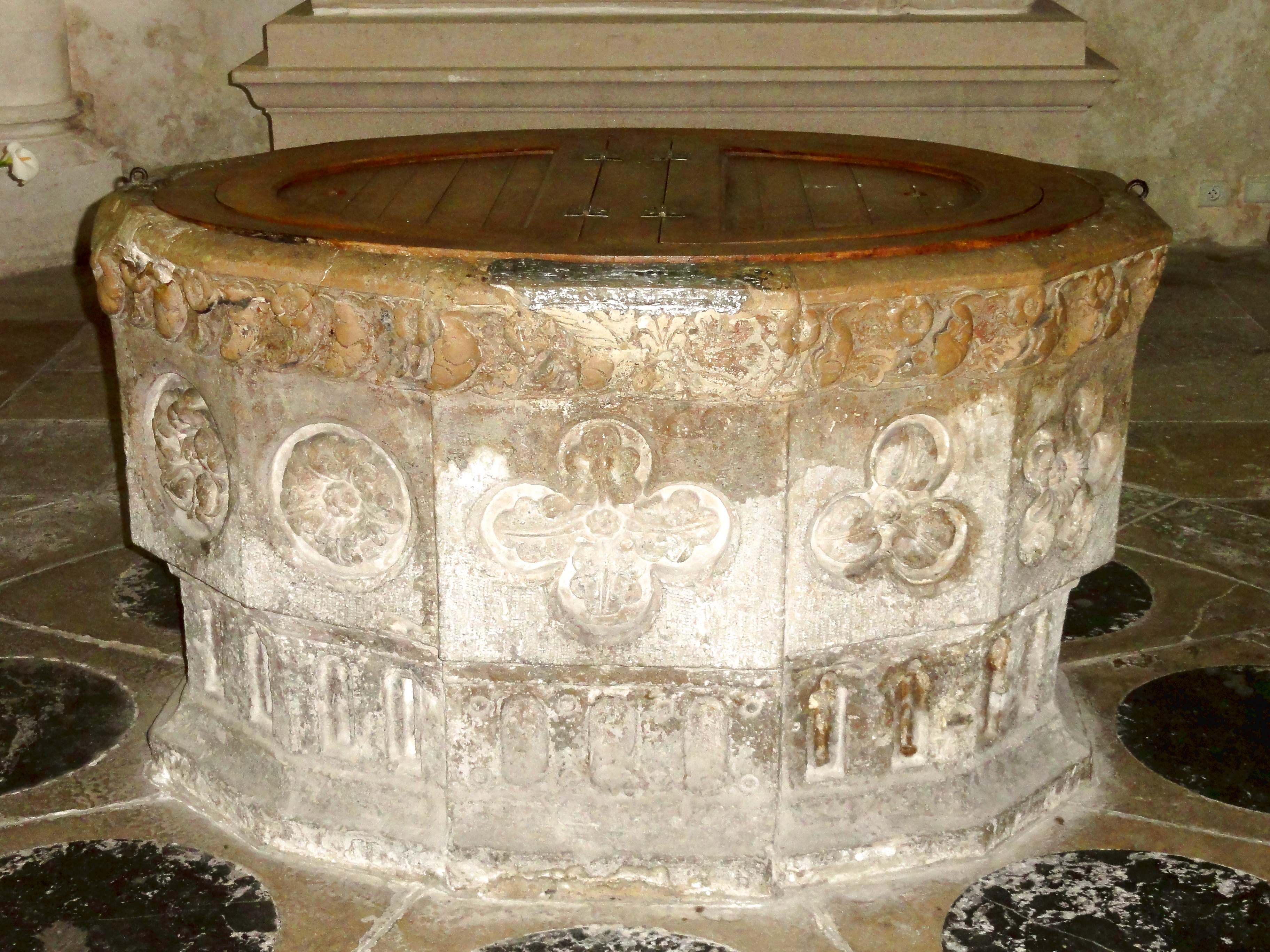
Fonts baptismaux.

Parmi le mobilier de l'église, quatorze éléments sont classés monument historique au titre objet, dont cinq statues et trois monuments funéraires. Une statue, une Vierge à l'Enfant assise, a toutefois été déplacée vers la cathédrale Saint-Louis de Versailles, et une autre statue ainsi qu'un bas-relief représentant la Dormition de la Vierge Marie ont disparu.

### Fonts baptismaux
- Les fonts baptismaux du XIIIe siècle sont en pierre calcaire, et se présentent sous la forme d'une grande cuve baptismale à infusion de plan ovale reposant sur un pied. Sous la bordure court une frise de feuilles grasses alternant avec des fruits d'arum. En dessous, la cuve est structurée en quatorze panneaux, soit un vers chaque point cardinal, et deux panneaux obliques de part et d'autre du panneau central des faces nord et sud. Chaque panneau arbore en son centre un médaillon sous la forme d'un cercle, d'un trilobe, d'un quatre-feuilles, ou d'un pentalobe, qui contient une rosace ou des feuillages, et dans un seul cas, un bucrane (ce ne devrait pas être le bœuf de saint Luc, puisque les autres symboles du Tétramorphe manquent). Cet élément évoque la Renaissance, et il en va de même de la frise de glyphes qui occupe les deux tiers supérieurs du pied, à moins que ce ne soient des arcatures plaquées. En bas, le pied possède une base au profil d'un cavet et d'une plate-bande. Louis Régnier signale que les fonts de Vétheuil sont pratiquement identiques[11],[16].

### Statues
- La statue de la Vierge à l'Enfant assise est en bois taillé, et date du XIIe siècle. Depuis son classement en mai 1909, elle a été déplacée vers la cathédrale de Versailles[17].
- La statue de la Vierge à l'Enfant se tenant debout, portant l'Enfant Jésus sur sa main gauche, est en pierre polychrome. Elle mesure 170 cm de hauteur, et date du XIVe siècle. C'est la première œuvre classée de l'église, depuis mars 1904, et elle a bénéficié d'une restauration par B. Dubarry et P. Jallet en 2010[18]. Sa main droite manque toutefois.
- La statuette de saint Jean-Baptiste désignant l'Agnus Dei est en pierre polychrome. Elle mesure 37 cm de hauteur, et date du XVe siècle. Son classement remonte à décembre 1911[19].
- La statue de sainte Catherine d'Alexandrie portant une roue, instrument de son martyre, était en pierre polychrome, et datait du XIVe siècle. Elle a été classée en même temps que la précédente, et a disparu depuis[20] (sans illustration).
- La statue de saint Paul est en pierre taillée. Elle mesure 180 cm de hauteur, et date du dernier quart du XVIe siècle. Son classement est intervenu en mai 1909[21].

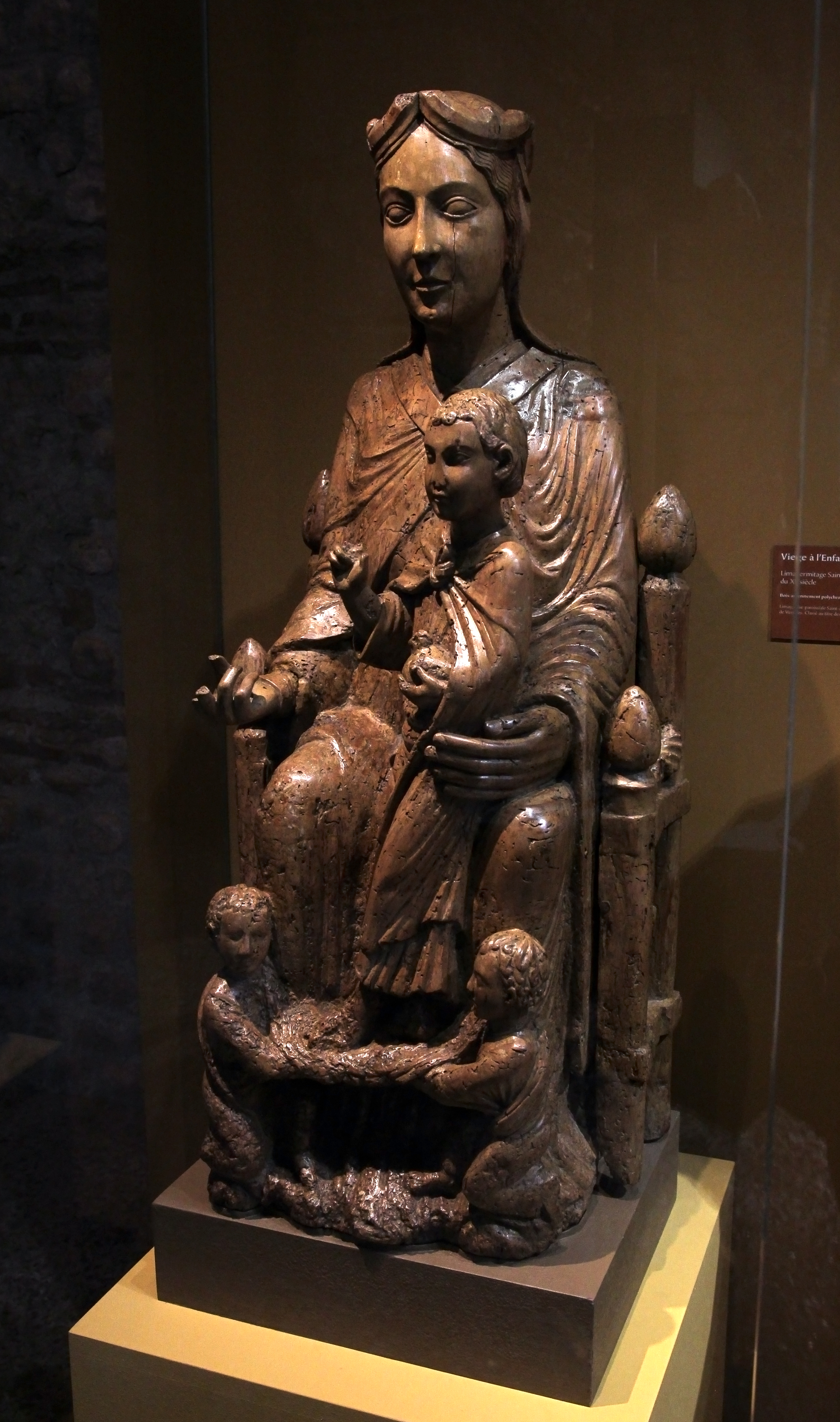
Vierge à l’Enfant assise.
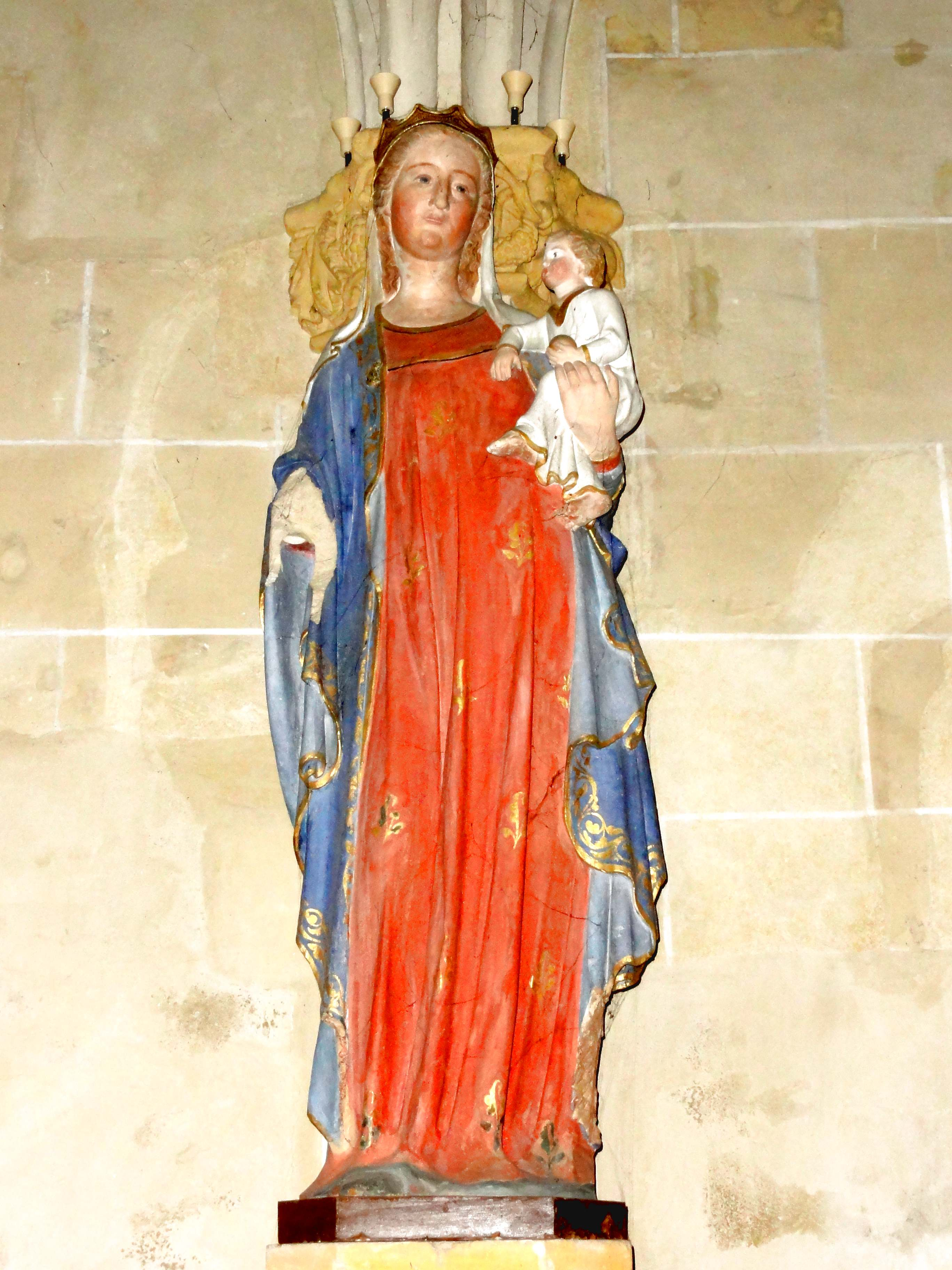
Vierge à l'Enfant.
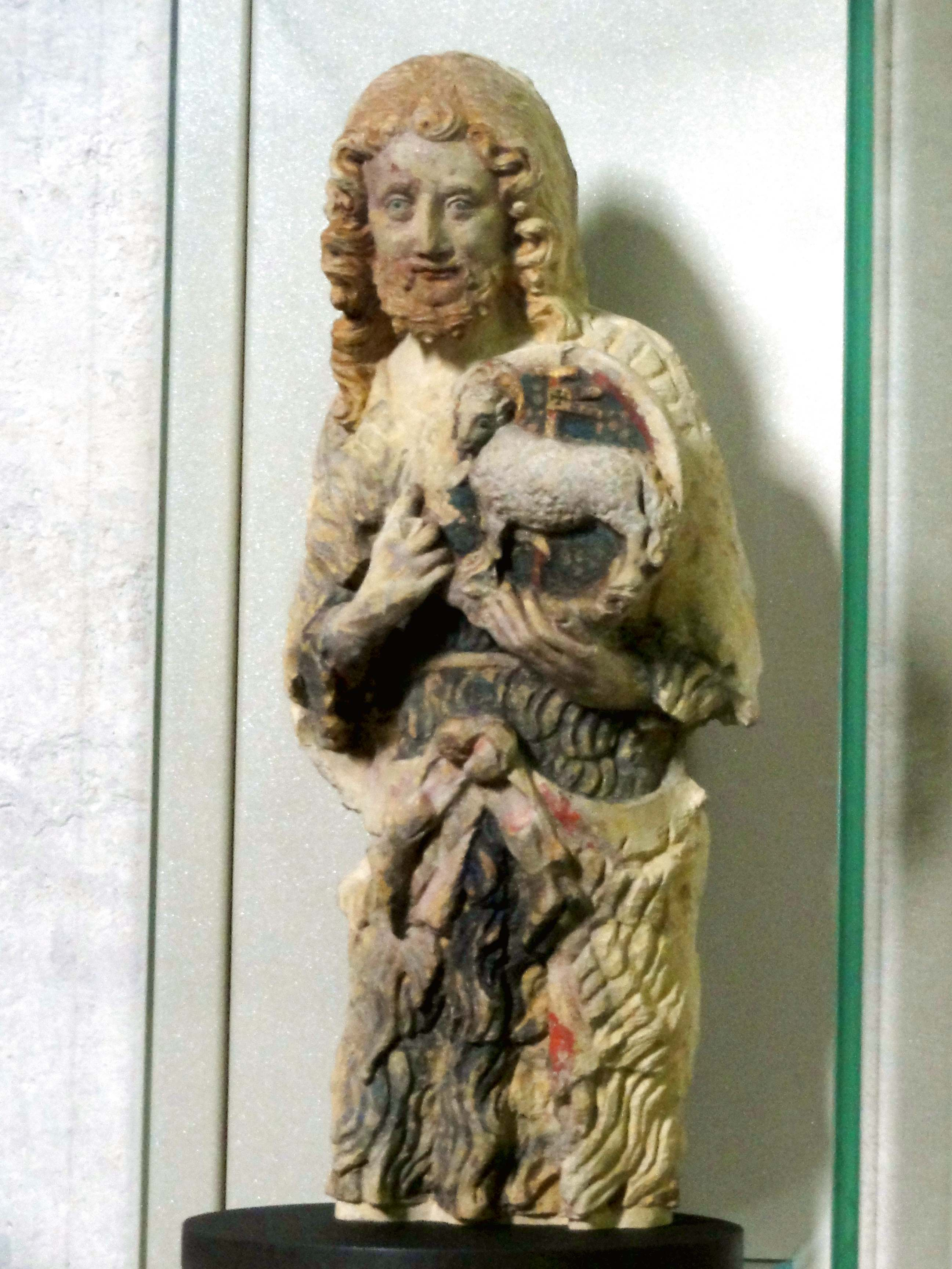
Saint Jean-Baptiste.
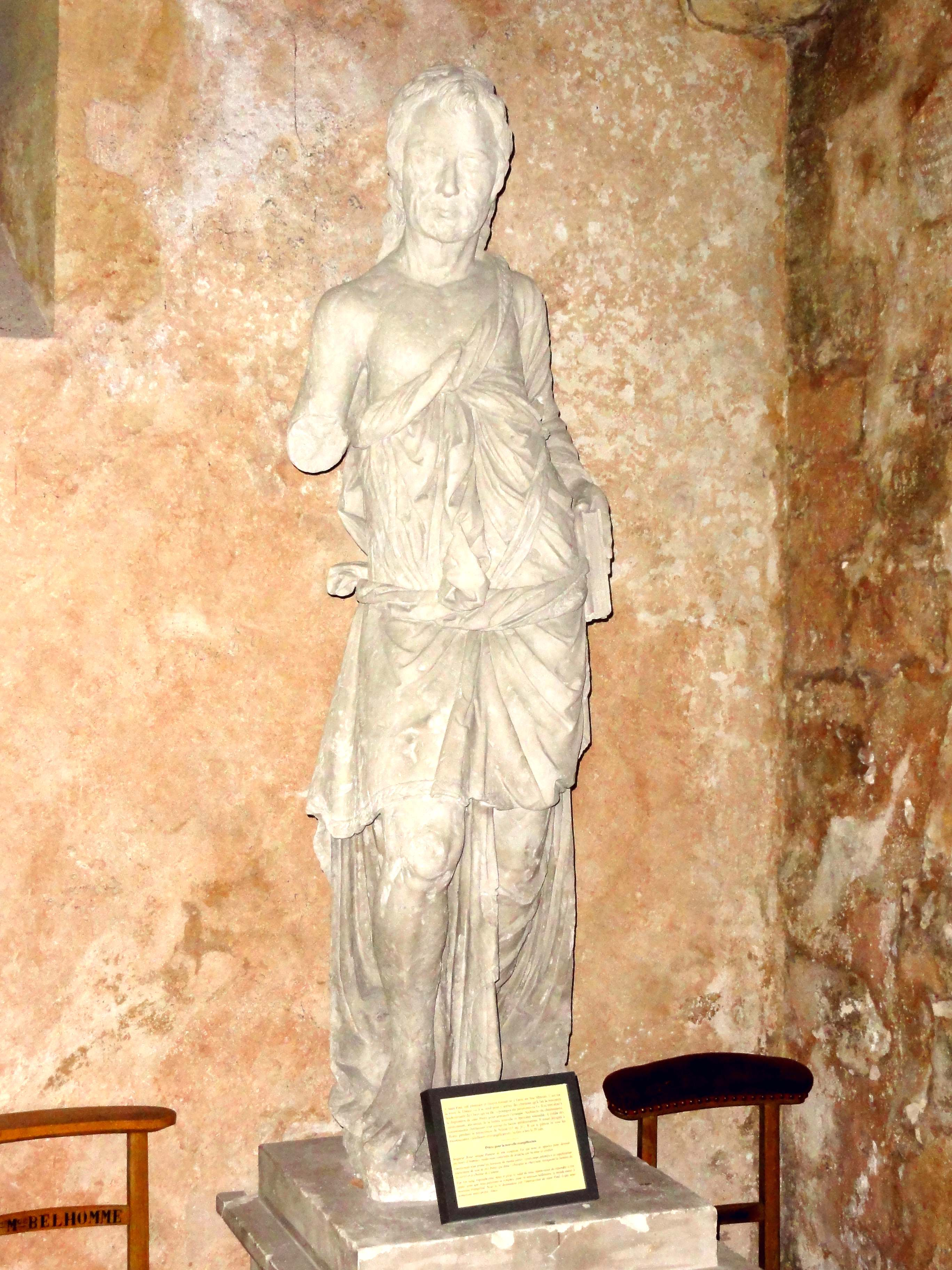
Saint Paul.
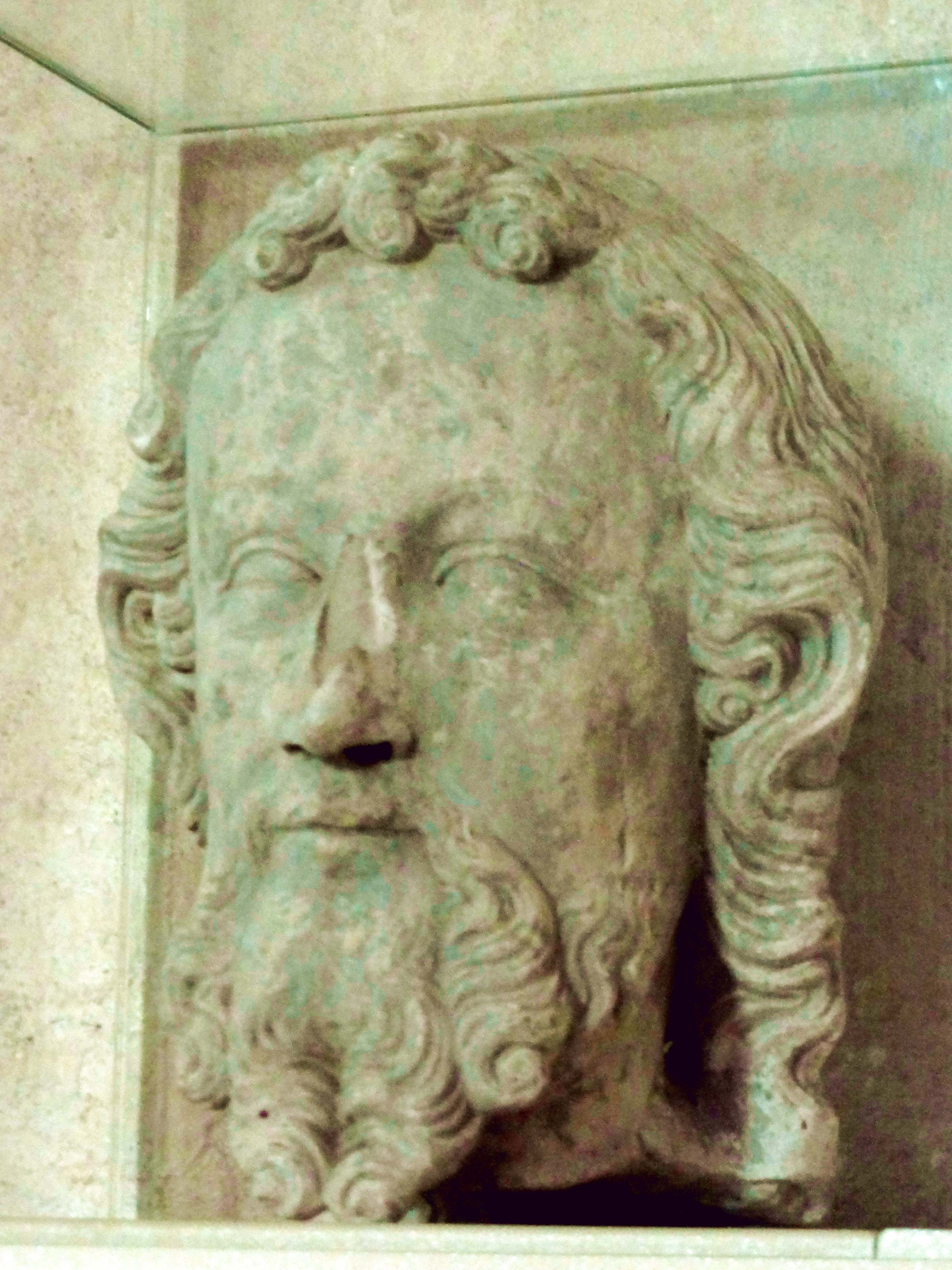
Tête du Christ.
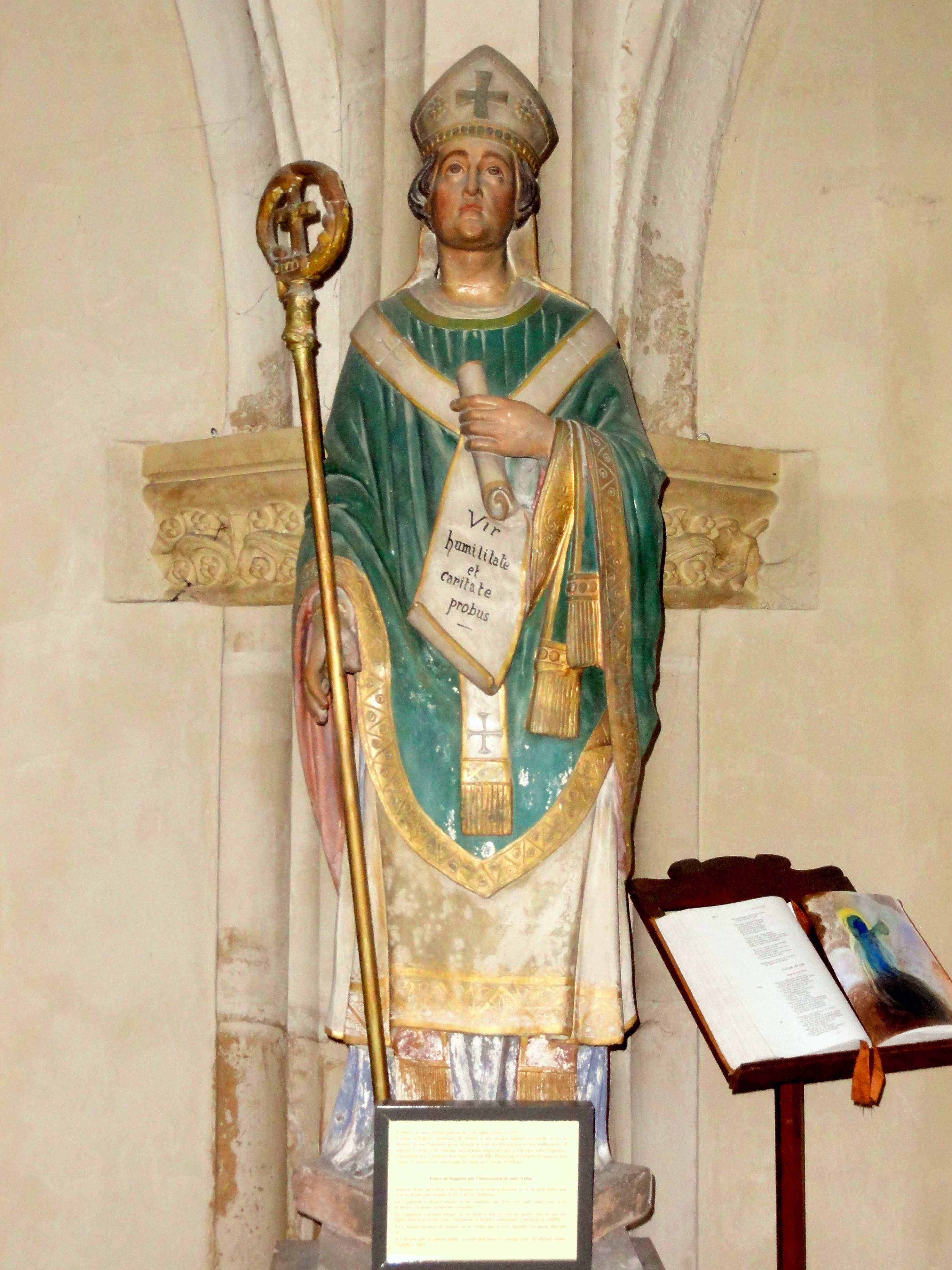
Saint Aubin.
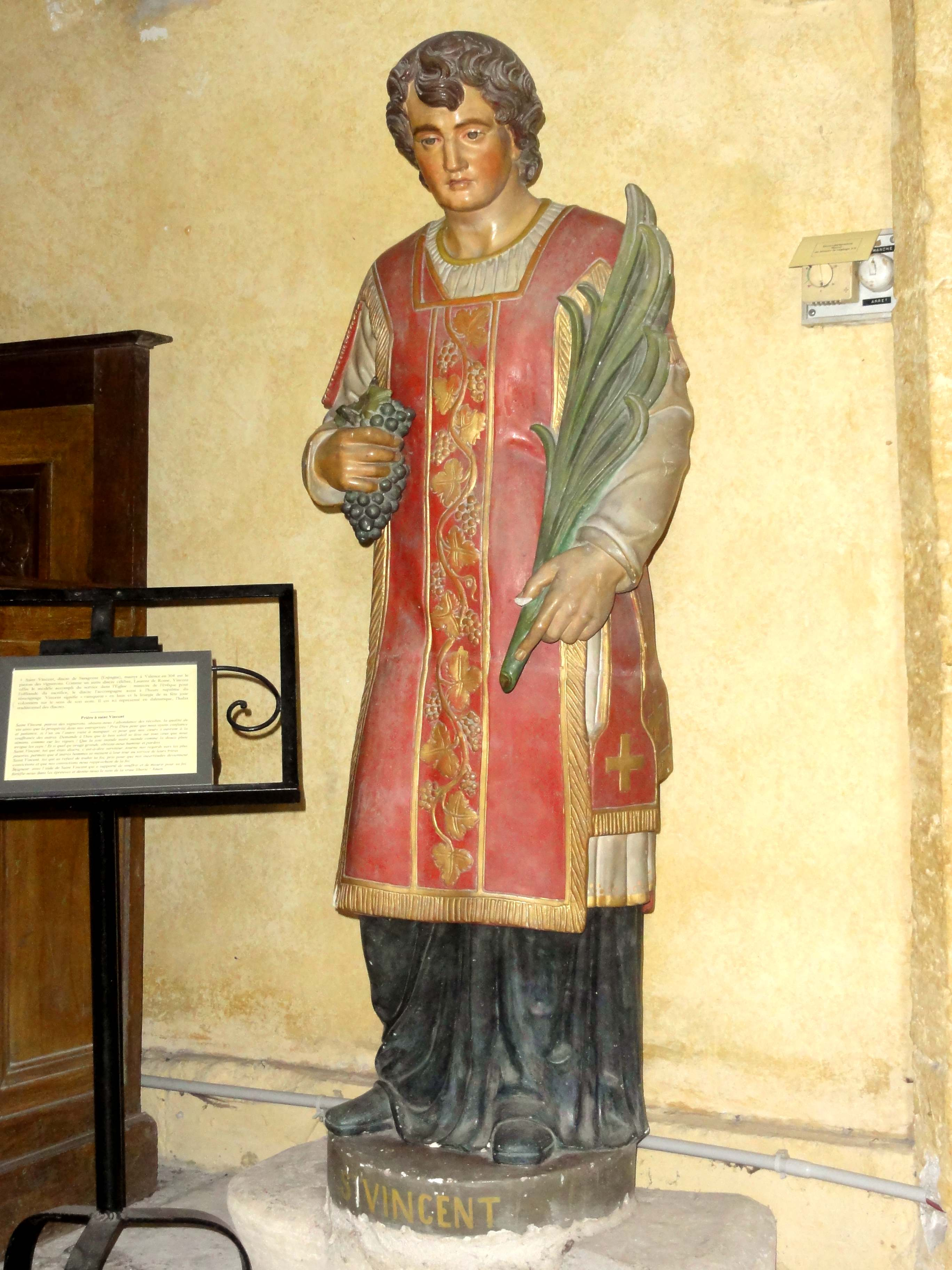
Saint Vincent.

### Peinture
- Le tableau représentant la Crucifixion de Jésus est peint à l'huile sur bois à la manière d'une grisaille, technique précise et d'une mise en œuvre très lente, surtout utilisée pour la peinture de marines. Mesurant 172 cm de largeur pour 120 cm de hauteur, il constitue un travail de miniaturiste dans une composition de grande ampleur. L'œuvre est datable de la fin du XVIIe ou du début du XVIIIe siècle, et signée Pieter Vogelaer (en bas à gauche, sur une pierre). Le musée de la Marine d'Amsterdam conserve plusieurs panneaux de ce même peintre néerlandais. On y voit, en plus du sujet principal, le crucifiement des deux larrons, les soldats jouant aux dés la Sainte Tunique, et la Vierge Marie tombant en pâmoison dans les bras des Saintes Femmes. Tout autour se déploient des soldats à cheval, des badauds, des animaux. Totalement oublié, le tableau a été retrouvé au début des travaux de restauration de l'orgue, et classé en mai 2004, puis restauré. Il est exposé derrière une vitre[22].
- D'autres tableaux non encore protégés au titre des monuments historiques représentent une copie de la Grande Sainte Famille de Raphaël ; saint Jean et la Mater Dolorosa, dans deux médaillons ovales ; le Christ aux liens et un groupe de Calvaire.

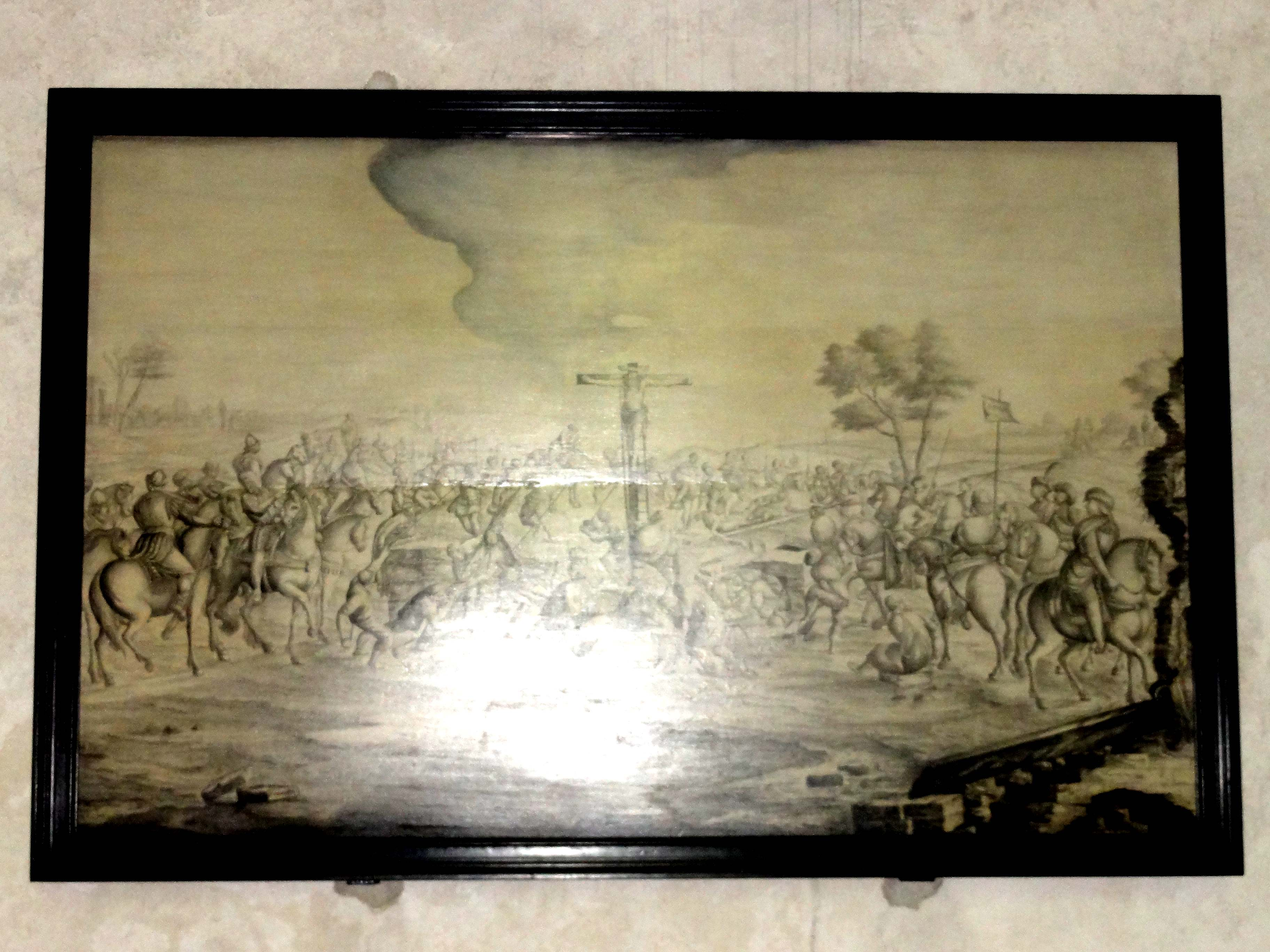
La Crucifixion.
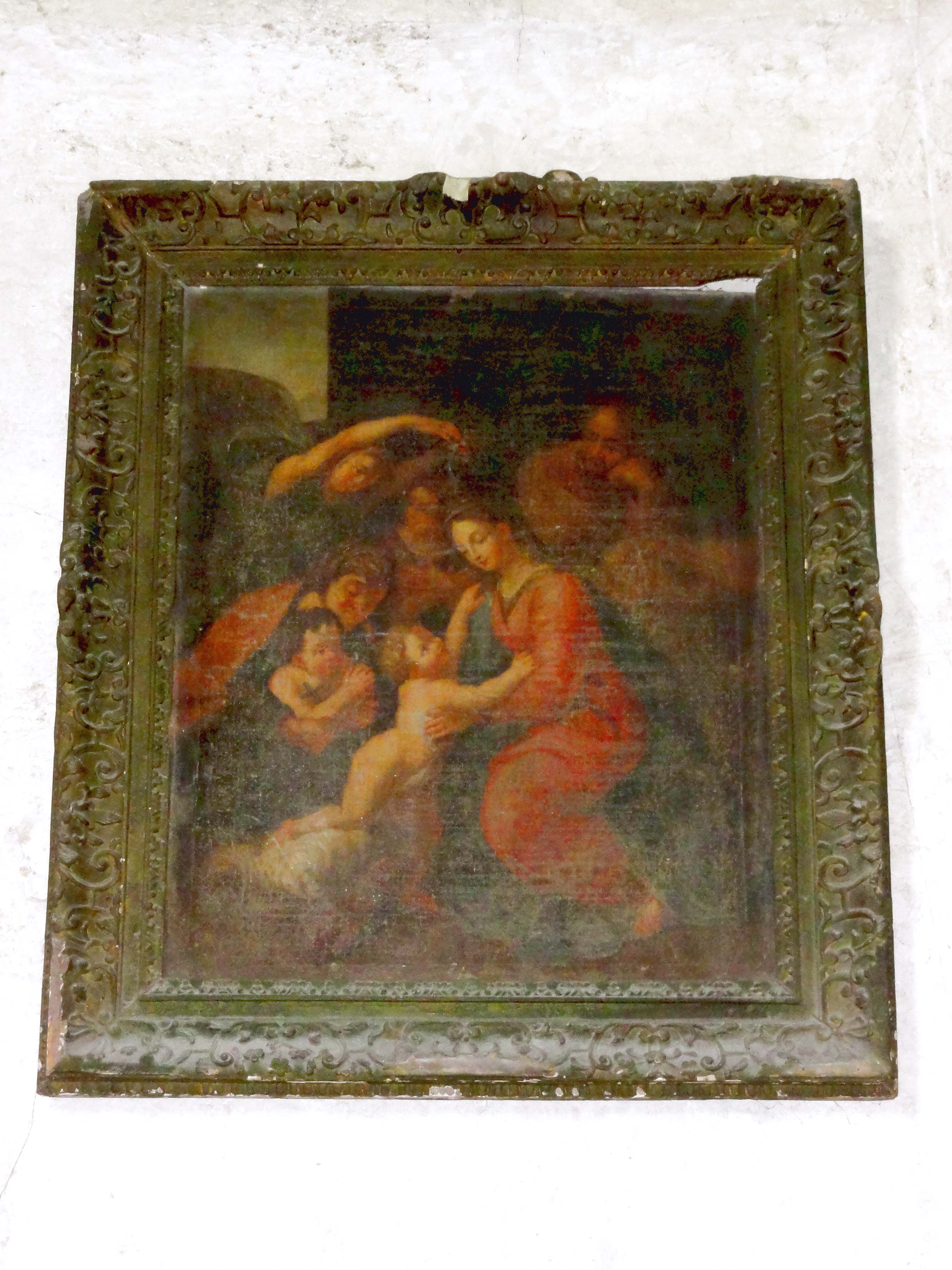
L'Enfant Jésus et saint Jean-Baptiste.
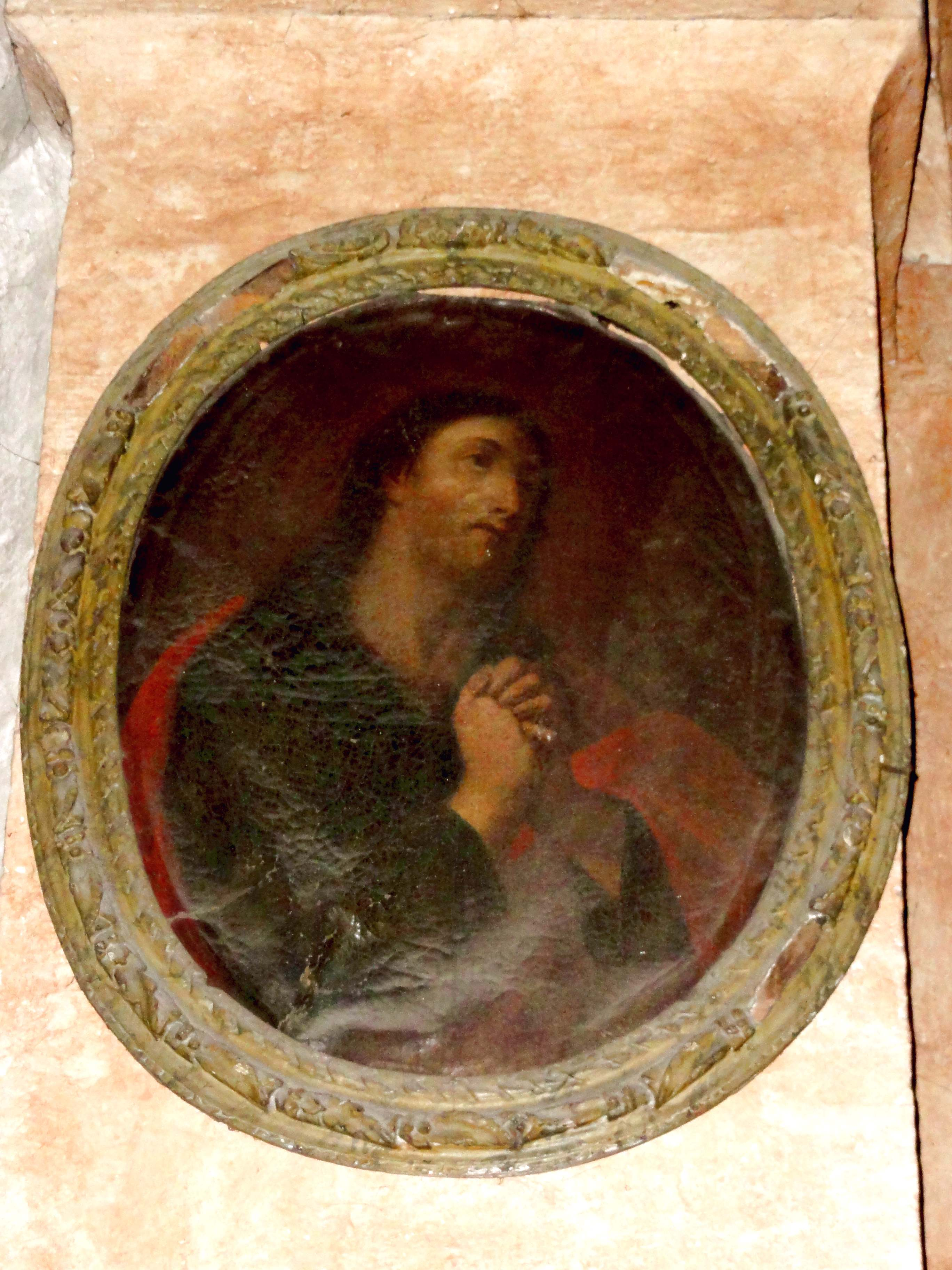
Saint Jean.
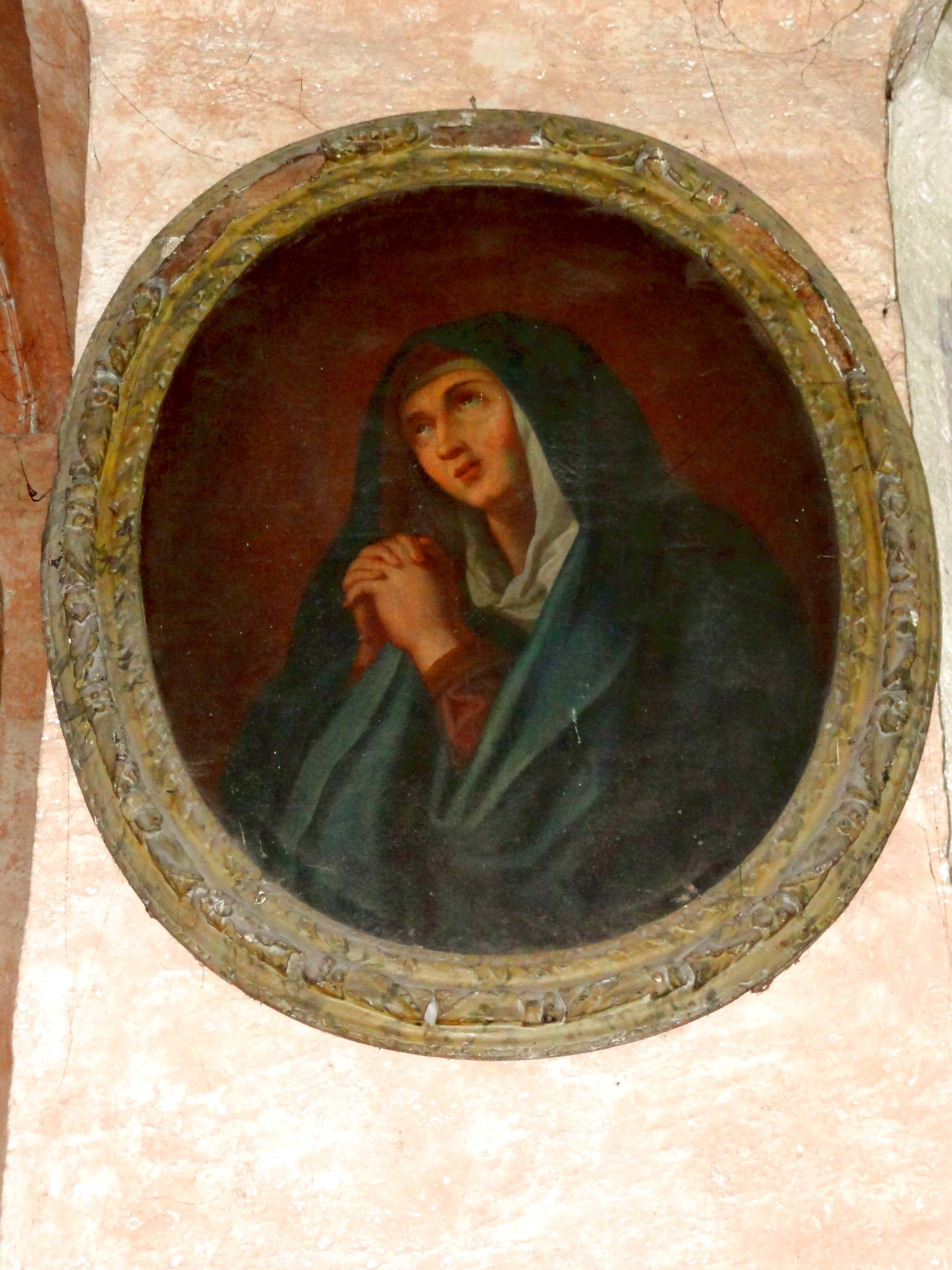
Mater Dolorosa.
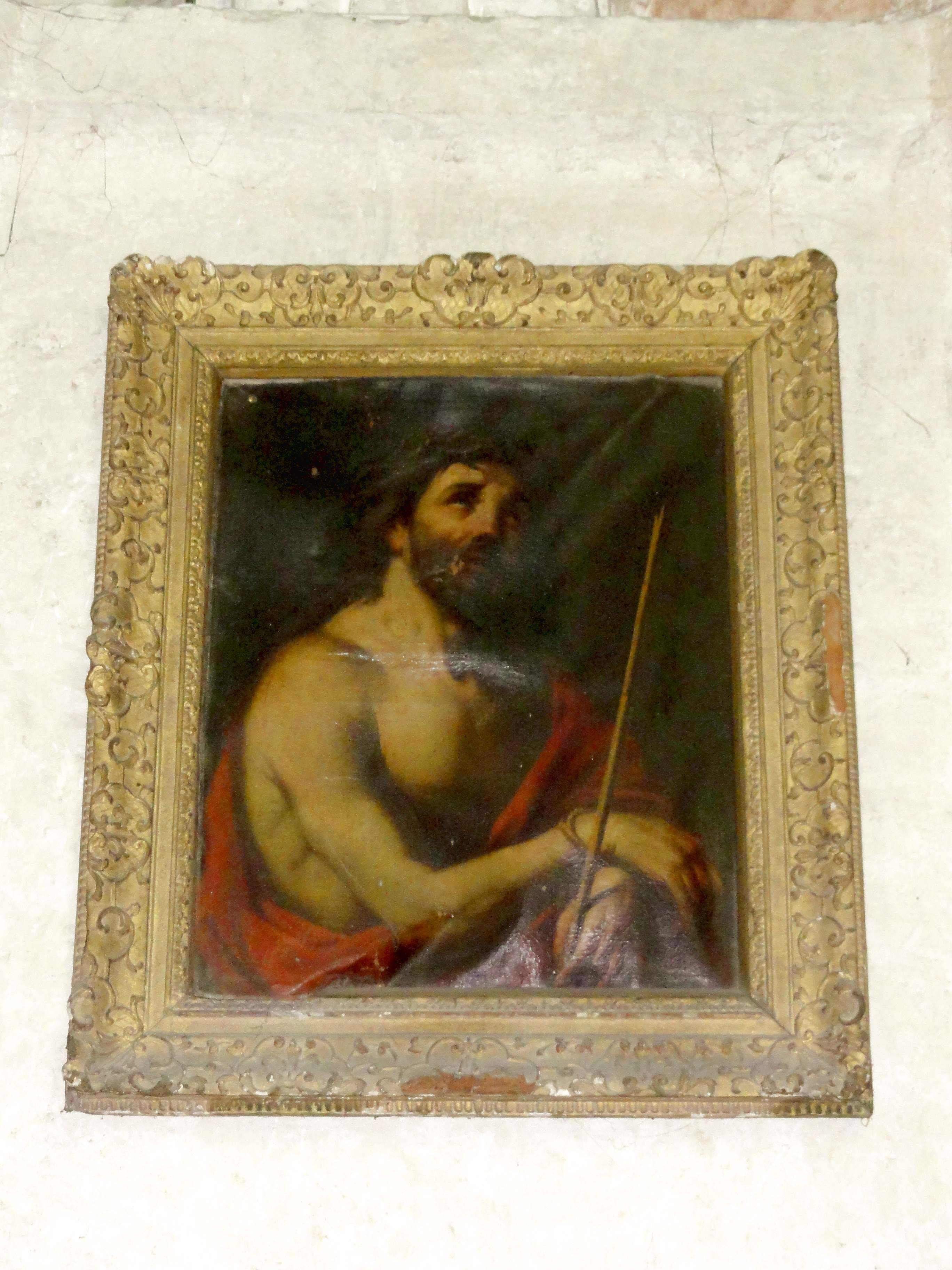
Christ aux liens.
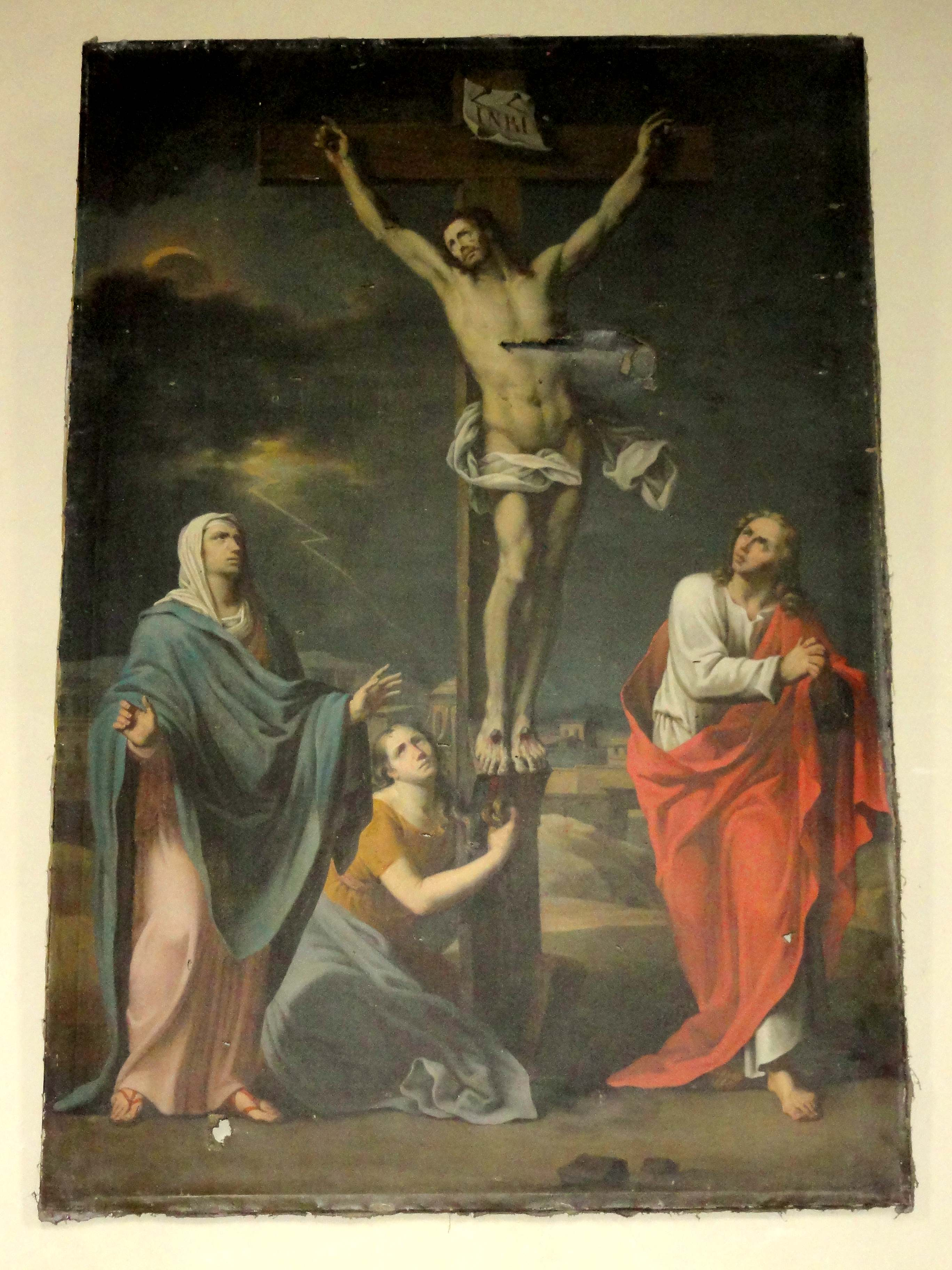
Christ en croix.

### Monuments funéraires

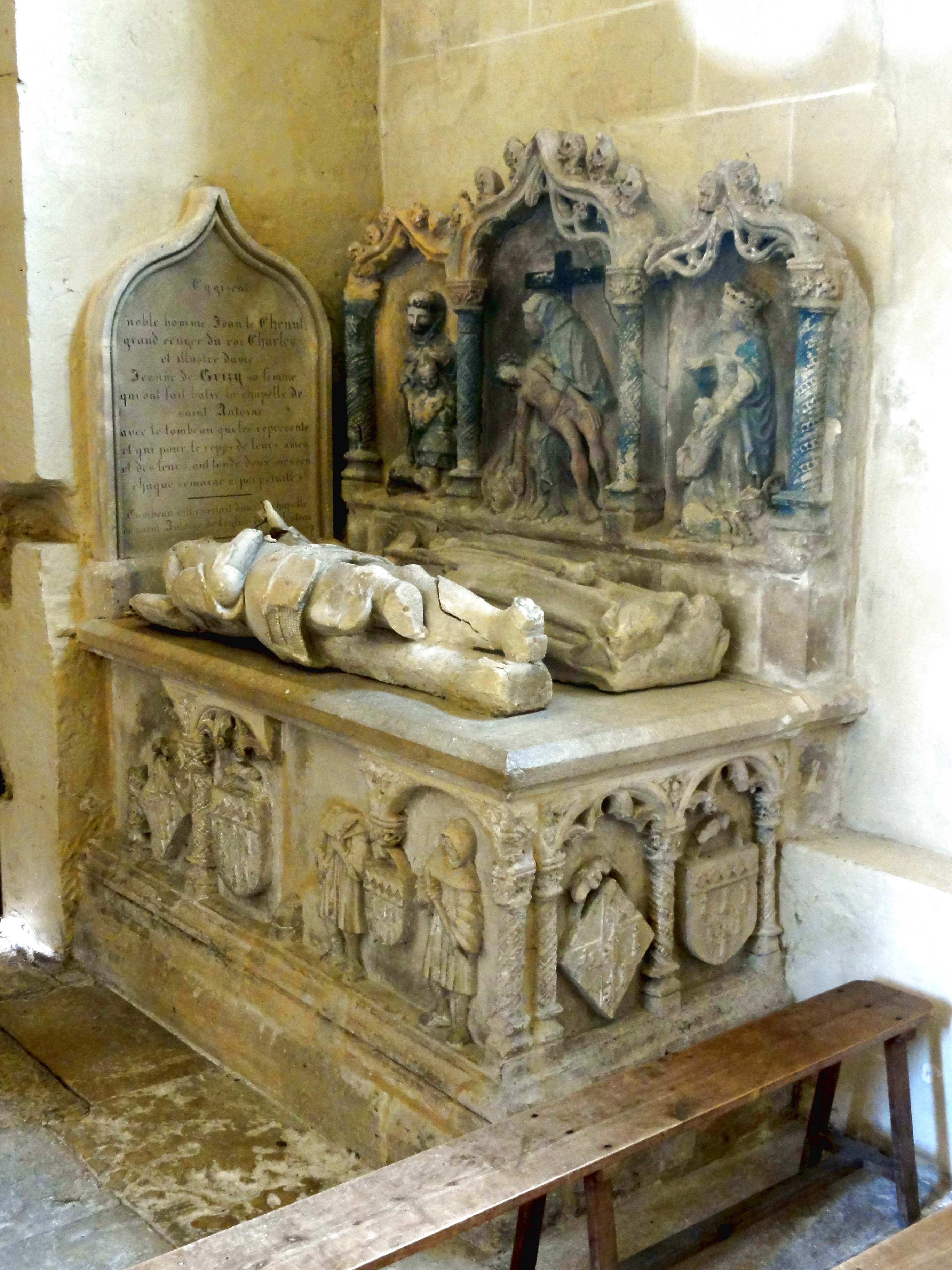
Monument funéraire de Jean de Chenut et de sa femme, vers 1510.

- Le monument funéraire de Jean Chenu, seigneur de La Tour-du-Pin et du Bellay-en-Vexin, écuyer de Louis XI, chambellan de Charles VIII et de Louis XII, mort avant le mois de décembre 1510, et de sa femme Jeanne de Ver, fille du seigneur de Grisy, morte vers 1494, se compose d'un sarcophage quadrangulaire et de deux gisants, et se trouve à gauche de l'entrée. L'inscription de 1868 sur une plaque accrochée au revers de la façade est erronée : elle mentionne un Jean Le Chenut, grand écuyer de Charles V, personne qui n'a jamais existé. Les gisants représentent le gentilhomme en armure à ses armes, et son épouse dans le costume du temps. Le sarcophage est orné de quatre arcatures plaquées de face, et de deux autres sur le côté. Les deux premières à gauche contiennent un losange et un écusson. Le losange affiche une croix chargée de cinq coquilles, pour la famille de Ver, et l'écusson, six mouchetures hermine, au chef chargé de cinq losanges, pour la branche cadette de la famille des seigneurs de Montchevreuil (le blason de la branche principale n'est pas brisé, et compte neuf mouchetures d'hermine). Les deux arcatures du côté est arborent les mêmes motifs. Les deux arcatures à droite de la face principale montrent deux membres de la confrérie de la Charité portant des flambeaux, pour le cortège funèbre des défunts. Entre eux, les deux arcatures retombent sur un cul-de-lampe aux armes de Jean Le Chenut. L'on note que les arcatures sont en plein cintre, et que leurs colonnettes sont entourées d'un ruban alternant avec un rang de perles. Les écoinçons sont sculptés de rosaces de trois feuilles de chou frisées, comme au centre des accolades des portails flamboyants. Ce monument se trouvait dans le jardin du couvent des Célestins de Limay au lendemain de la Révolution. Il transita par l'ermitage Saint-Sauveur avant de trouver son domicile définitif dans l'église paroissiale. L'inventaire du couvent des Célestins dressé en 1771 ne mentionne déjà plus le monument. Bientôt après la mort des époux, le couvent aliéna la plupart des biens qui faisait l'objet de leur donation à Pierre Le Gendre, seigneur d'Alincourt, ce qui explique que ces donateurs furent vite oubliés. Leur monument est classé depuis mai 1907[23],[24].
- La dalle funéraire du rabbin Meir, fils d'Élie, accrochée au mur nord de la nef, mesure 175 cm de largeur, et date de 1243. Elle comporte uniquement une épitaphe en hébreu, et rappelle que l'agglomération mantaise connut jusqu'en 1380 une importante communauté juive. L'on ne connaît pas d'autre exemple de sépulture hébraïque dans une église catholique en Île-de-France. Le classement de la dalle est également intervenu en mai 1907[11],[25].
- Le monument funéraire de Thomas Le Tourneur, chanoine, secrétaire et conseiller de Charles V, maître des comptes de 1365 à 1381, se compose d'un sarcophage non sculpté et d'un gisant de 175 cm de longueur, et se trouve au sud de la base du clocher. Ce monument provient également de l'église du couvent des Célestins. Il fut donné en 1792 à l'ermitage de Saint-Sauveur, et y resta jusqu'en 1911. Le chanoine fut l'un des exécuteurs testamentaires du sculpteur Jean de Liège, mais il n'est pas pertinent de lui attribuer la paternité du gisant, car le style ne correspond pas à ses œuvres. La sculpture se caractérise par l'insistance du sculpteur à reproduire sans concession, et de façon un peu systématique, les traits du défunt, avec ses rides, ses pattes d'oie, et la saillie de l'arcade sourcilière. Le gisant est classé depuis mars 1904, et a été exposé au Grand Palais dans le cadre de l'exposition les arts sous Charles VI en 2000. Louis Régnier observe que le gisant pourrait tout aussi bien appartenir à Jean Martel, tué à la bataille de Poitiers en 1356, et inhumé dans l'église des Célestins en 1379. Son épitaphe latine traduite en français figure sur une plaque gravée en 1868, qui ne semble pas contenir d'erreur contrairement à celle ci-dessus[26],[27].

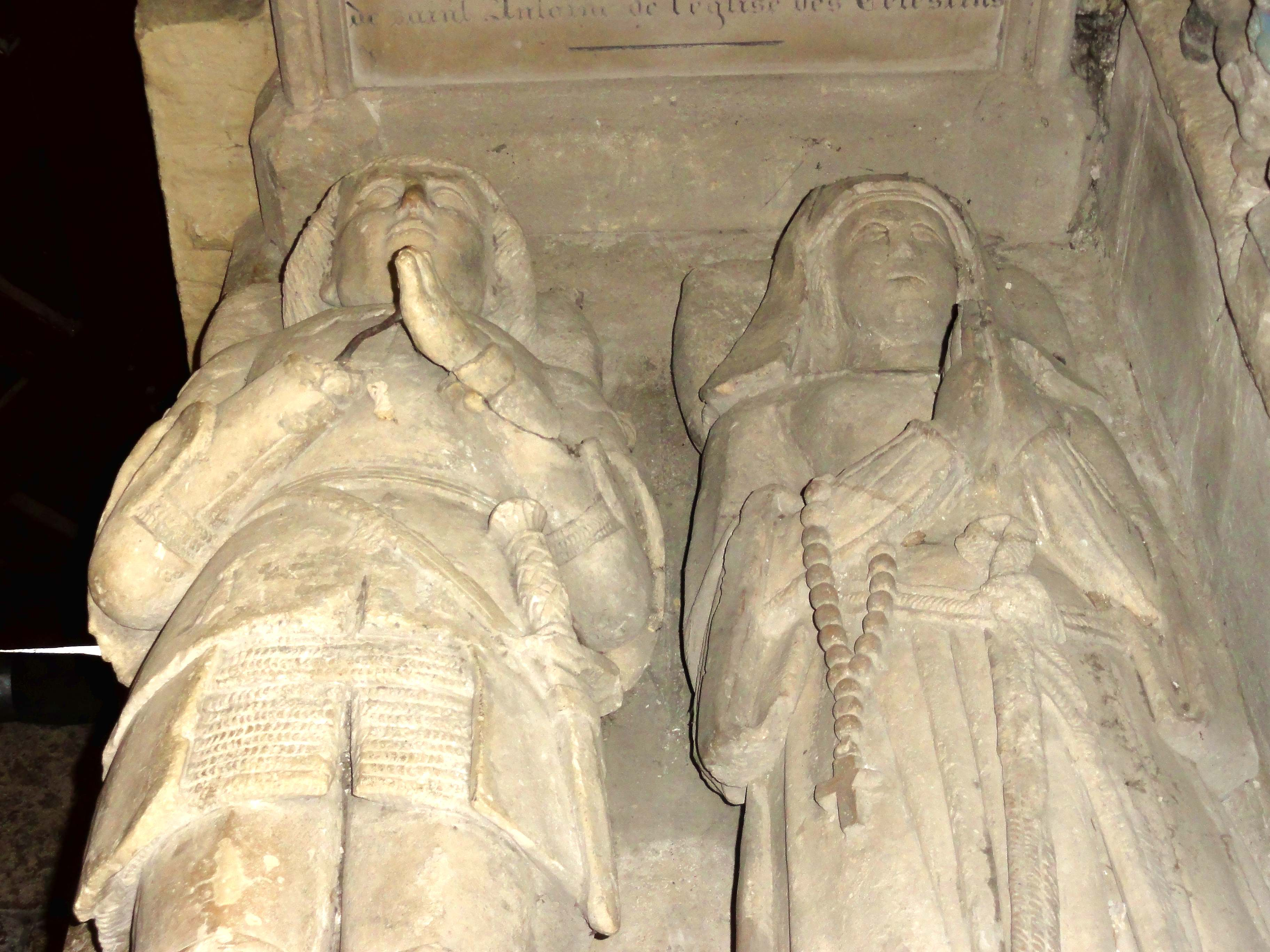
Gisants de Jean Chenu et de sa femme.
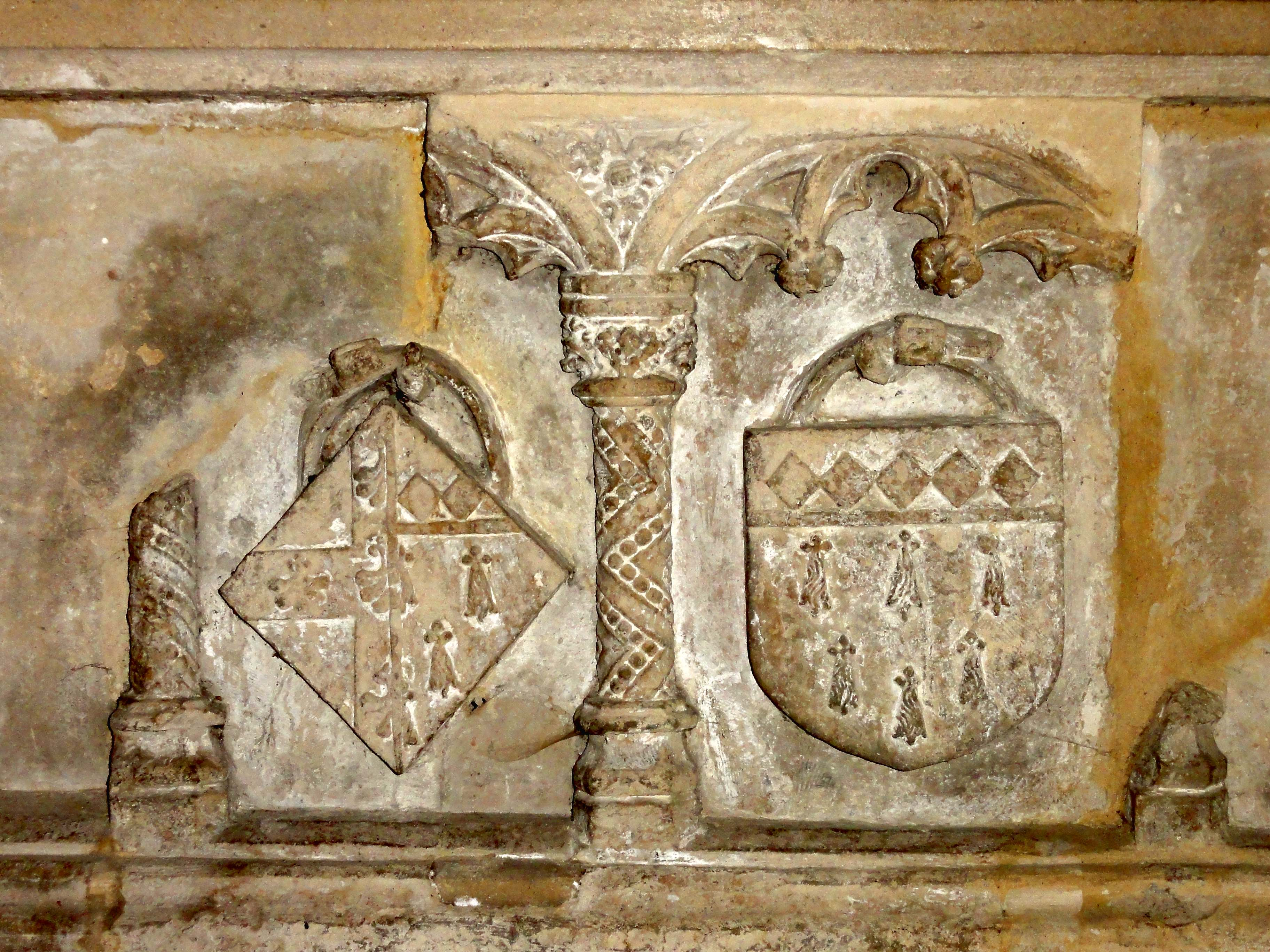
Sarcophage, armoiries de Jeanne de Ver et de Jean Chenu.
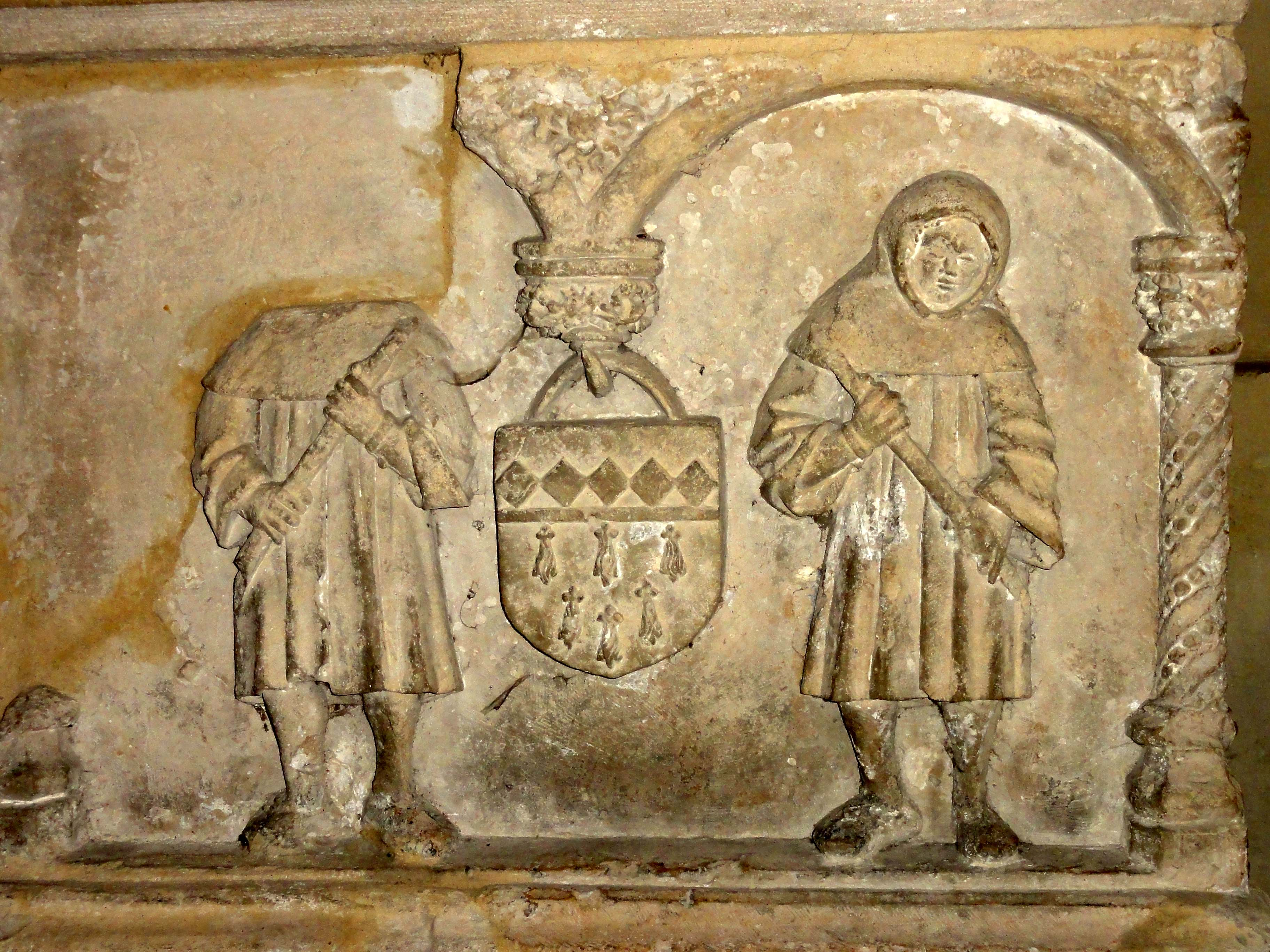
Sarcophage, bas-relief - deux confrères de la Charité.
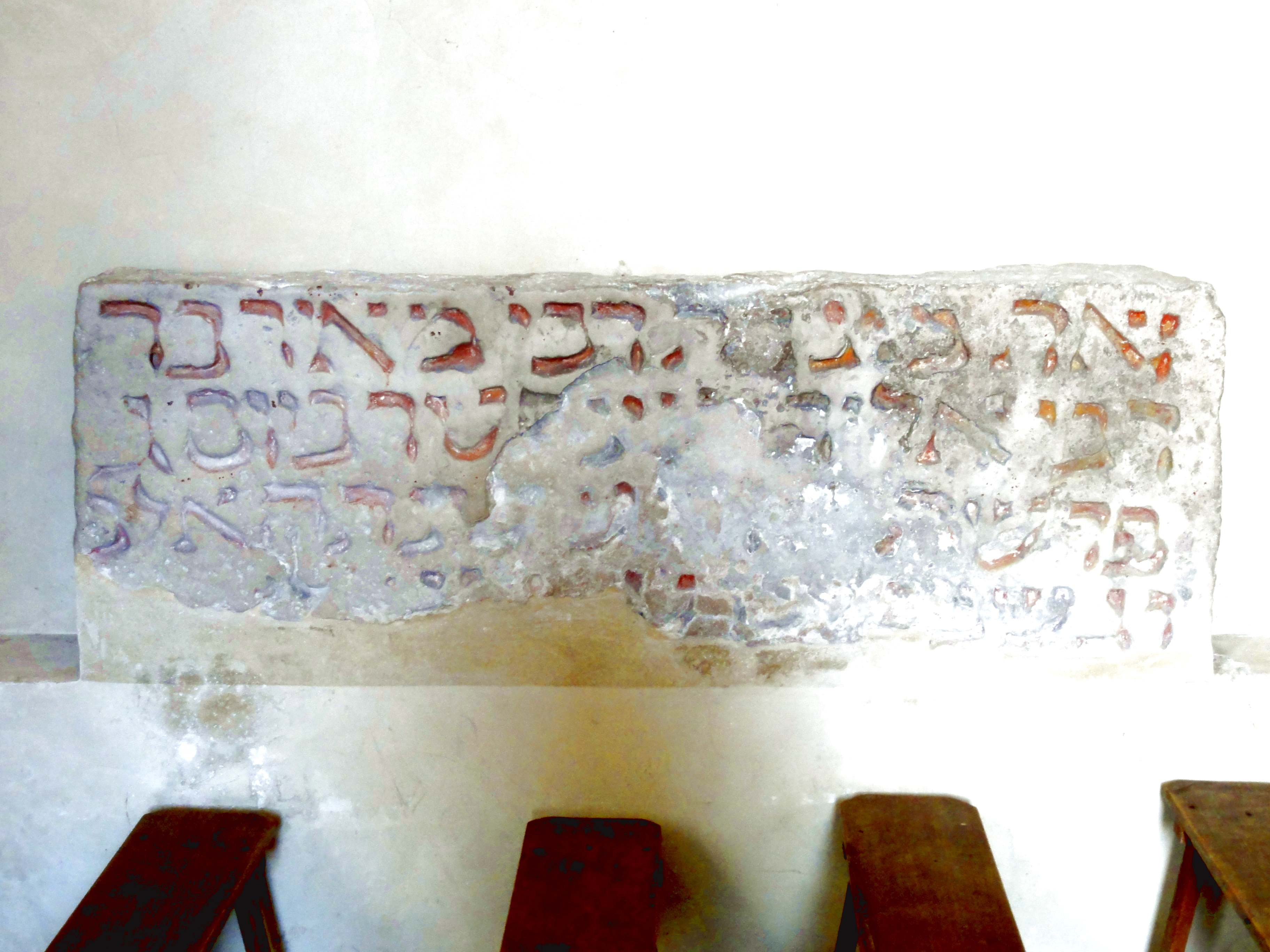
Dalle funéraire d'un rabbin, 1243.
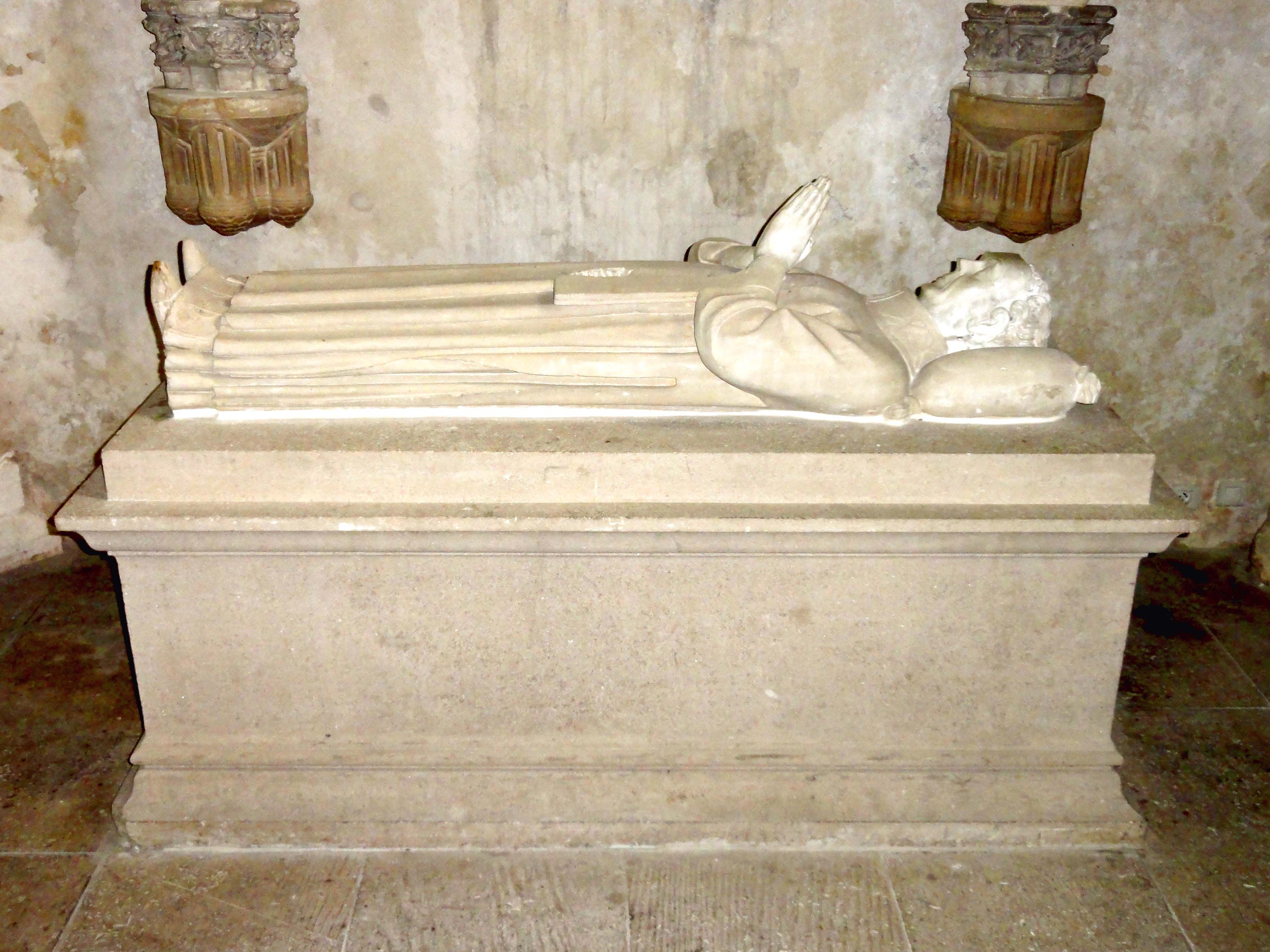
Monument funéraire de Thomas Le Tourneur.
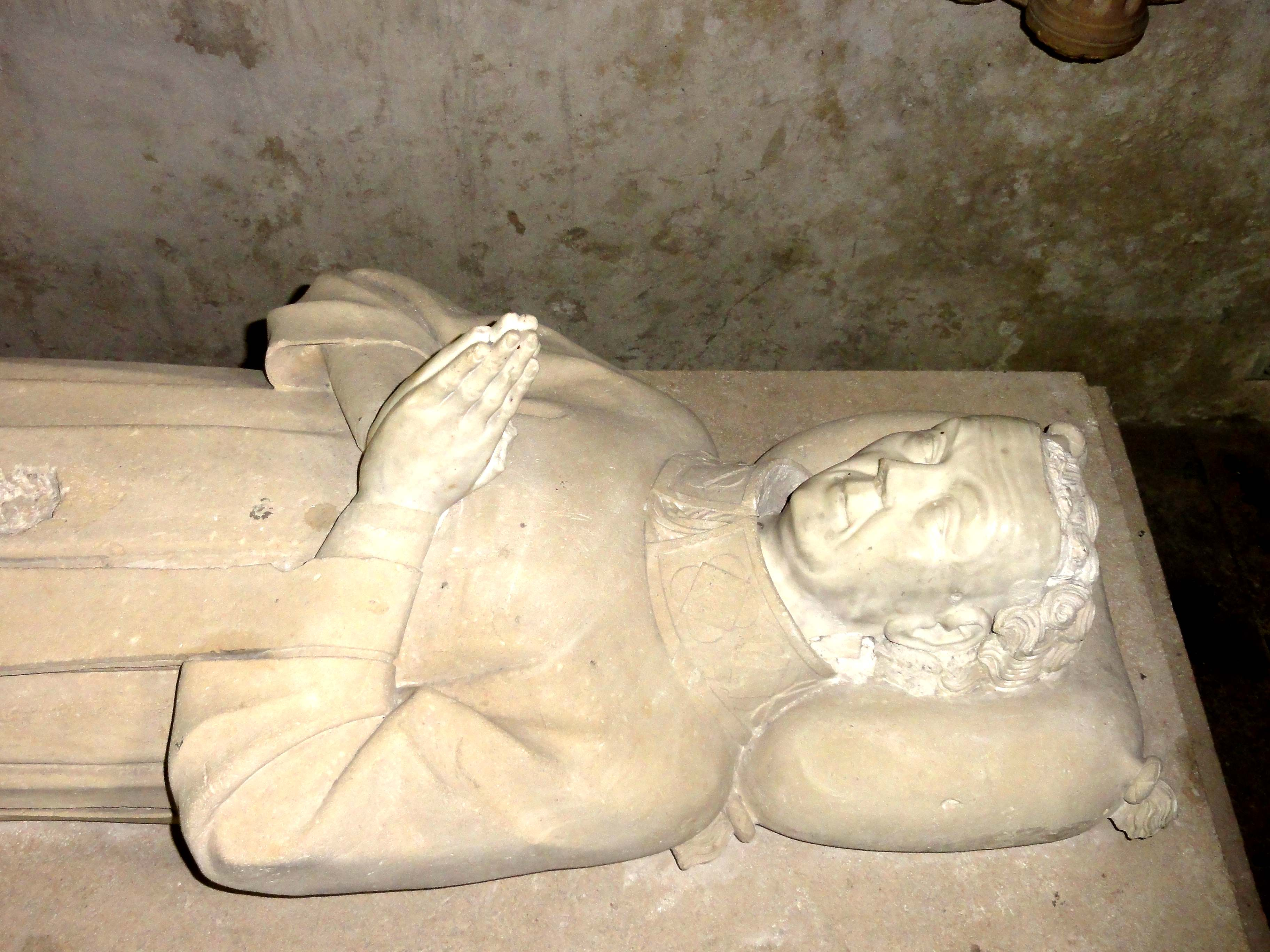
Gisant de Thomas Le Tourneur.

### Divers

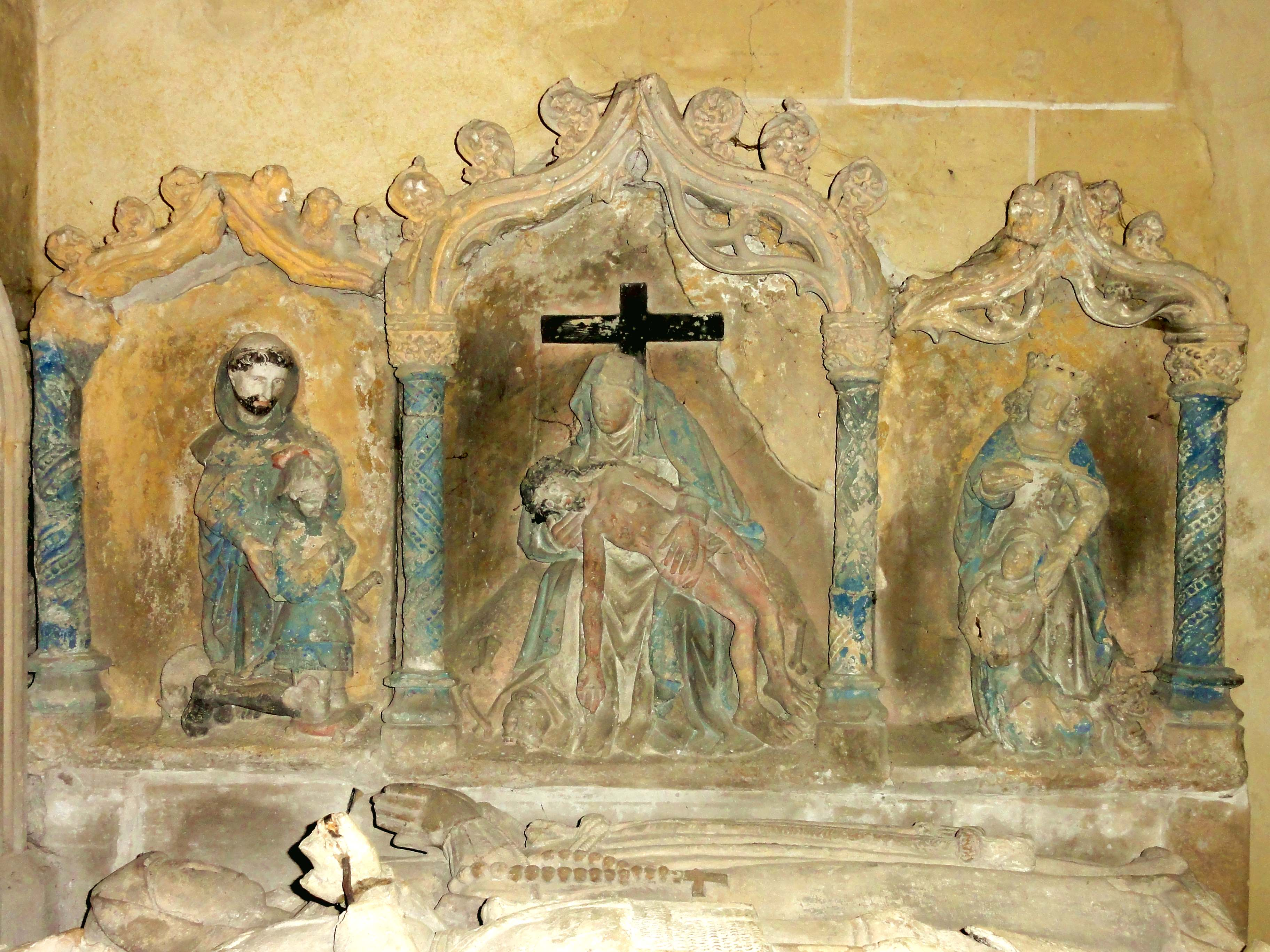
Retable - la Pietà entre les deux donateurs présentés par saint Antoine et sainte Catherine.

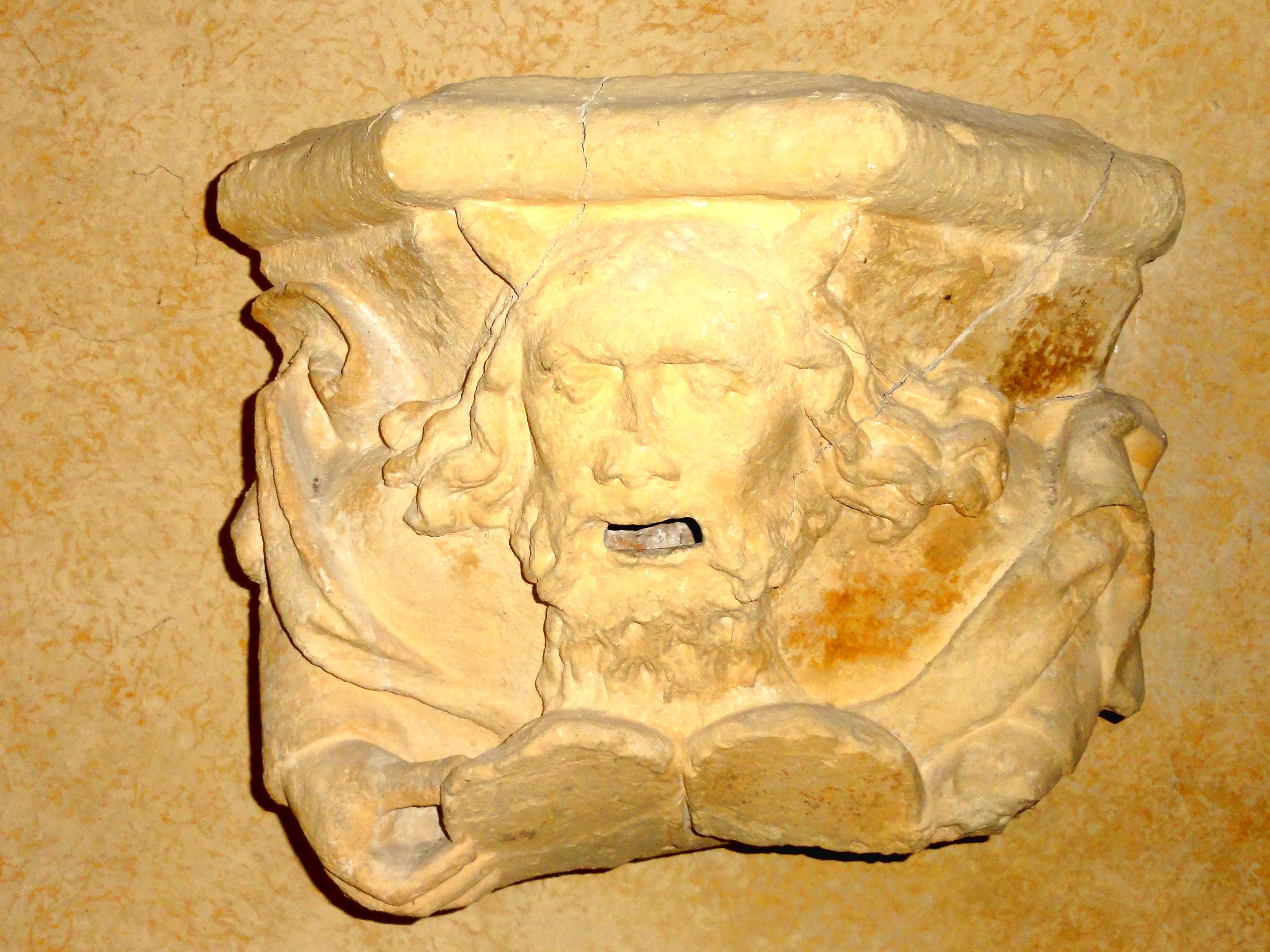
Cul-de-lampe rapporté.

- La partie instrumentale de l'orgue, qui est placé sur une estrade au début de la nef sud (et non sur une tribune), date de 1843 / 1844, et a été confectionnée par le facteur d'orgue John Abbey, de Versailles. L'instrument a été modifié plusieurs fois, notamment en 1954, au titre des dommages de guerre. La console, retournée face à la nef, ne comporte qu'un seul clavier manuel de six jeux, et un pédalier à deux jeux. Le buffet d'orgue est de style néo-gothique, à trois plates faces surmontées de gâbles tréflées et ornées de crochets. Il fut réalisé en 1844 par Girard, menuisier à Limay, et agrandi en 1850. Entre 1857 et 1901, l'orgue était placé dans le chœur. Seule la partie instrumentale est classée au titre objet, et ceci, depuis août 1986[28]. La restauration de l'orgue devenant nécessaire, il fut démonté en 2007 pour rejoindre les ateliers du facteur d'orgues Claude Berger, à Clermont-l'Hérault. Ce dernier entreprit une restauration total, consistant en la réparation du buffet, la réalisation d'un sommier de pédale et la reconstitution de jeux disparus (sans illustration).
- Le retable en pierre polychrome qui est accroché au-dessus du monument funéraire de Jean Chenu et de sa femme fut donné à la chapelle Saint-Antoine du couvent des Célestins de Limay par les deux époux, et est de toute évidence l'œuvre du même sculpteur que les deux gisants et le sarcophage. Le retable comporte trois compartiments définies par des arcatures flamboyantes, qui sont formées par des accolades aux flancs garnis de crochets, et dont la partie supérieure comporte un remplage de soufflets en partie cassé. Sous l'arcature médiane, l'on voit un bas-relief représentant la Vierge de Pitié, et sous les deux autres arcatures, plus petites, Jean Chenu et sa femme présentés par saint Antoine abbé et sainte Catherine d'Alexandrie[26],[29].
- Le bas-relief représentant la Dormition de la Vierge Marie était en bois polychrome, et datait du XVIe siècle. L'encadrement était de style Renaissance. Les Douze Apôtres entourant la Vierge sur son lit de mort occupaient presque toute la superficie. Au premier plan, l'on voyait deux figures de donateurs agenouillés devant un purpitre. Cette œuvre classée depuis mai 1909 a disparu depuis. Elle n'est déjà plus signalée par Louis Régnier[30] (sans illustration).
- Deux consoles d'applique ou crédences du XVIIIe siècle, dont une vermoulue et en mauvais état, sont classées depuis décembre 1911. Elles ne se sont actuellement pas visibles dans l'église[31] (sans illustration).
- Au début de la nef, au nord, est déposé un ancien bénitier, dont le pied est une grande clé de voûte pendante de la Renaissance, provenant sans doute de l'église Saint-Maclou de Mantes[26].
- Le cul-de-lampe Renaissance engagé dans le mur nord de la nef représentant un buste d'homme barbu et cornu, la bouche ouverte, tenant deux écussons renversés, serait également rapporté[11].
- Au sud de la base du clocher, au-dessus du gisant de Thomas Le Tourneur, deux consoles portent des blocs de cinq chapiteaux de feuillages de style rayonnant tardif, qui devraient provenir de l'église du couvent des Célestins. Le style est le même que pour les faisceaux de colonnettes qui cantonnent le portail[26].